# Istoria Europei

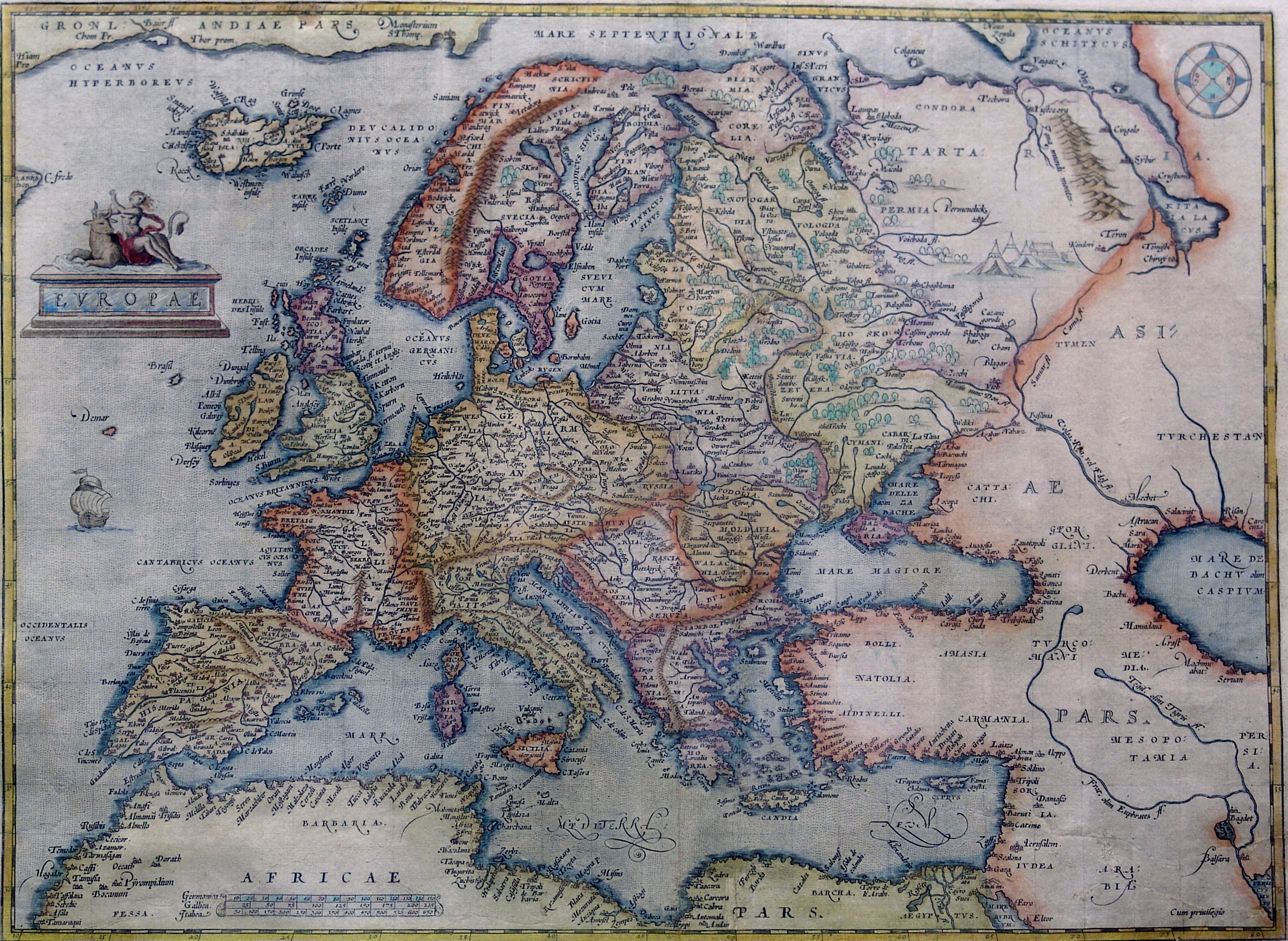
Europa descrisă de cartograful Abraham Ortelius din Anvers în 1595.

Istoria Europei se referă la istoria populațiilor din Europa, din preistorie până în prezent. În timpul erei neolitice și în timpul migrațiilor indo-europene, Europa a văzut migrațiile din est și sud-est și următorul schimb cultural și material important. Perioada cunoscută ca Antichitatea clasică a început odată cu apariția orașelor-state ale Greciei antice. Ulterior, Imperiul Roman a ajuns să domine întregul bazin mediteranean. Căderea Imperiului Roman în anul 476 d.Hr. marchează în mod tradițional începutul Evului Mediu. Începând din secolul al XIV-lea, Renașterea a provocat doctrinele tradiționale în domeniul științei și teologiei. În același timp, reforma protestantă a înființat biserici protestante în Germania, în Scandinavia și în Anglia. După 1800, Revoluția industrială a adus prosperitate în Marea Britanie și Europa de Vest. Principalele puteri au creat colonii pe continentul nord-american, cel sud-american,  Africa și în părți ale Asiei. În secolul al XX-lea, Europa a fost devastată de cele două  războaie mondiale care au marcat colapsul imperiilor coloniale. Războiul rece dintre SUA și URSS a dominat scena geo-politică  a Europei din 1947 până în 1989. După 1950 și-a făcut apariția Uniunea Europeană. Astăzi, majoritatea țărilor din Europa au aderat la alianța  militară NATO.

## Preistorie

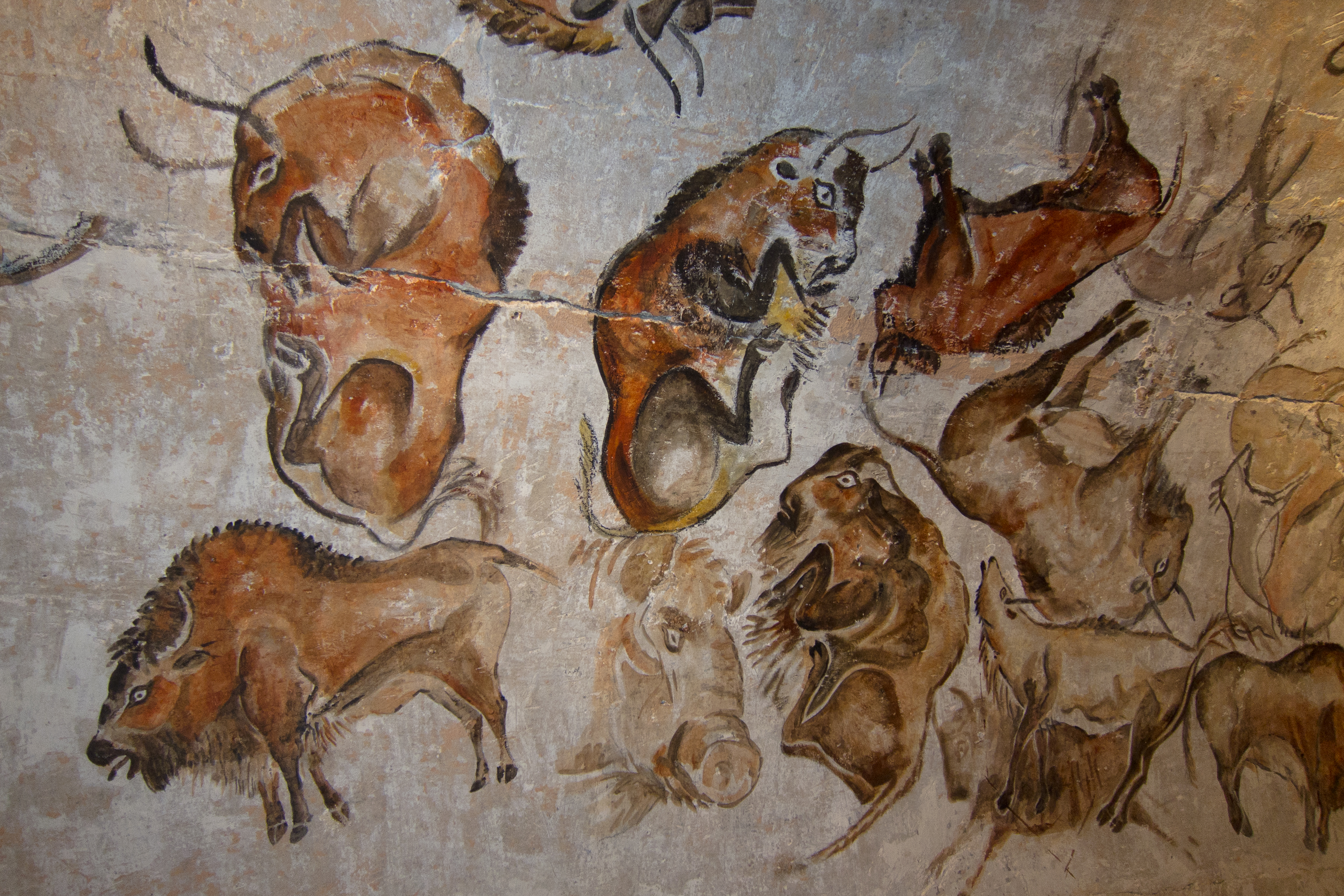
Bizonii pictati de la Altamira
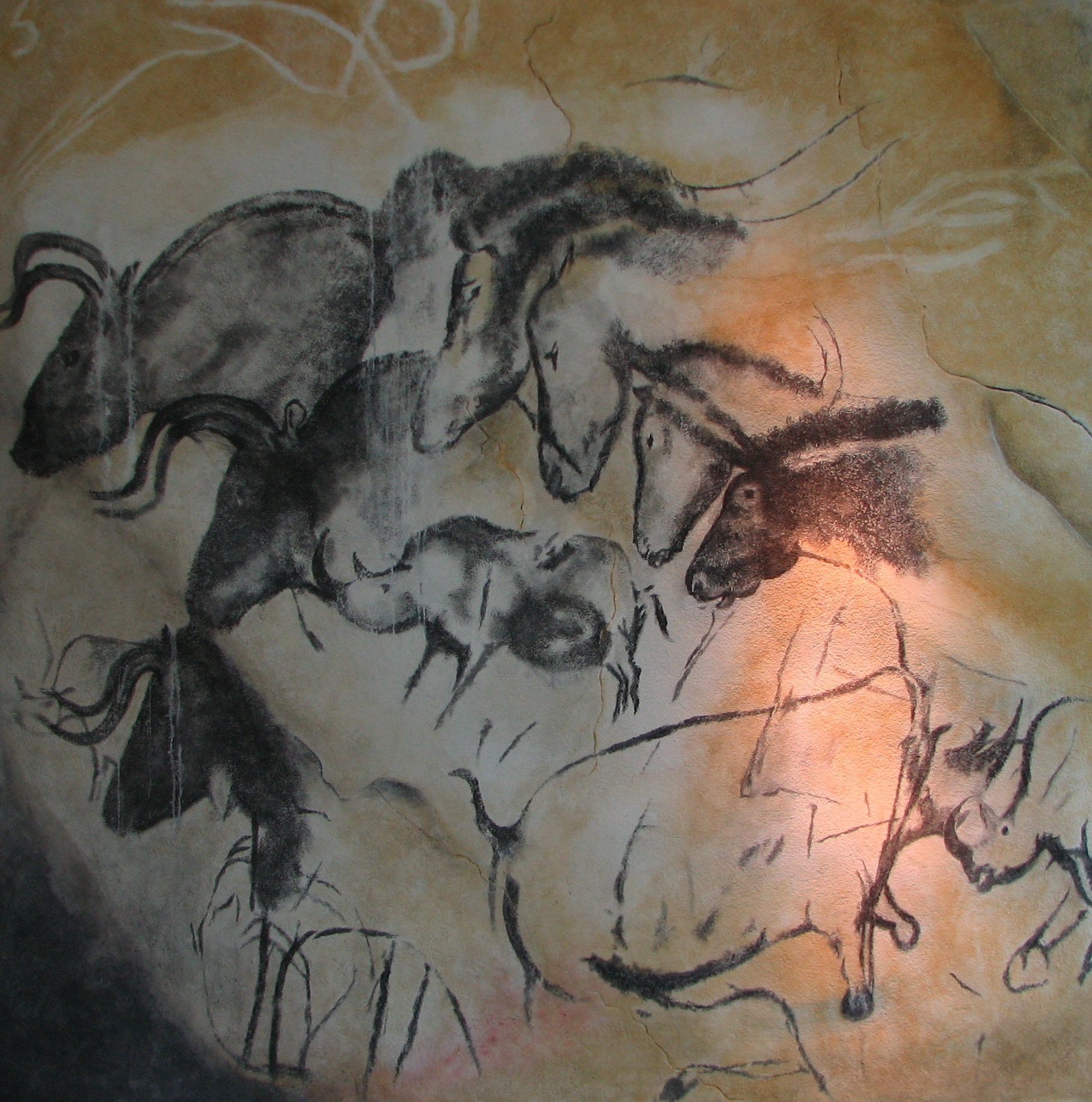
Picturi din pestera Chauvet
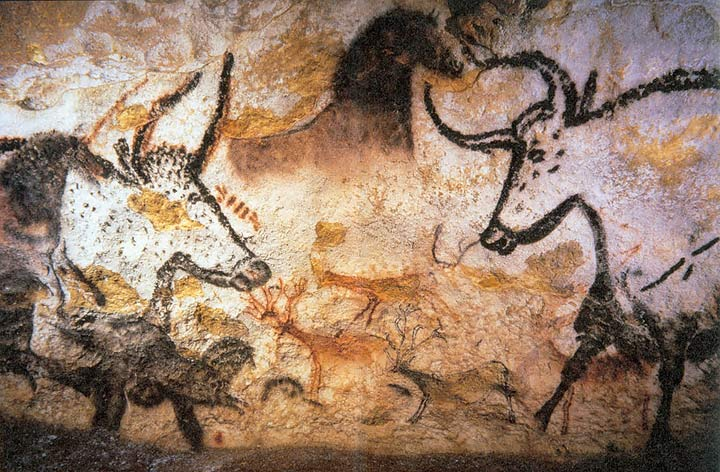
Picturi din pestera Lascaux
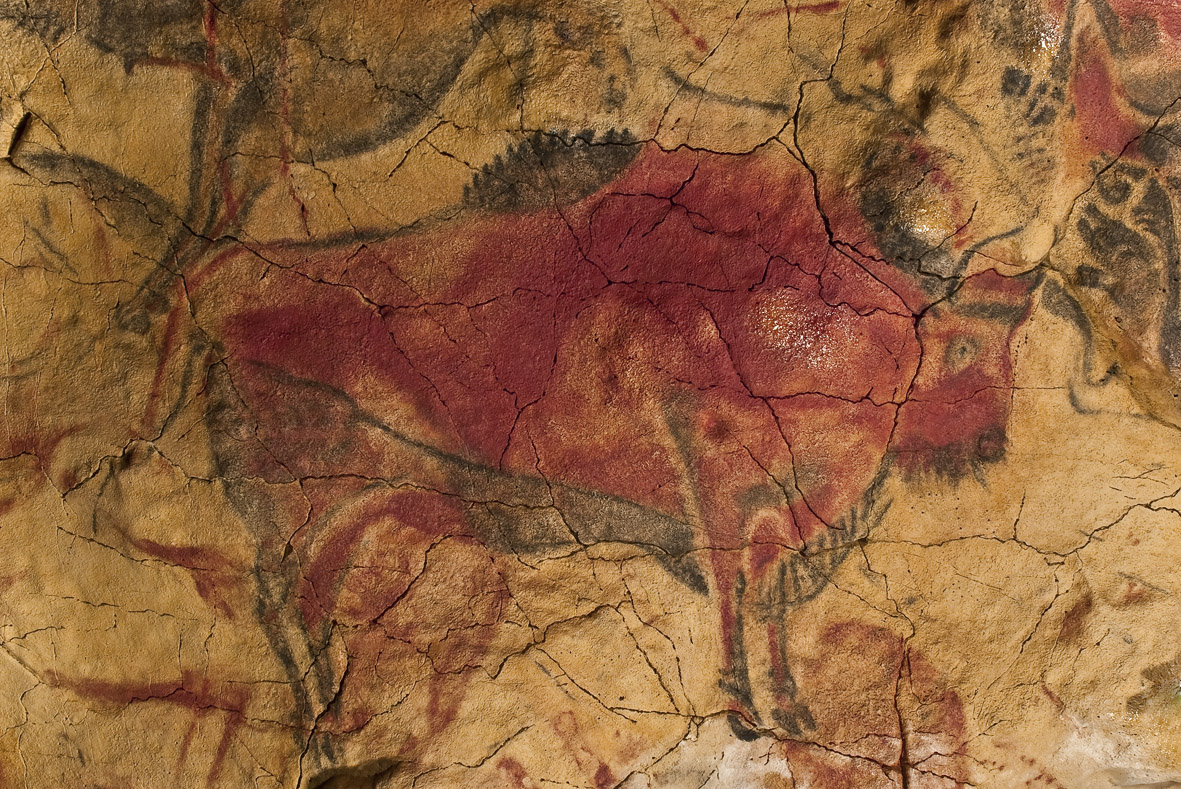
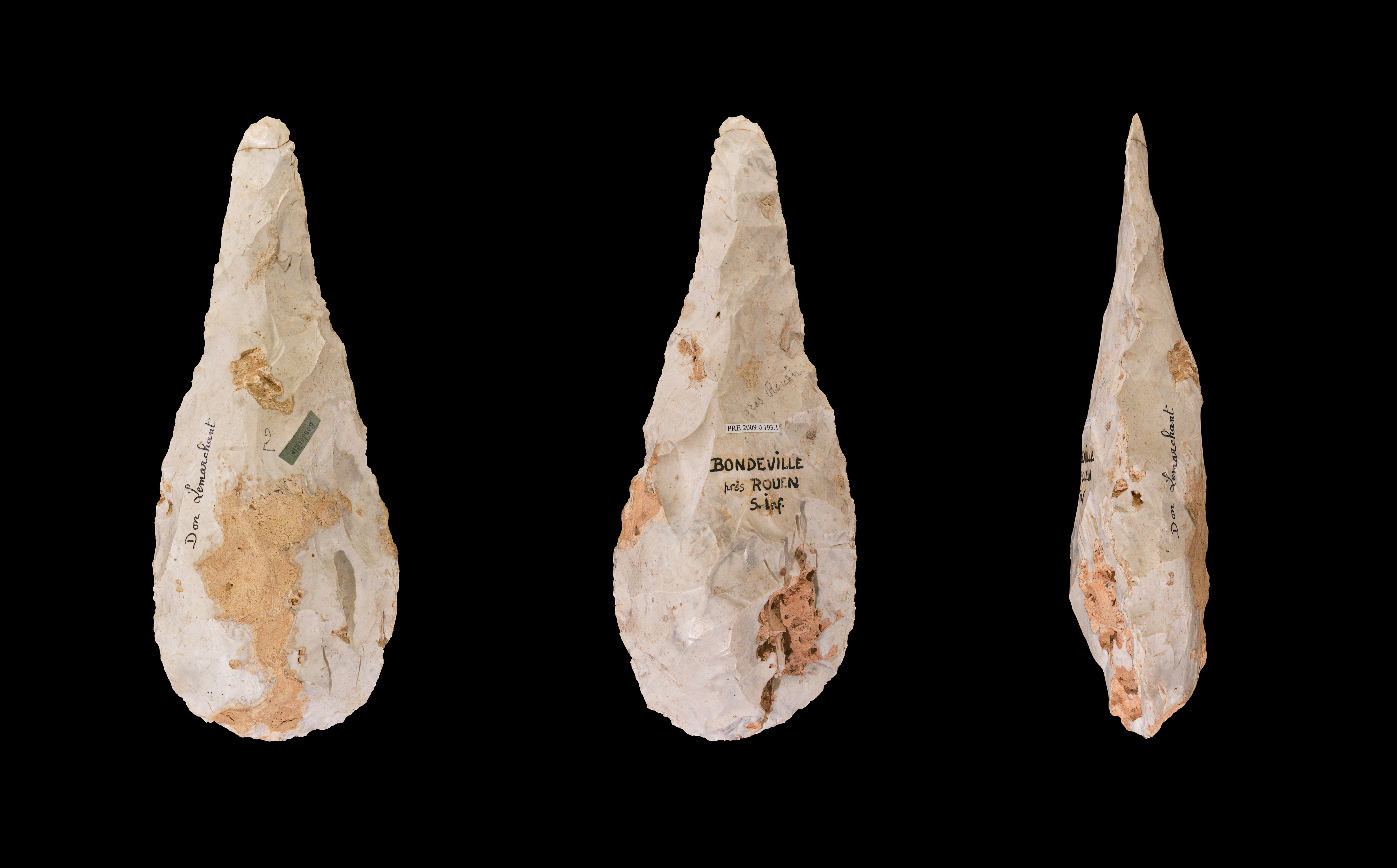
Pietre cioplite ce apartin culturii  Micoquien de acum 130 000 de ani
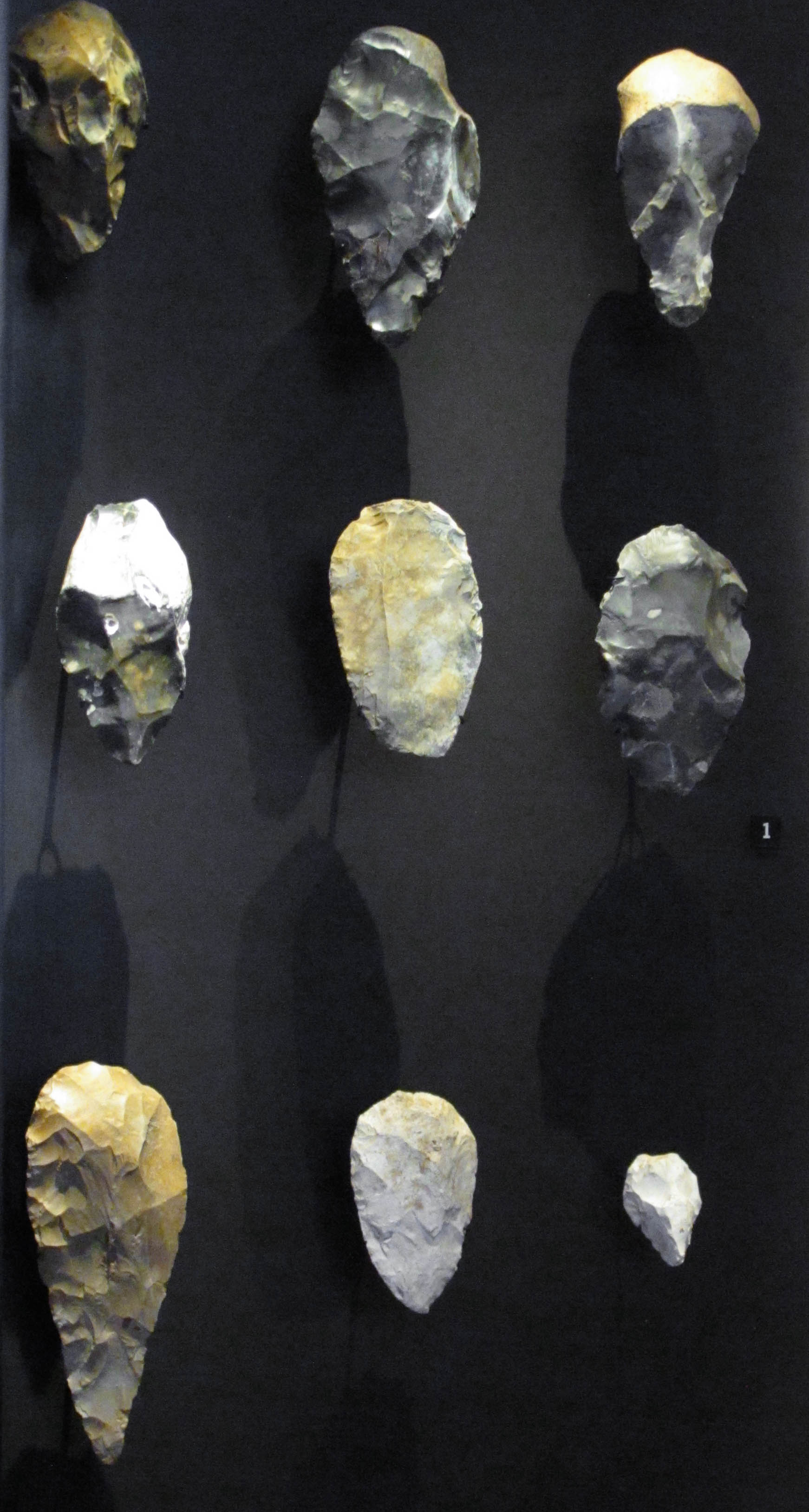
Unelte de piatra folosite pentru topoare de acum 800 000 de ani
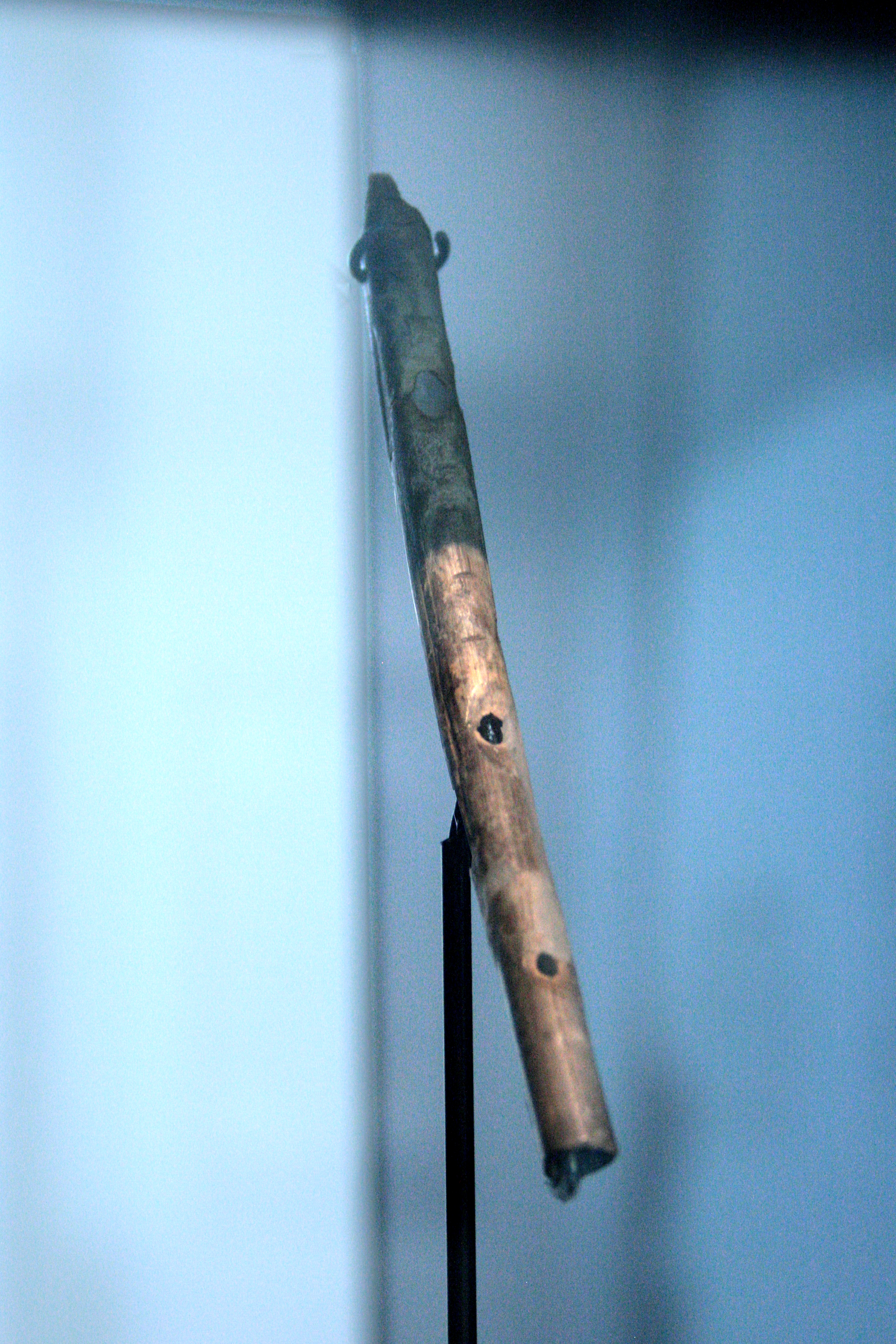
Flaut care dateaza de 40 000 de ani
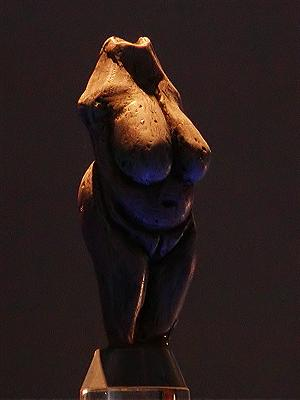
Statueta Venus de acum 28 000 de ani
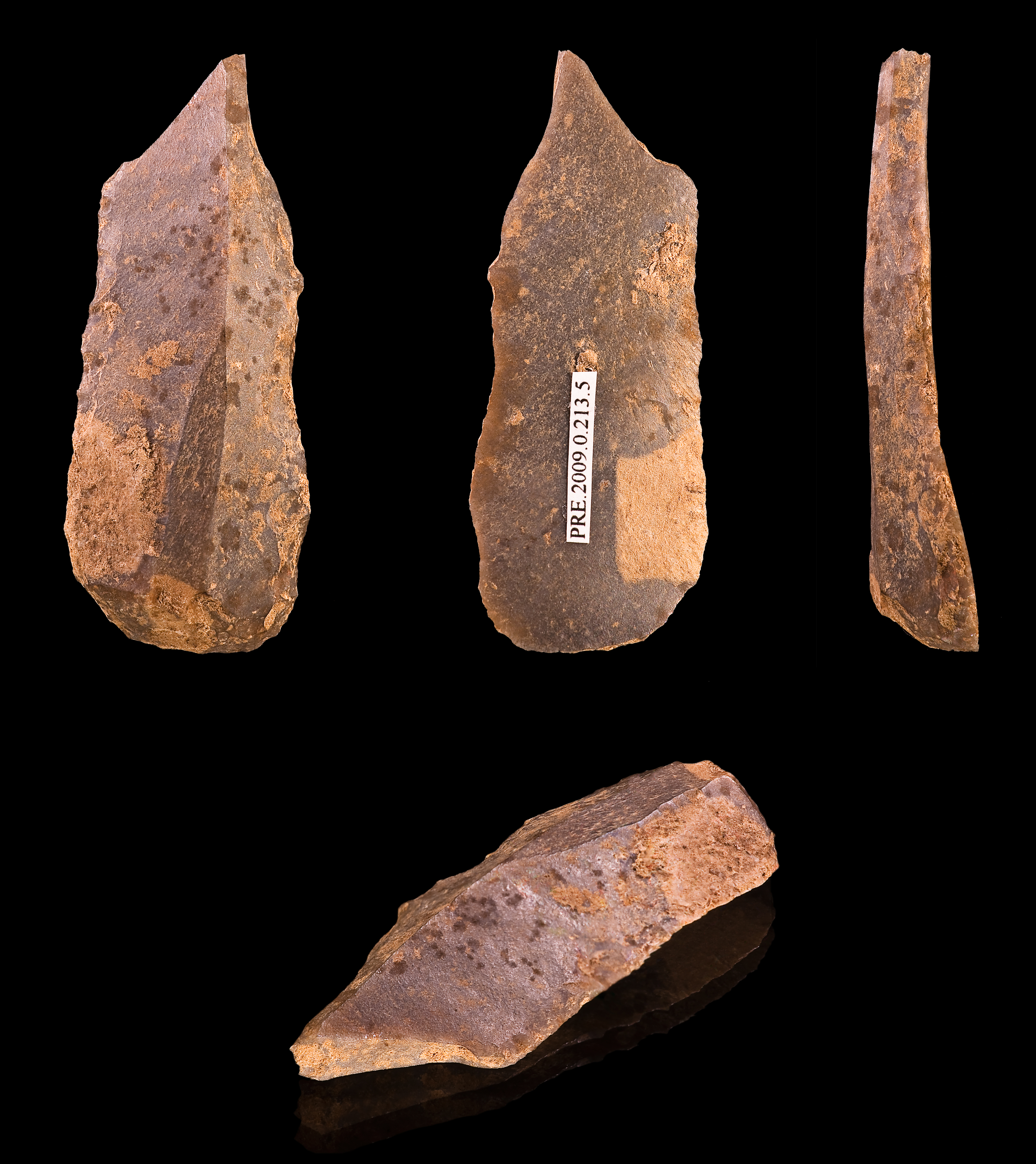
Pietre cioplite de acum  29 000 de ani ce apartin culturii Gravettian
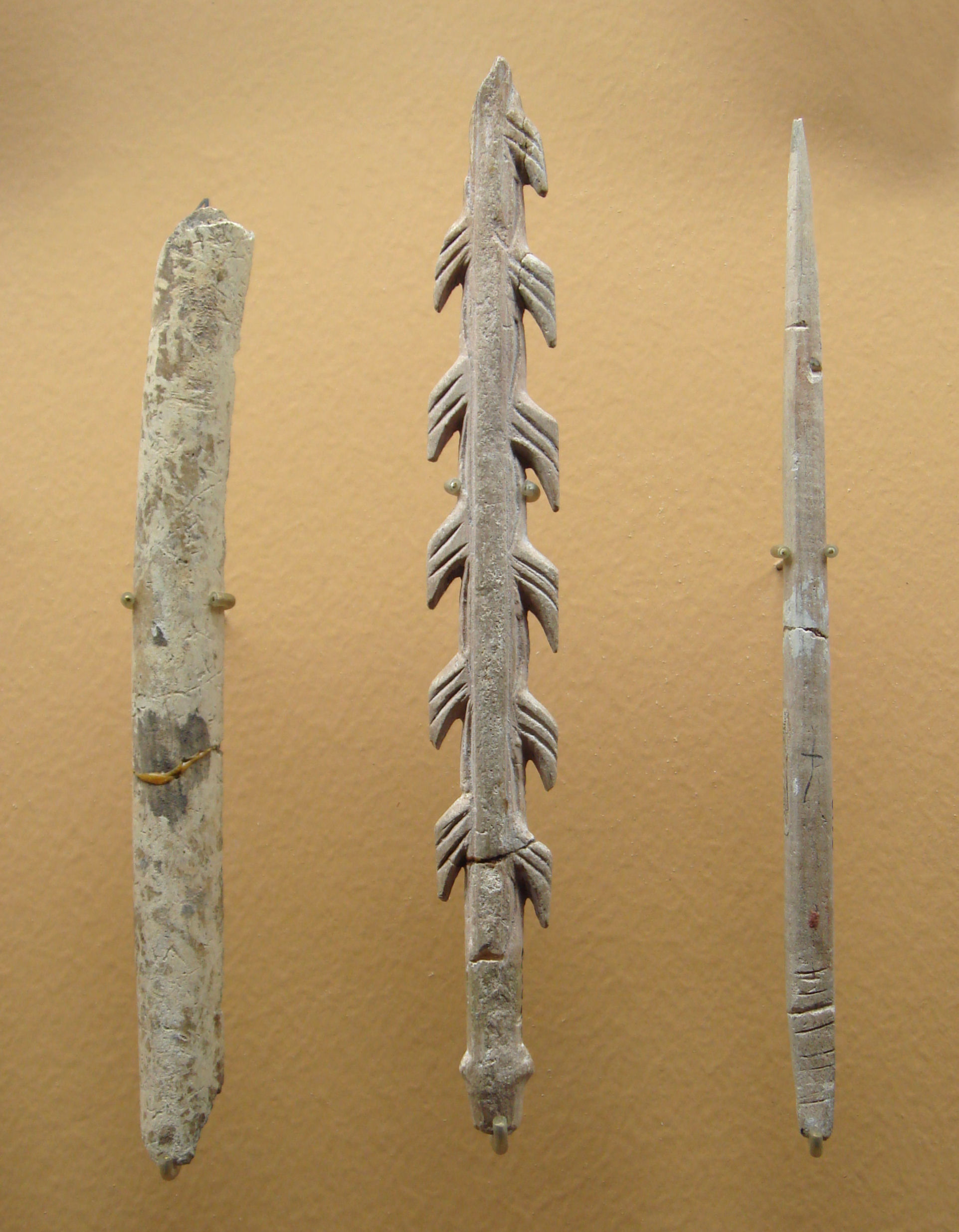
Unelte  ale culturii Magdaleniene de acum 17 000 de ani
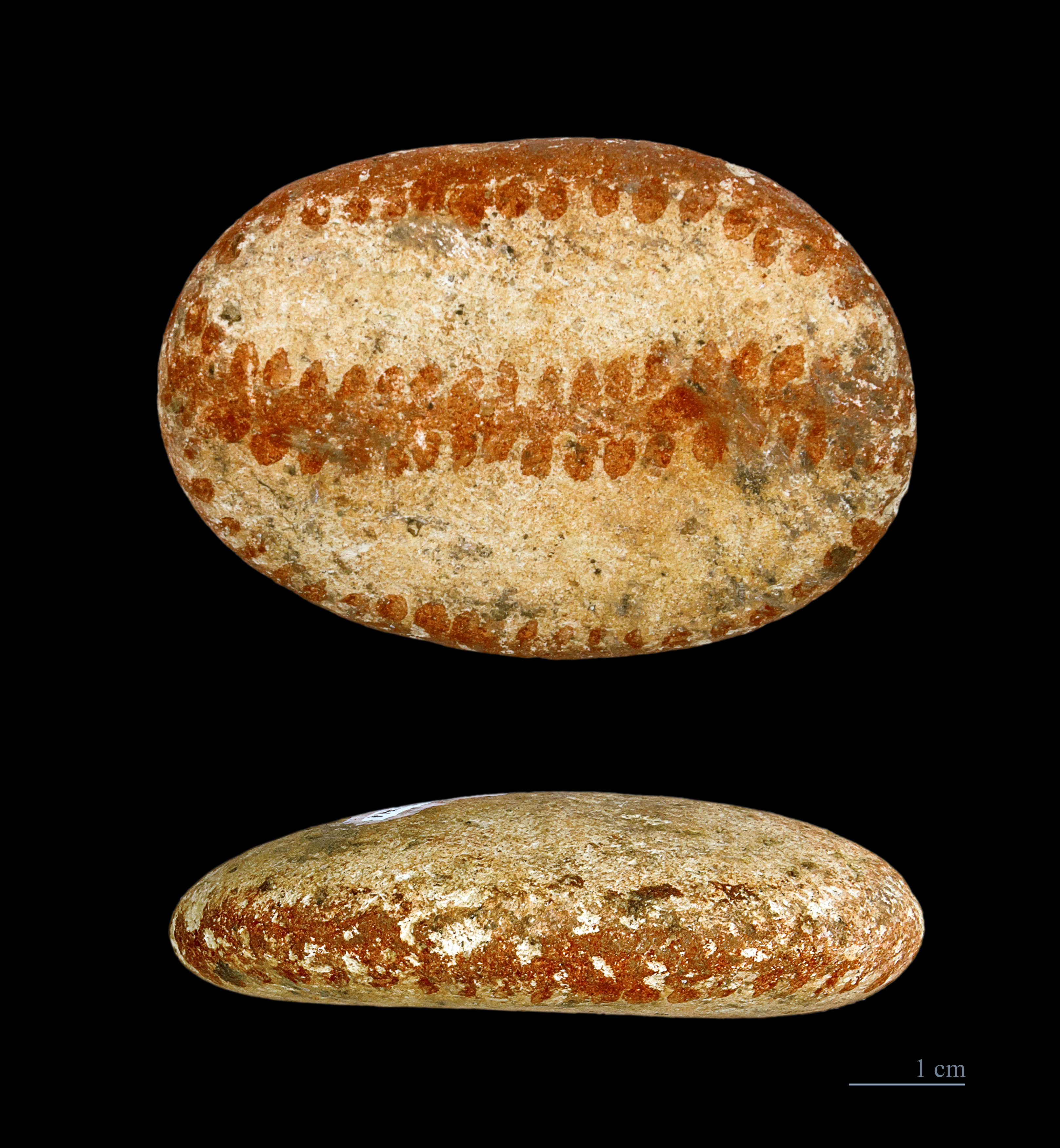
Pietre pictate ale culturii Aziliene de acum 12 000 de ani

### Paleolitic

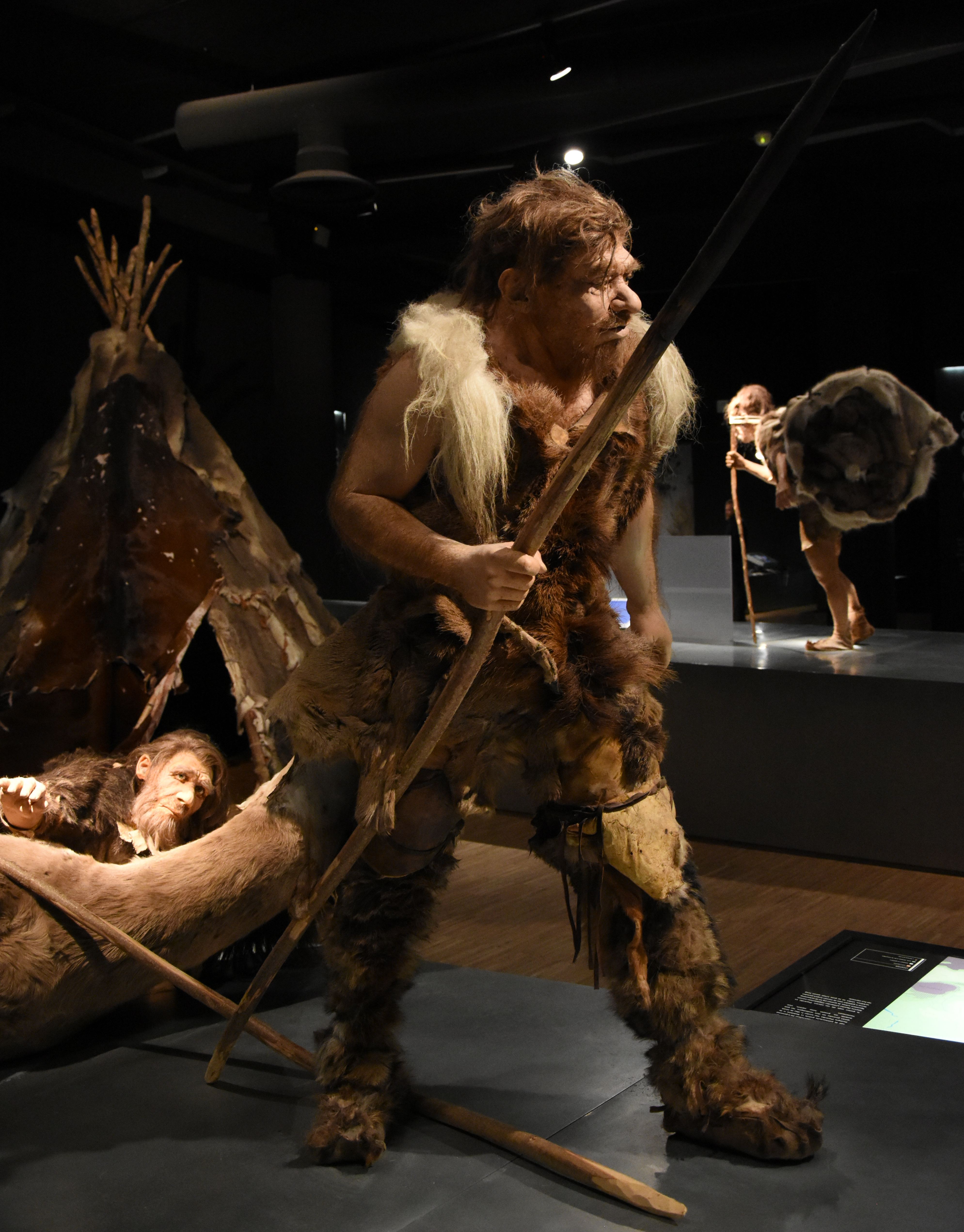
Omul de Neanderthal

Cea mai veche așezare ce evidențiază ocuparea umană se află în estul Europei în peștera Kozarnika din Bulgaria unde s-a găsit un singur dinte uman și pietre cioplite care datează de acum 1,4 milioane de ani. În Spania, la Atapuerca, s-au găsit rămășițe umane care datează de acum 1,2 milioane de ani.  Cele mai vechi arme folosite pentru vânătoare găsite pe continetul european sunt  sulițele  găsite într-o mină de cărbune din Schoningen, Germania, care datează de acum 380 000 de ani. Toate acestea apartinau unor indivizi din  specia Homo Erectus care au emigrat din Africa (probabil din cauza creșterii temperaturilor și a secetei) și s-au  stabilit pe continentul european cu vegetație mai densă și cu mai multe  surse de apă potabilă.  Aceștia au populat zone precum Lézignan-la-Cèbe din Franța, Orce din Spania, Monte Poggiolo din Italia și Kozarnika din Bulgaria.  
Oamenii Homo Erectus au evoluat în specia Homo antecessor,  în Homo heidelbergensis, iar ulterior, acum 250 000 de ani, au evoluat în Homo neanderthalensis care au predominat continentul european următorii 200 000 de ani.  Aceștia au inventat tehnologii noi precum flautul, unelte și arme cioplite din piatră,  instrumente din oase de cerb cu vârfuri lustruite cu care țeseau vestimentația din piele sau blănuri de animale, topeau seva de mesteacăn, săpau adăposturi în stânci și produceau capcane pentru mamuți. 
Acum 70 000 de ani a izbucnit glaciatiunea Wurm cunoscută drept Era glaciară. 
Primii oameni moderni care au aparținut speciei Homo Sapiens s-au stabilit pe continentul european acum 45 000 de ani conform urmelor acestora descoperite în peștera "Grotta di Fumane"  și "Grotta del Cavallo" din Italia.  Apariția acestora pe continentul european a culminat cu dispariția oamenilor de Neanderthal. Oamenii de Neanderthal au dispărut probabil din cauza conflictelor,  din cauza unor epidemii și catastrofe naturale sau din cauza asimilării acestora prin împerecherea cu oamenii moderni. 
Acum 40 000 de ani, supervulcanul Campi Flegrei, de lângă Napoli, a erupt, iar  cenușa vulcanică s-a depus în toată Mediterana de Est și în toată Europa centrală și de Sud-Est.Regiuni întregi din Italia până în Caucaz, și din Scandinavia până în Africa de Nord, au fost afectate. Vegetația a fost distrusă, multe specii de animale (precum mamutii)   au dispărut, și norii de cenușă au blocat lumina Soarelui să între în atmosfera timp de câțiva ani.  Populația oamenilor de Neanderthal, fiind restrânsă și retrasă în peninsula iberică, a dispărut în cele din urmă. 
Acum 35 000 de ani, cultura Aurignaciana și-a făcut apariția în Bulgaria și s-a extins în Ungaria,  iar acum 32 000 de ani a apărut cultura Gravettian  în munții Crimeeii care s-a extins în Caucaz, remarcându-se cu celebrele statuete venusiene. 
Acum 22 000 de ani, culturile Solutrean și Gravettian s-au extins în regiunea sud-vestică a Europei. S-a teoretizat că s-a desfășurat atunci mari migrații de populații din Orientul Mijlociu, Asia Mică și Balcani.  
După dispariția culturii Gravettian, cultură Solutrean s-a extins din nordul Spaniei în sud-estul Franței, remarcându-se cu tehnologie avansată a pietrei, a arcului și săgeții  și cu îmbunătățirea tehnicilor de pictură rupestră. 
Acum 17 000 de ani, a apărut cultură Magdaleniana care a extins tehnicile avansate de artă rupestră și sculptură prin vestul și centrul Europei, persistând până în anul 8000 î.e.n. care a evoluat în culturi microlitice în Spania, Franța și centrul Europei.  Această a lăsat în urma ei o serie de unelte de roca și urme de artă figurativă abstractă. 
Acum 10 500 de ani, glaciatiunea Wurm s-a încheiat. Temperaturile au dus la creșterea nivelului marilor, schimbând harta geografică a Europei și afectând mediul oamenilor preistorici.  

### Mezolitic
Mezoliticul a debutat în Balcani acum 17 000 de ani, extinzându-se în vestul Europei acum 14 000 de ani.  Primele practici de agricultură au apărut în anii 8500- 5500 î.e.n.   
În nordul Europei au apărut societăți care își duceau existența pe baza unor surse de hrană bogată din mlaștini create în urmă creșterii temperaturilor, rezultând  două culturi: cea  Maglemosiana și Aziliana. 

### Neolitic

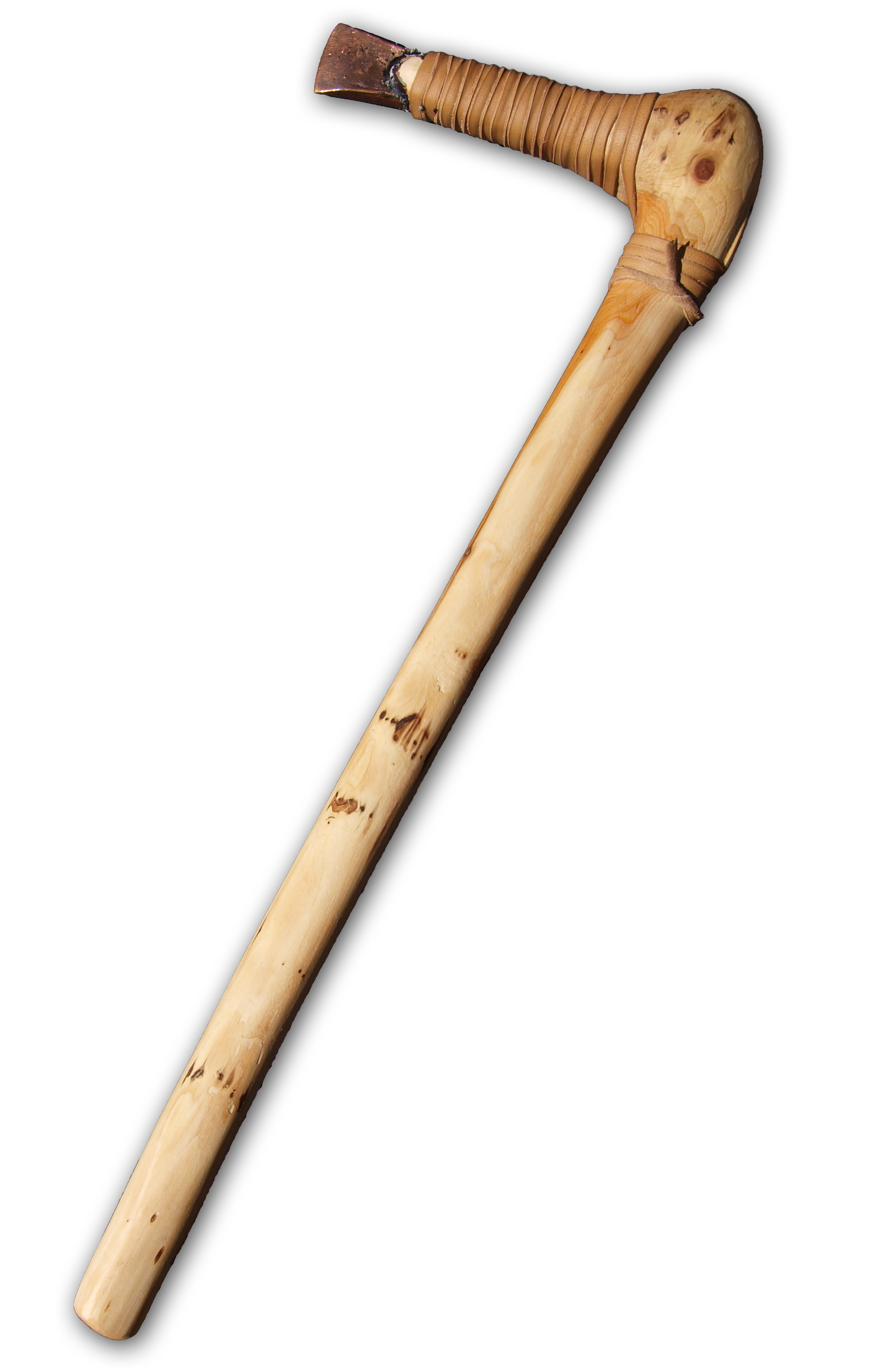
Topor din cupru
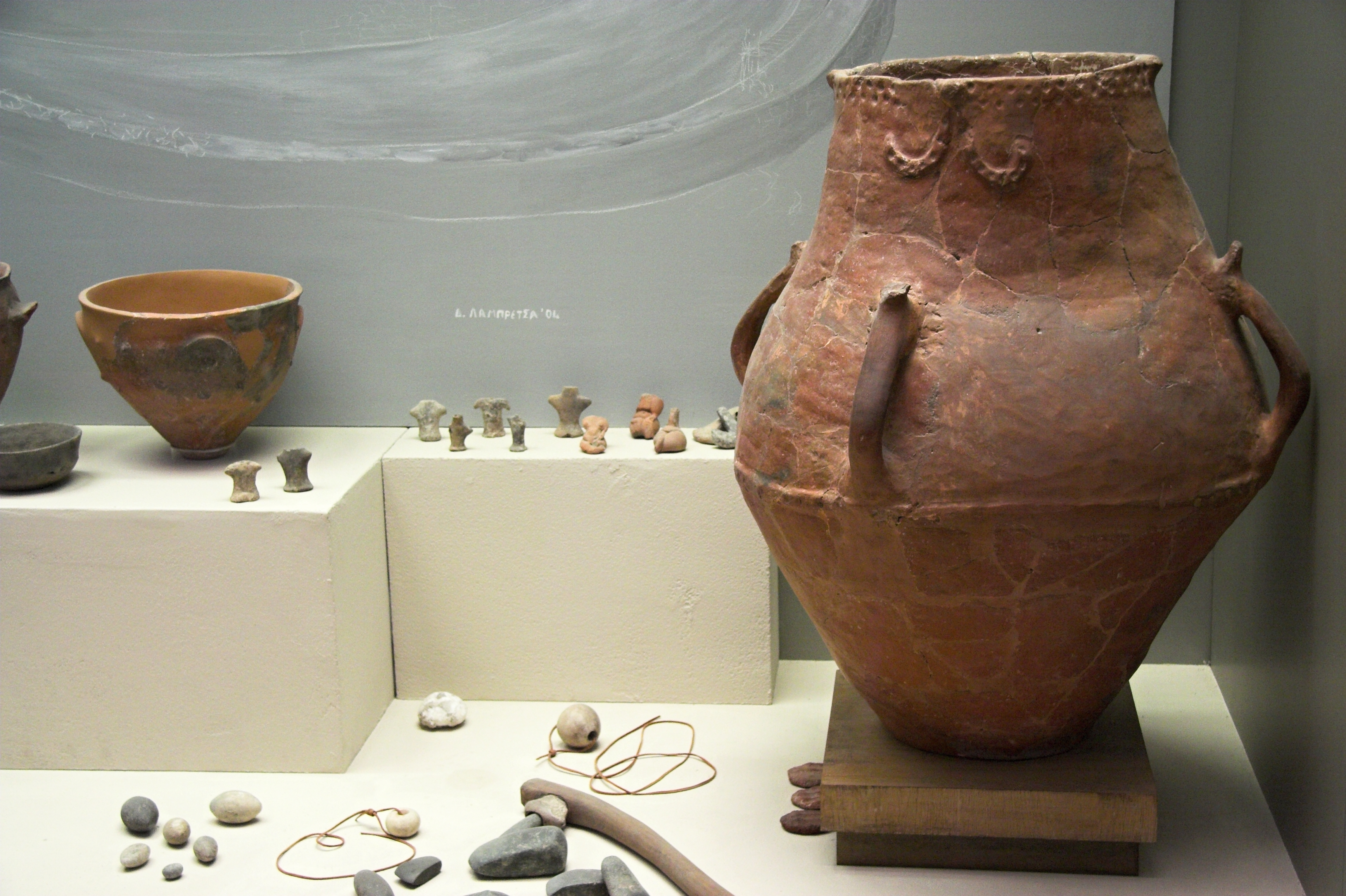
Vase de ceramica ale culturii Sesklo
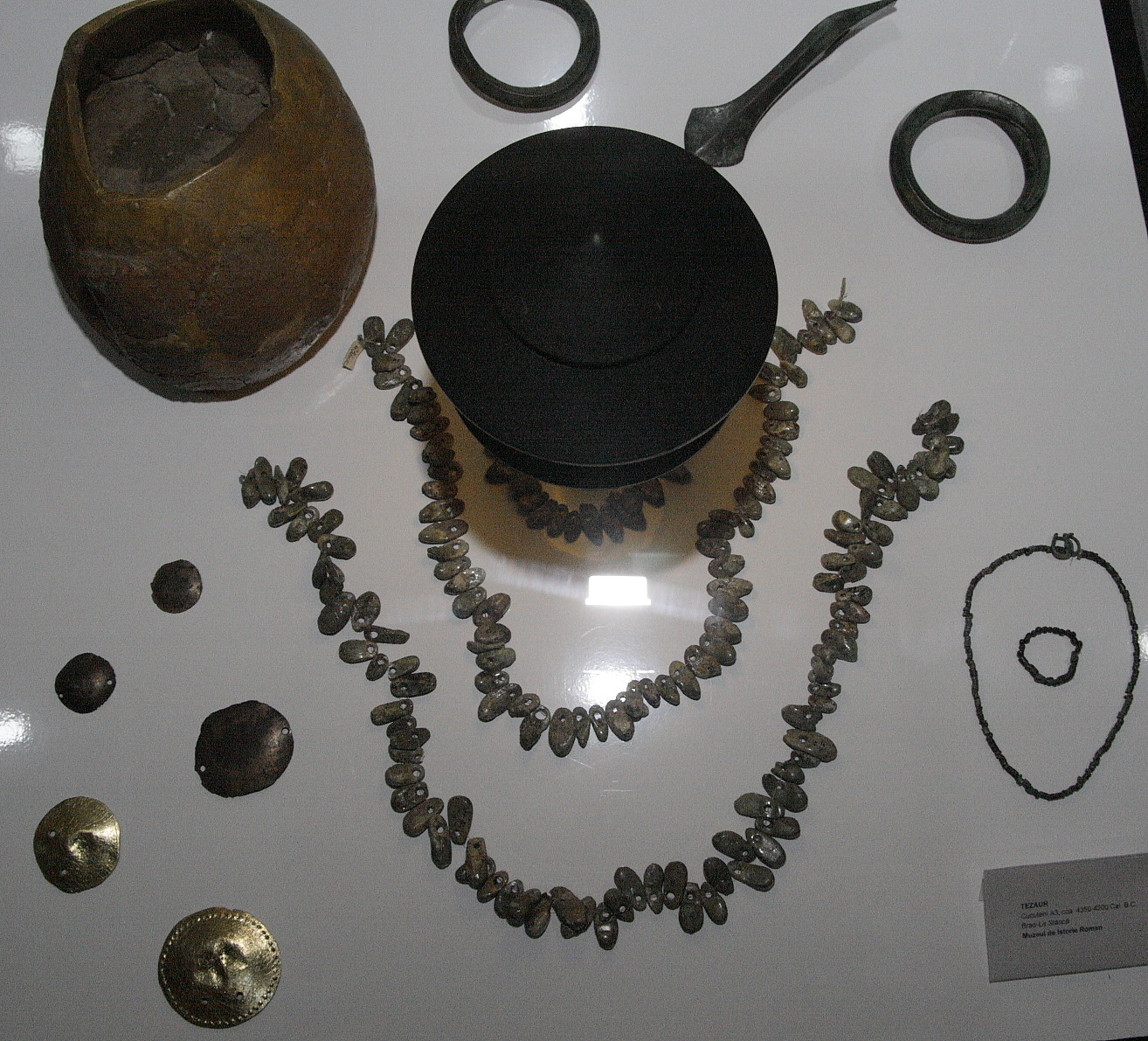
Relicve ale culturii Cucuteni
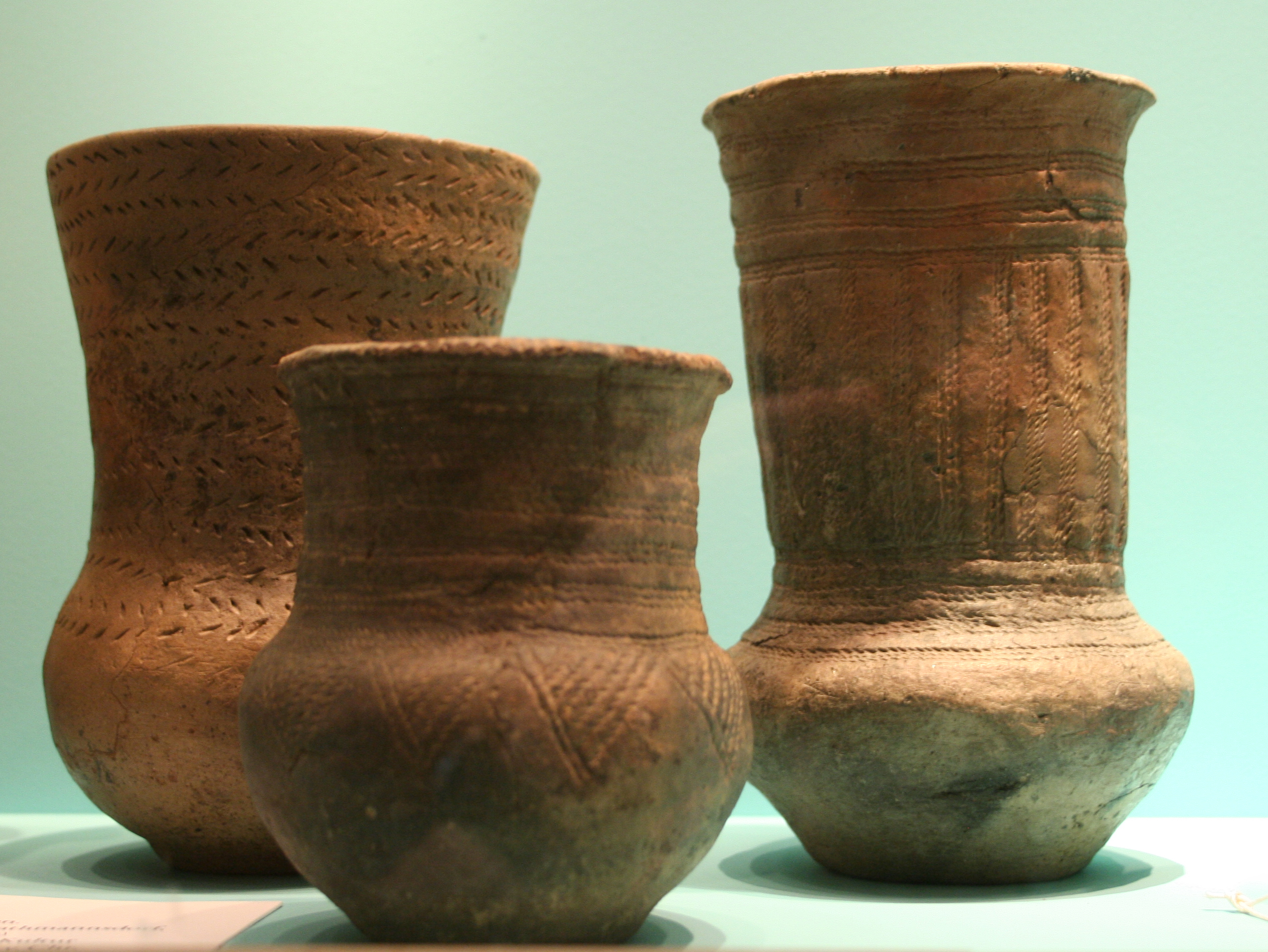
Vase de ceramică ale culturii Corded Ware
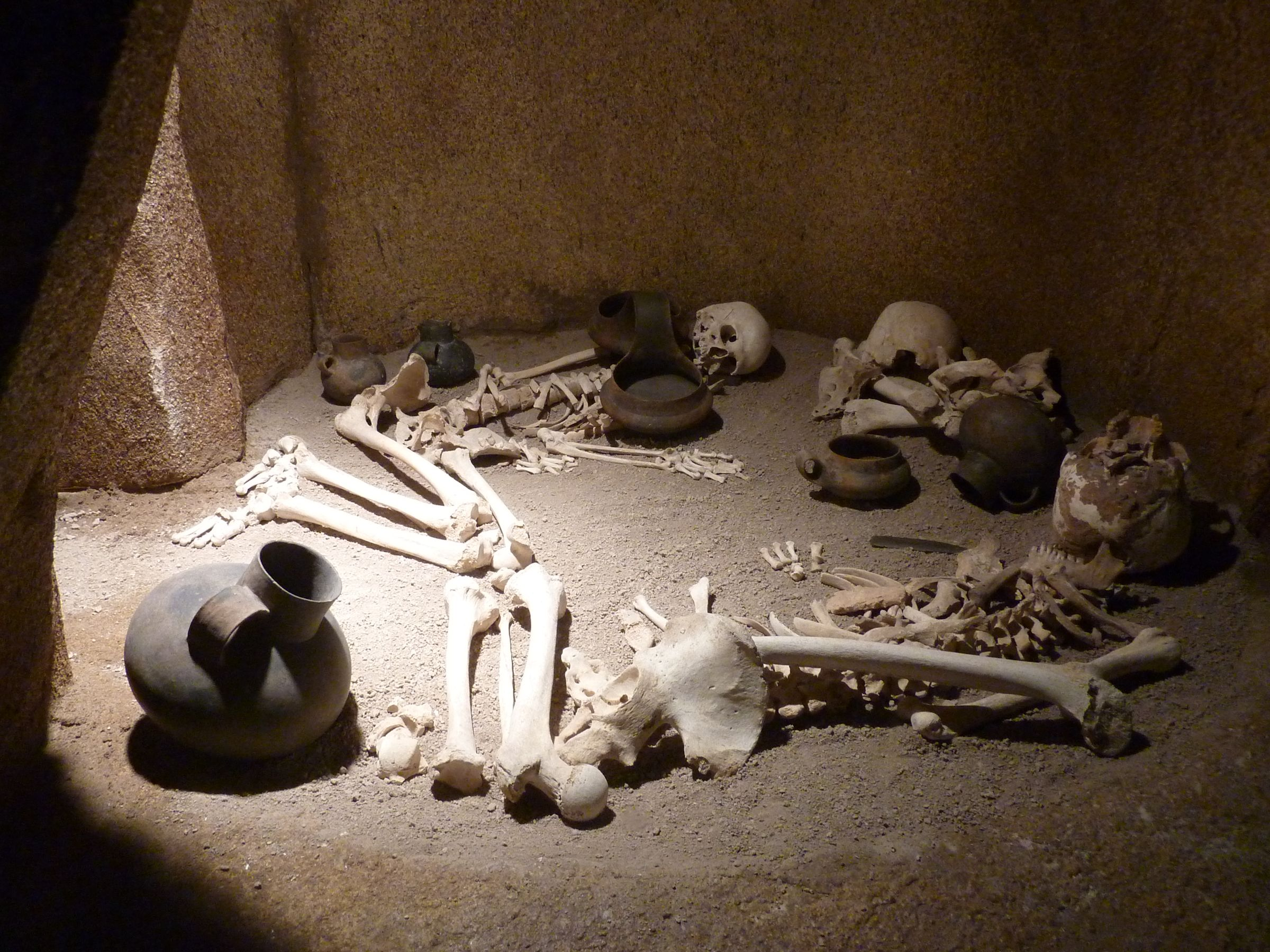
Mormânt neolitic
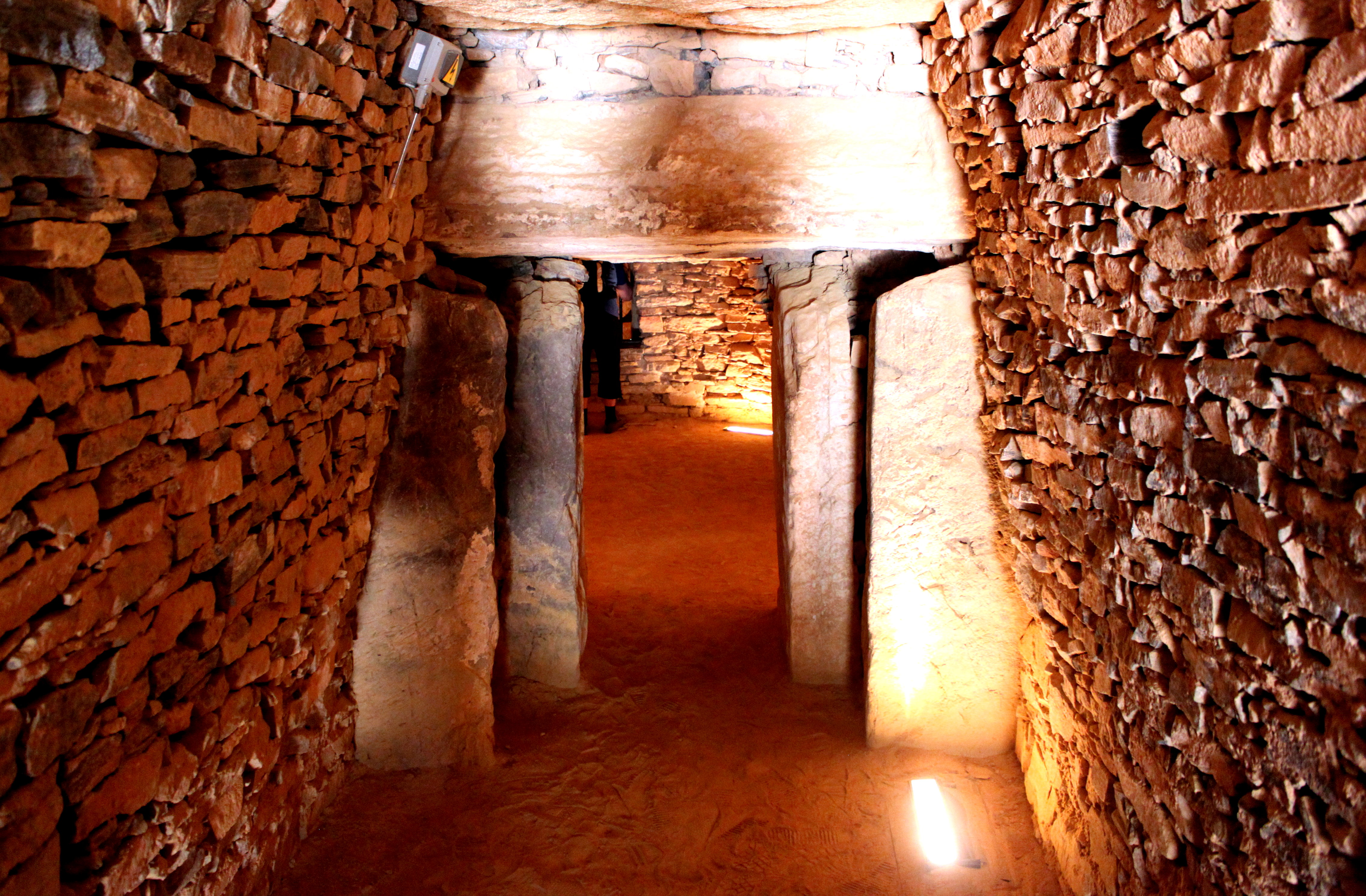
Dolmen din Malaga
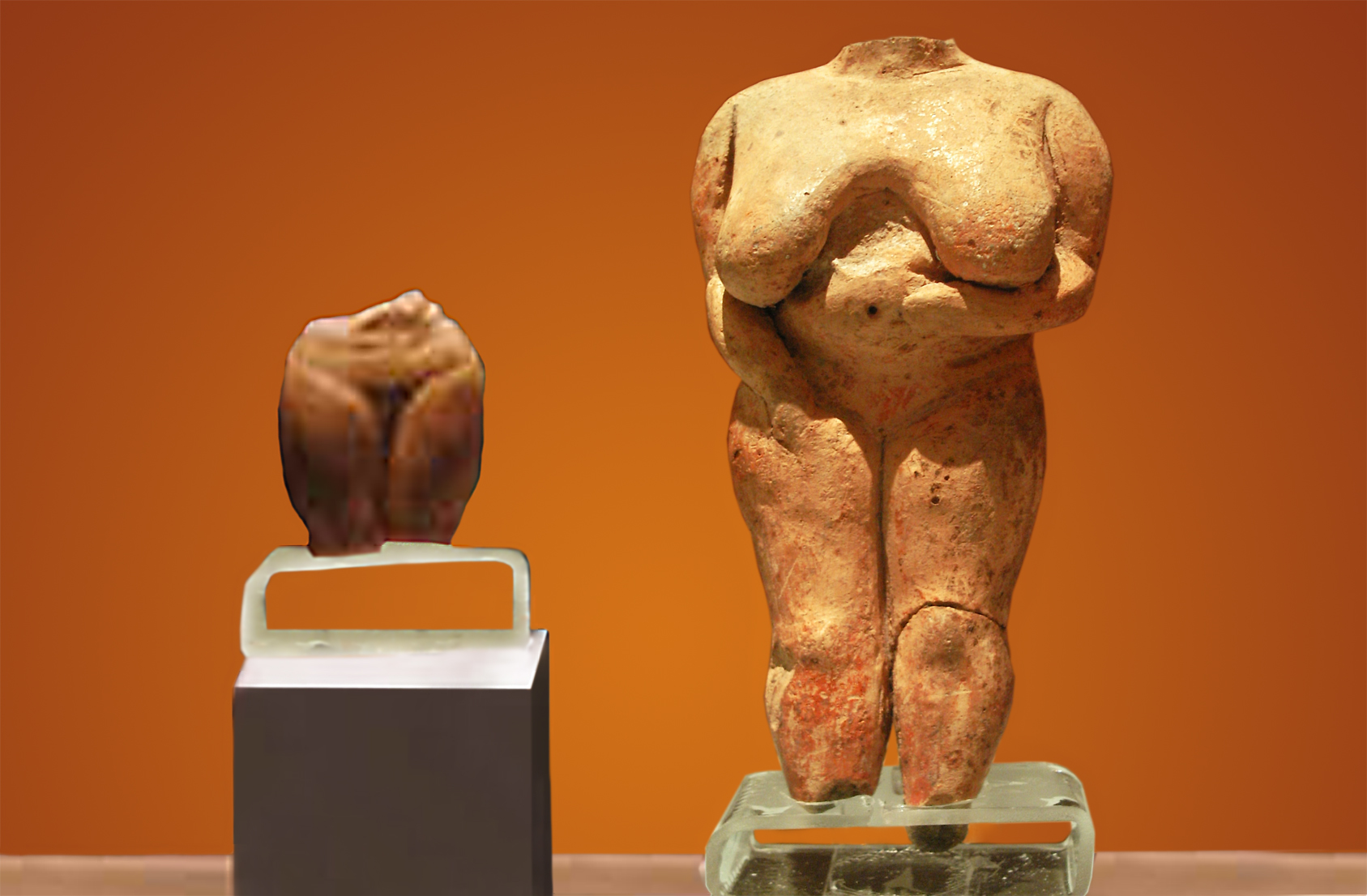
Venus de Malta
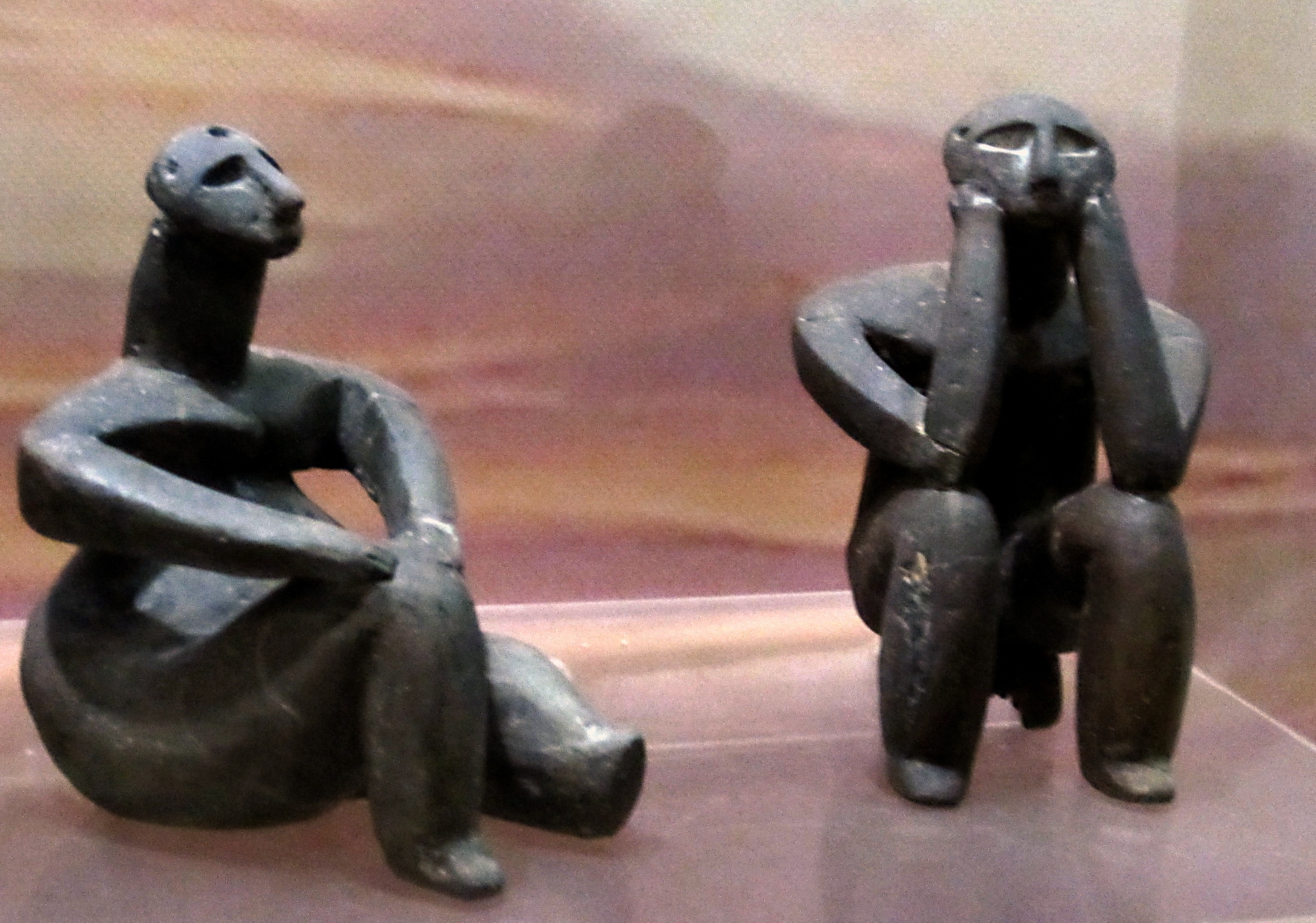
Gânditorul de la Hamangia

Epoca Neolitică a debutat în Asia Mică și în Caucaz.  În  Thessalia, Grecia, s-au găsit urme care atestă practici agricole,  domesticirea vitelor și olăritul, ce aparțin cuturii Sesklo care a dat naștere culturii proto-ceramică lineară și apoi la apariția grupurilor culturale danubiene. Oamenii cultivau grâu emmer, grâu galben, mazăre, orz, mei.    În paralel, pe coasta adriatică și în sudul Italiei s-a dezvoltat cultură ceramicii Cardium cu proveniență din Thessalia și din Liban, alcătuită din marinari, pescari, ciobani de oi și capre.  O altă cultură neolitică s-a dezvoltat în Ucraina și sudul Rusiei de azi, cultura Dniepr-Don, precum și în Andaluzia, Spania, unde s-a făcut remarcată tipul de ceramică La Almagra.  
Prin anii 6500-6000 î.e.n., cultură neolitică s-a extins în vestul și nordul Europei, dar prin acte de violență și subjugare a unor triburi de către alte triburi. Sunt cunoscute culturile precum Vinca-Turda (din Serbia și România de azi) și cultura Karanovo III-Vesselinovo (Bulgaria de azi). 
În regiunea mediterană, pescarii culturii Cardium au colonizat întreagă Peninsula Italică și regiuni de coastă din Spania și Franța. Grupuri de vânători-culegători s-au amplasat pe malurile Oceanului Atlantic, dezvoltând noi tehnologii, precum cea din sud-vestul Spaniei de azi, unde au fost ridicate morminte megalitice (dolmeni), precum și în Danemarca de azi ocupată de cultura Ertebölle. 
În mileniul al VI-lea î.e.n. s-au format cinci culturi regionale majore: 
- Cultura Danubiană - din nordul Franței până în vestul Ucrainei, care ulterior s-a împărțit în cultura Boian în România și Bulgaria, cultura Rossen în vest, cultura Lengyel în Austria  și Ungaria
- Cultura mediteraneană - din Italia și Spania până în Franța și Elveția, divizată în alte grupuri.
- Cultura  Dimini-Vinca:  Grecia, Macedonia, Serbia, Slovenia și Italia
- În Estul Europei s-a remarcat cultură Dniepr-Don în Rusia și Belarus unde au fost domesticiți caii.
- În Europa Atlantică: s-au dezvoltat un mozaic de culturi locale din Portugalia până în Suedia și Franța, adoptând ritualurile funerare.

Alte culturi independente s-au dezvoltat în Andaluzia, sudul Greciei și pe coastele vestice ale Mării Negre, precum cultura Hamagia.

### Chalcolitic
Cunoscută drept Epoca Cuprului, Chalcoliticul european a însemnat începutul folosirii primelor metale precum cuprul la nivel local.  Cuprul a fost folosit pentru prima oară  în Balcani în anii 5500-5000 î.en., fiind apoi folosit în Europa centrală și estică. În 5500 î.e.n., Europa de Est e dominată de cultura  Yamna, înlocuind cultura Dnieper-Donets, forțând astfel populațiile să emigreze în regiunea  baltică și în Danemarca de azi, unde s-au combinat cunativii respectivi, ceea ce a dus astfel la crearea varietății lingvistice indo-europene. 
În regiuni din Bulgaria și România de azi este dominantă cultura Boian-Marica care se afirmă că fiind prima societate tribală care impune monarhia că regim de conducere după cum atestă mormintele regale de pe coasta Mării Negre.  În bazinul mediteranean, multe culturi din sud-estul Franței și nordul Italiei au alcătuit uniuni prin care era distribuit silexul printr-o rețea de troc. Sunt atestate și conflicte după cum atestă rămășițele umane cu răni fatale, precum  Ötzi, al cărui cadavru înghețat a fost găsit în Alpi cu un topor din cupru. În regiunile atlantice sunt îmbunătățite practicile agricole.
În 4200 î.en.  este  atestată venirea  unor popoare din Asia Centrală în Europa, fiind cunoscuți că indo-europeni.    
Arheologii și istoricii presupun că agricultorii indo-europeni din orientul apropiat s-au amplasat pe continentul european și au înlocuit populația de vânători-culegători.  
Sunt folosiți caii pentru transport la mare distanță, crescând mobilitatea.     
În mileniul al III-lea î.e.n., populațiile danubiene s-au organizat în cultura Baden. Populația balcanică a fost restructurată după invaziile anterioare, exceptând cea a culturii Cotofeni din regiunea muntoasă care nu arată vreo influență estică sau indo-europeană.    În Bulgaria a înflorit cultura Ezero unde este folosit pseudo-bronzul (un aliaj al cuprului cu arsenic). 
În anii 2800 î.e.n. s-a format cultura Cicladică în Grecia de azi. Nordul Europei este supus culturii danubiene, iar în est, populațiile indo-europene estice, amplasate  dincolo de Volga al culturii Ymna, strămoși ai scitilor iranieni, au ocupat sudul Rusiei și Ucrainei.  În Europa vestică s-a creat o super cultură megalitică, extinsă din Suedia până în Spania. 
În 2400 î.en., populația culturii Corded Ware a populat și s-a extins în zonele danubiene și nordice. O altă populație,  cea Beaker,  este prima care practică comerțul, tehnici de olărit  și ritualurile funerare specifice în Europa centrală.

## Antichitate

### Epoca Bronzului

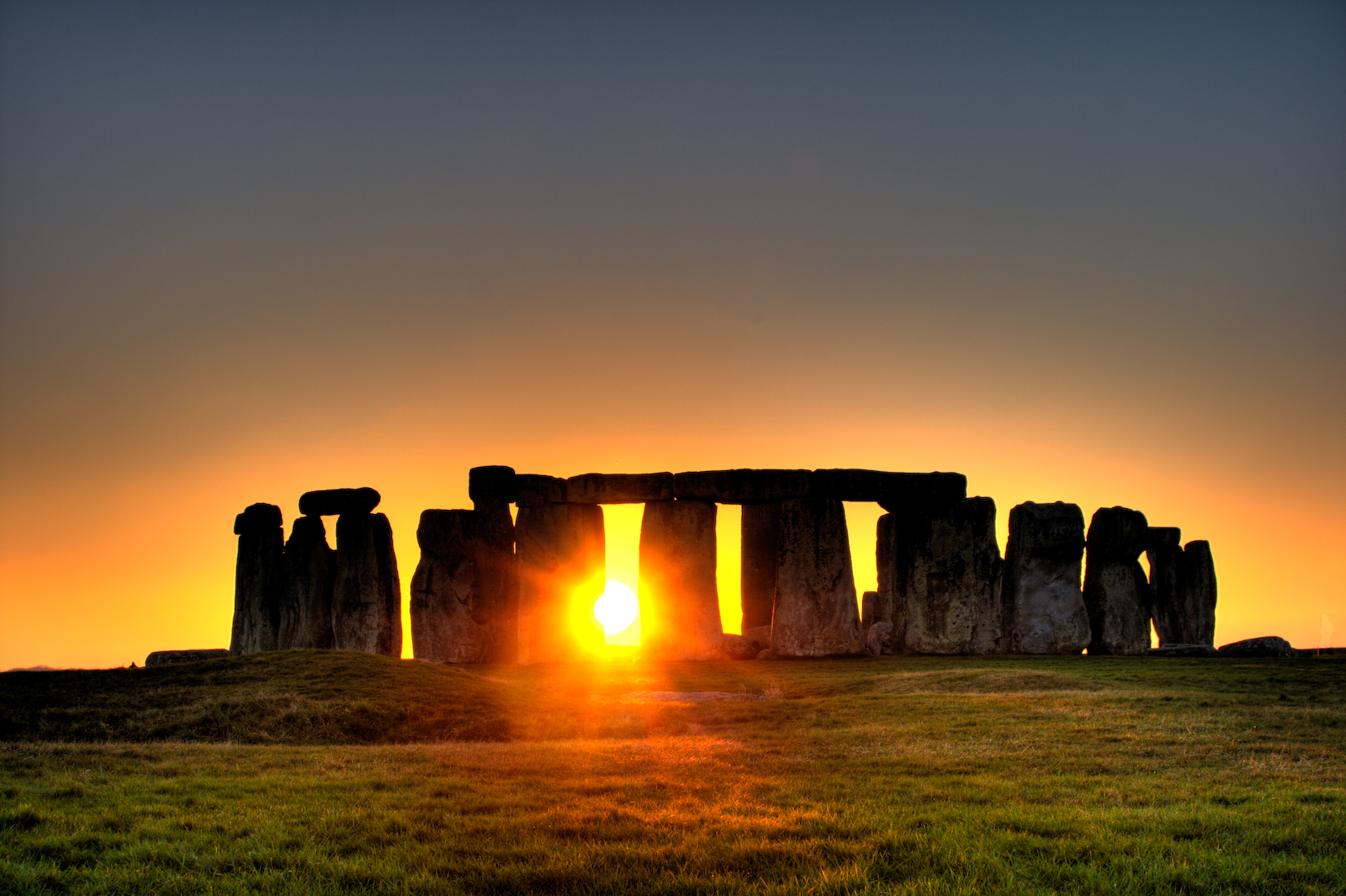
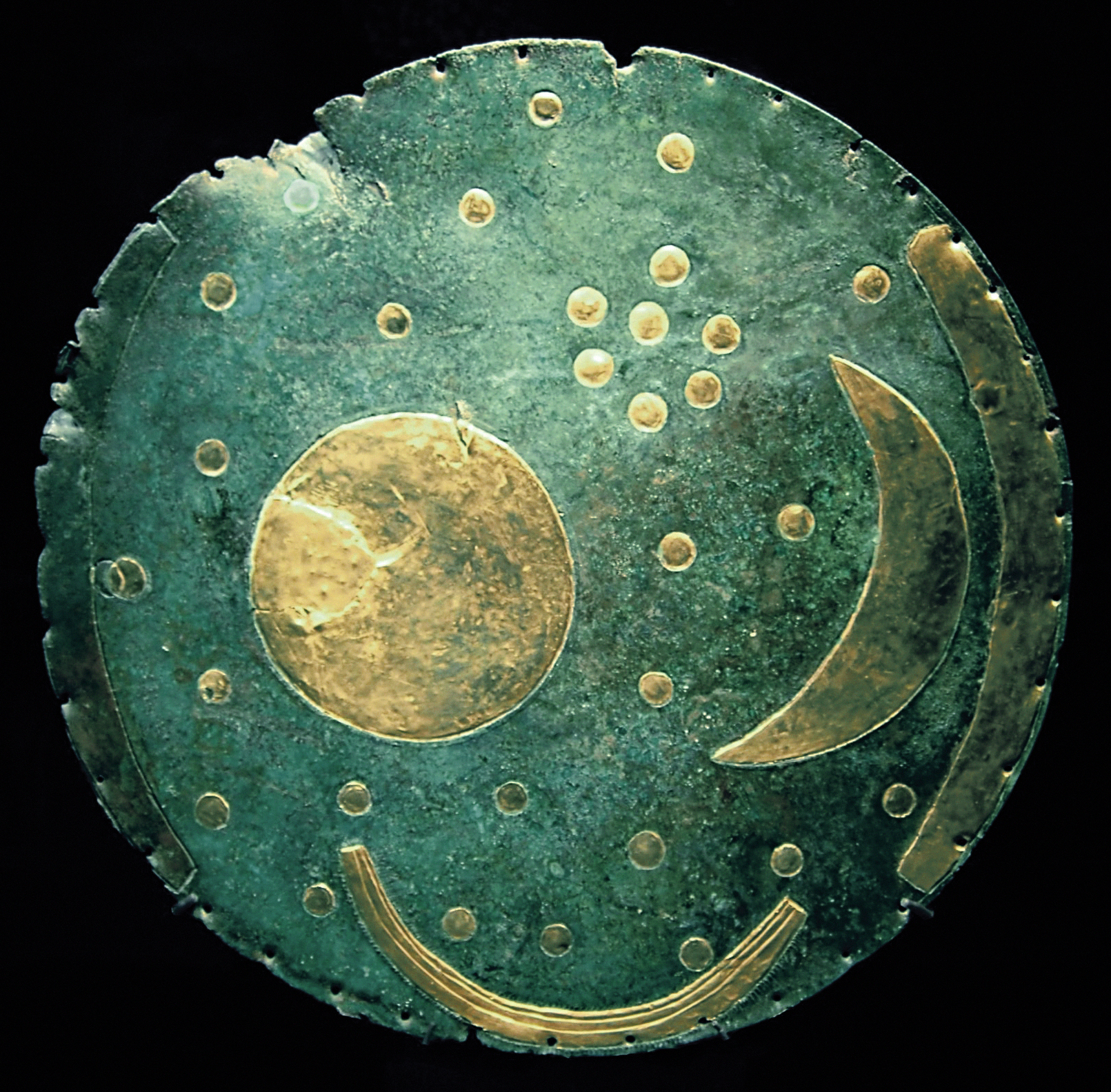
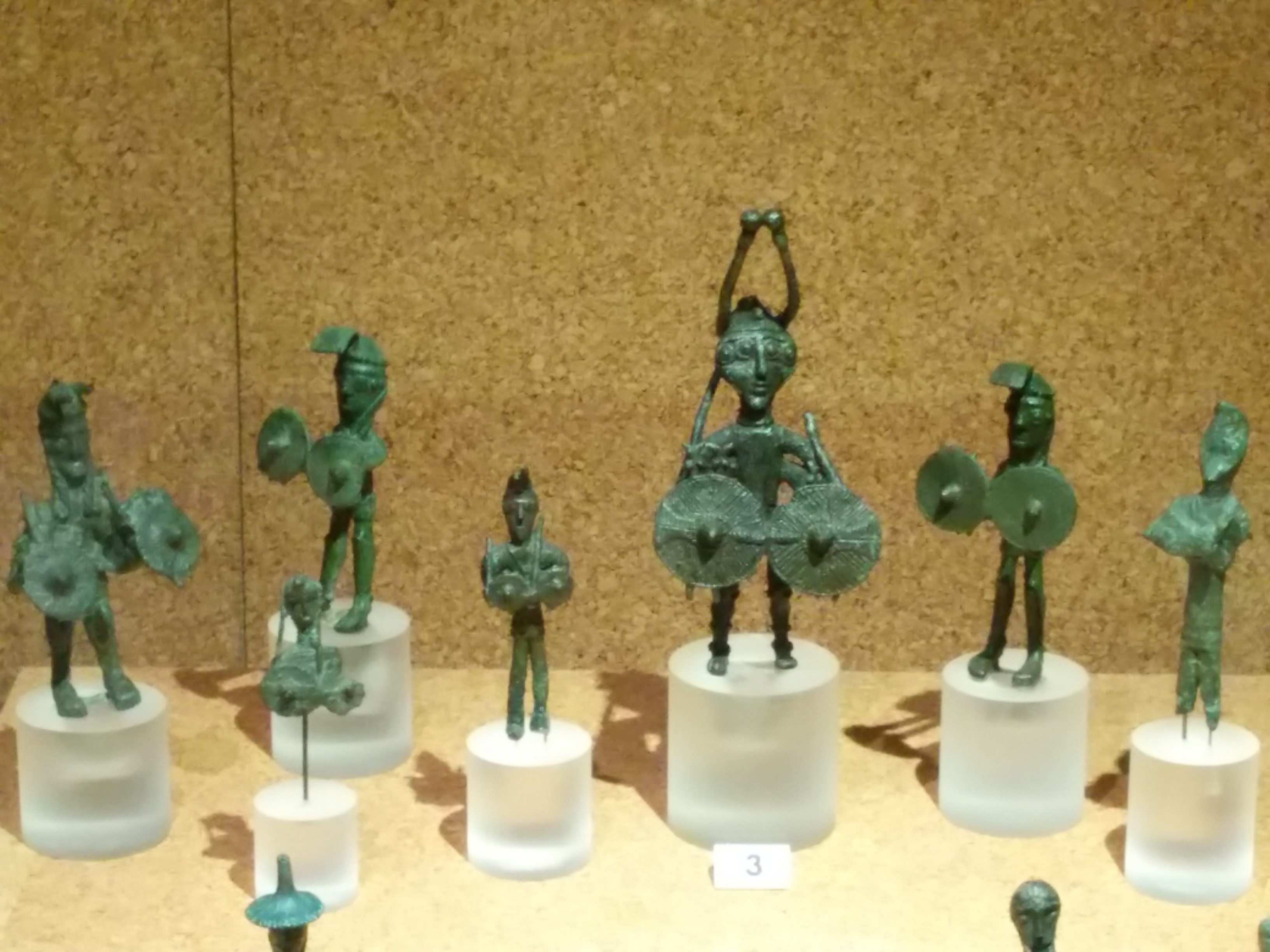
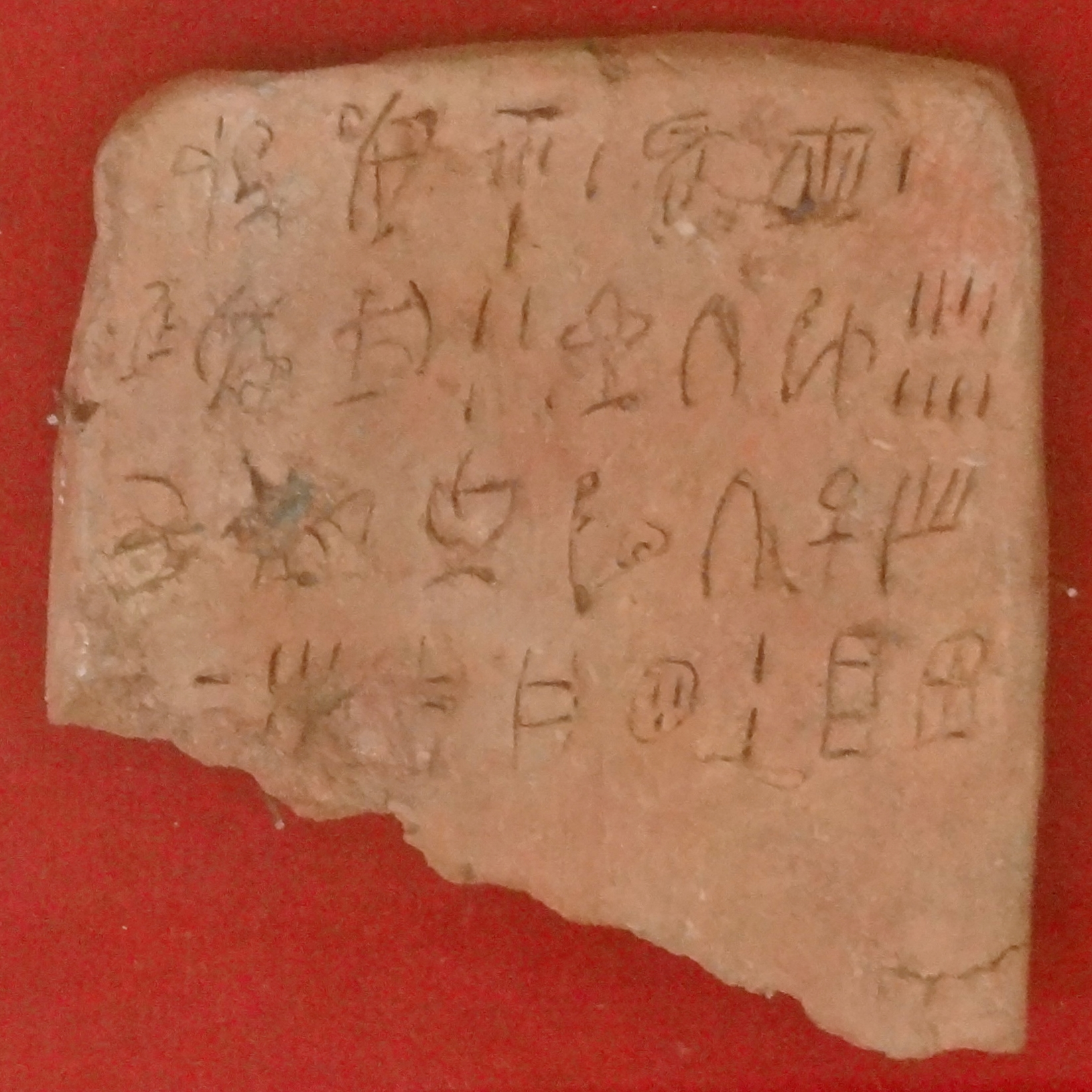
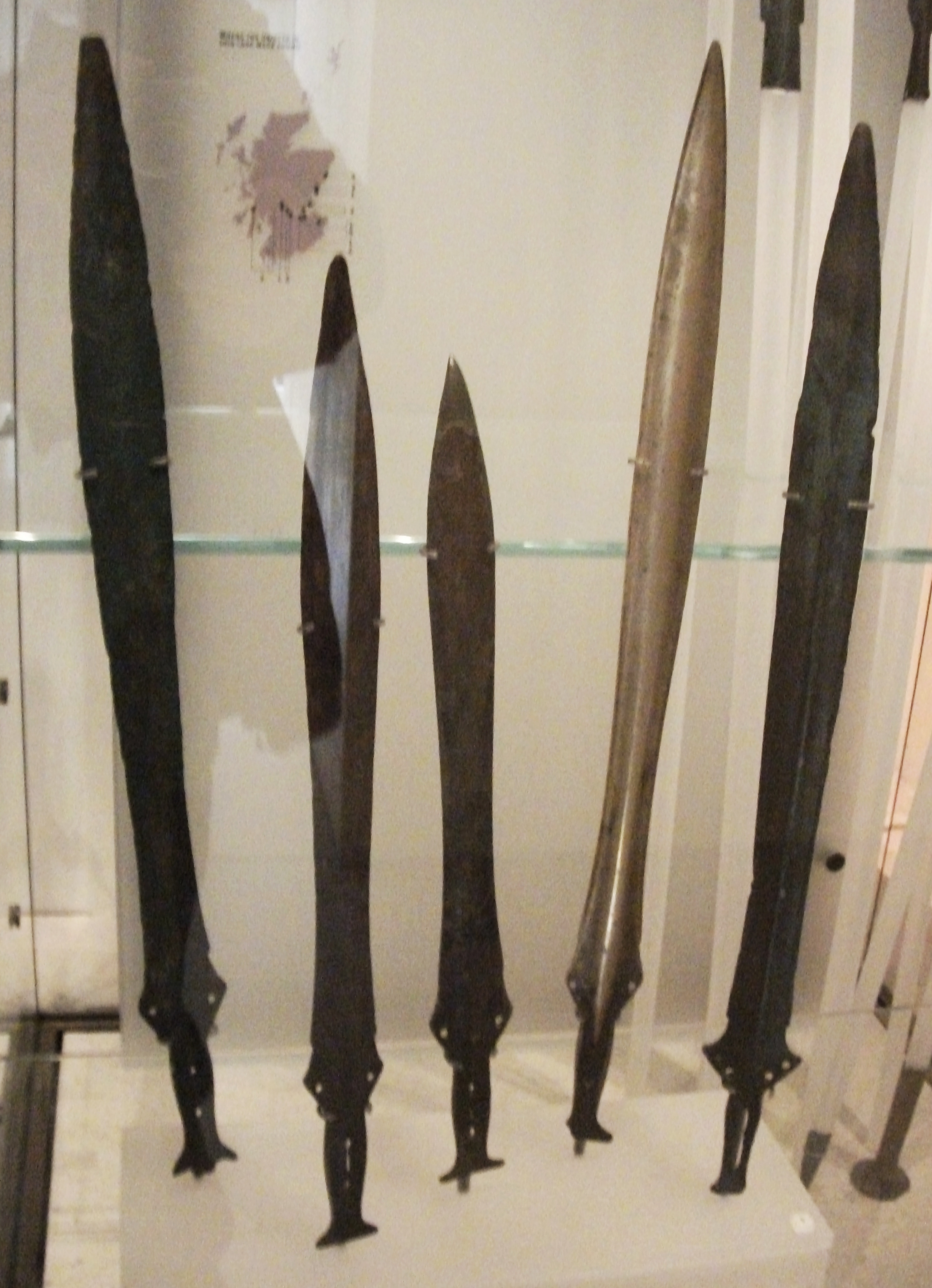
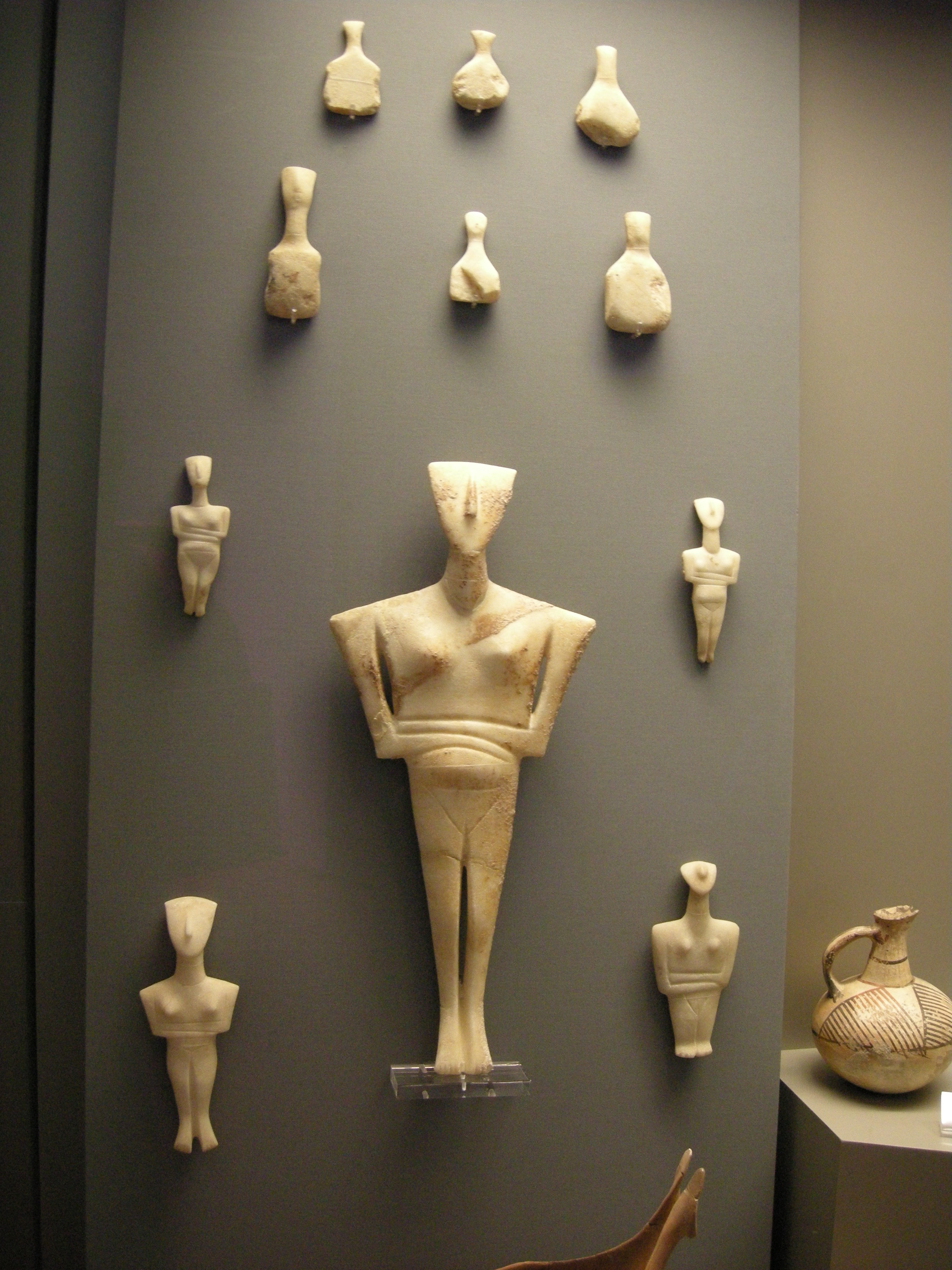
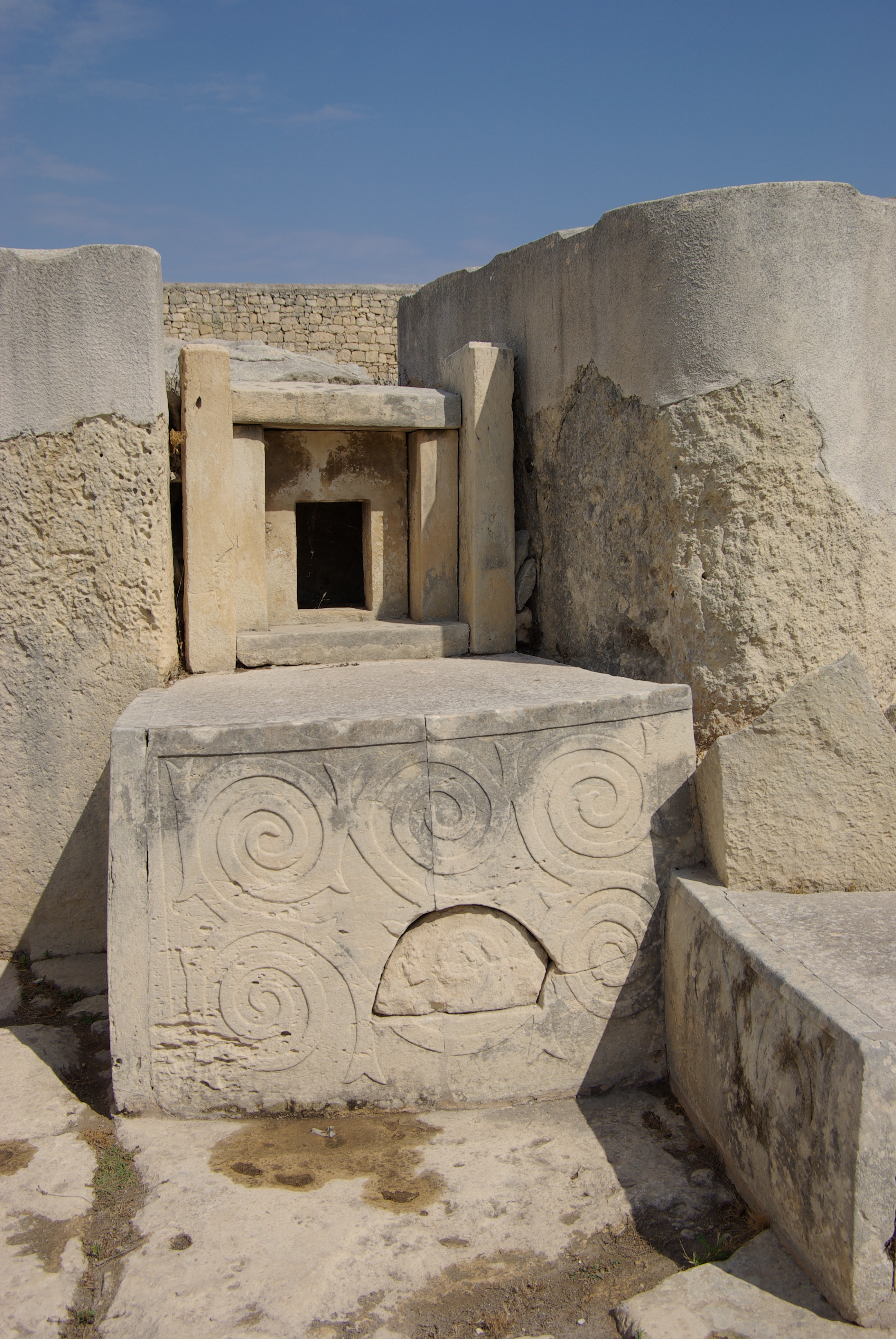
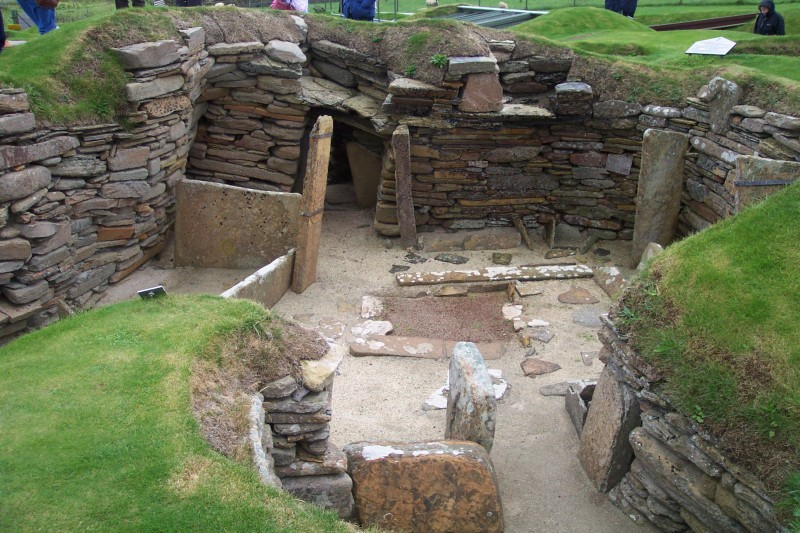
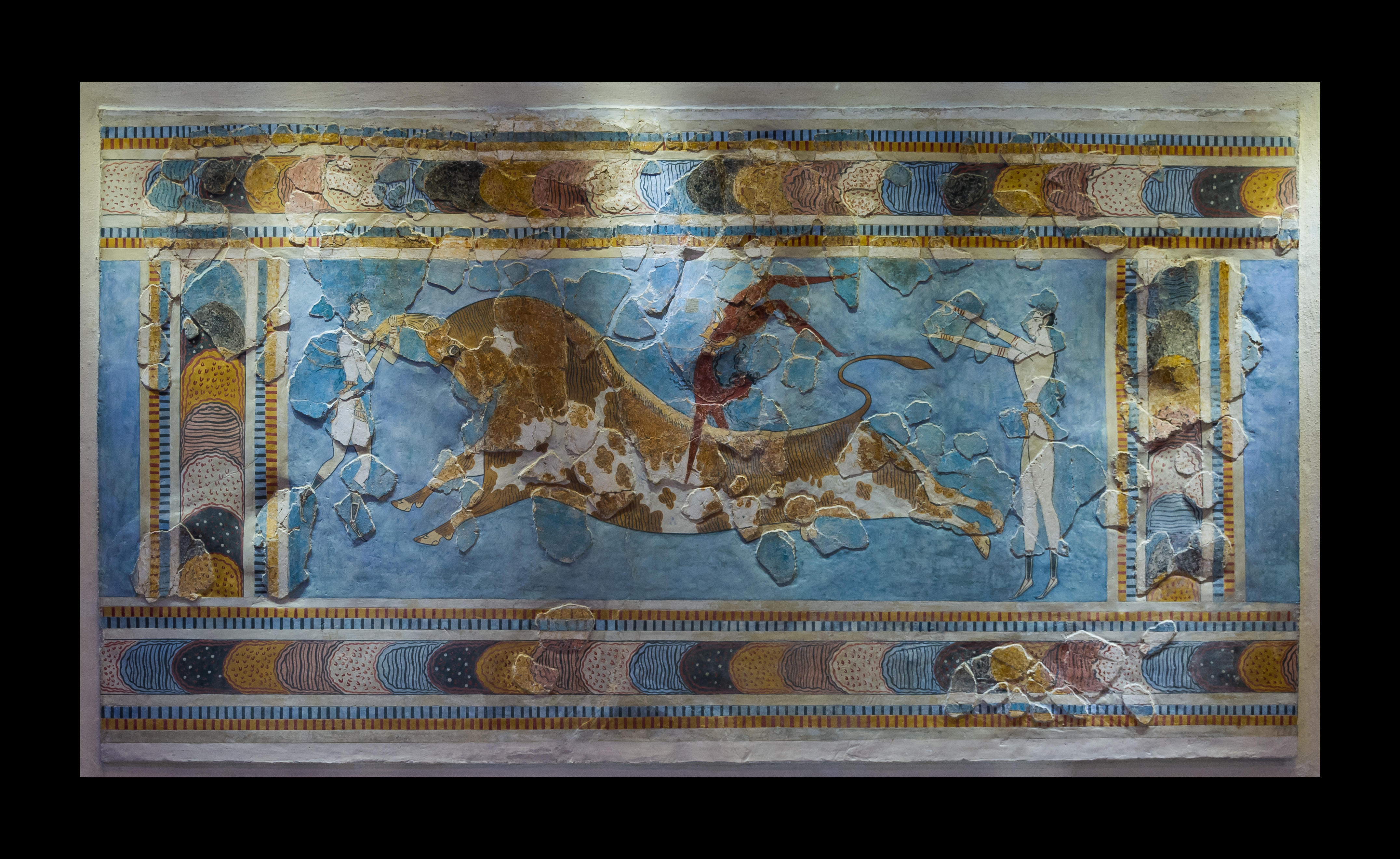
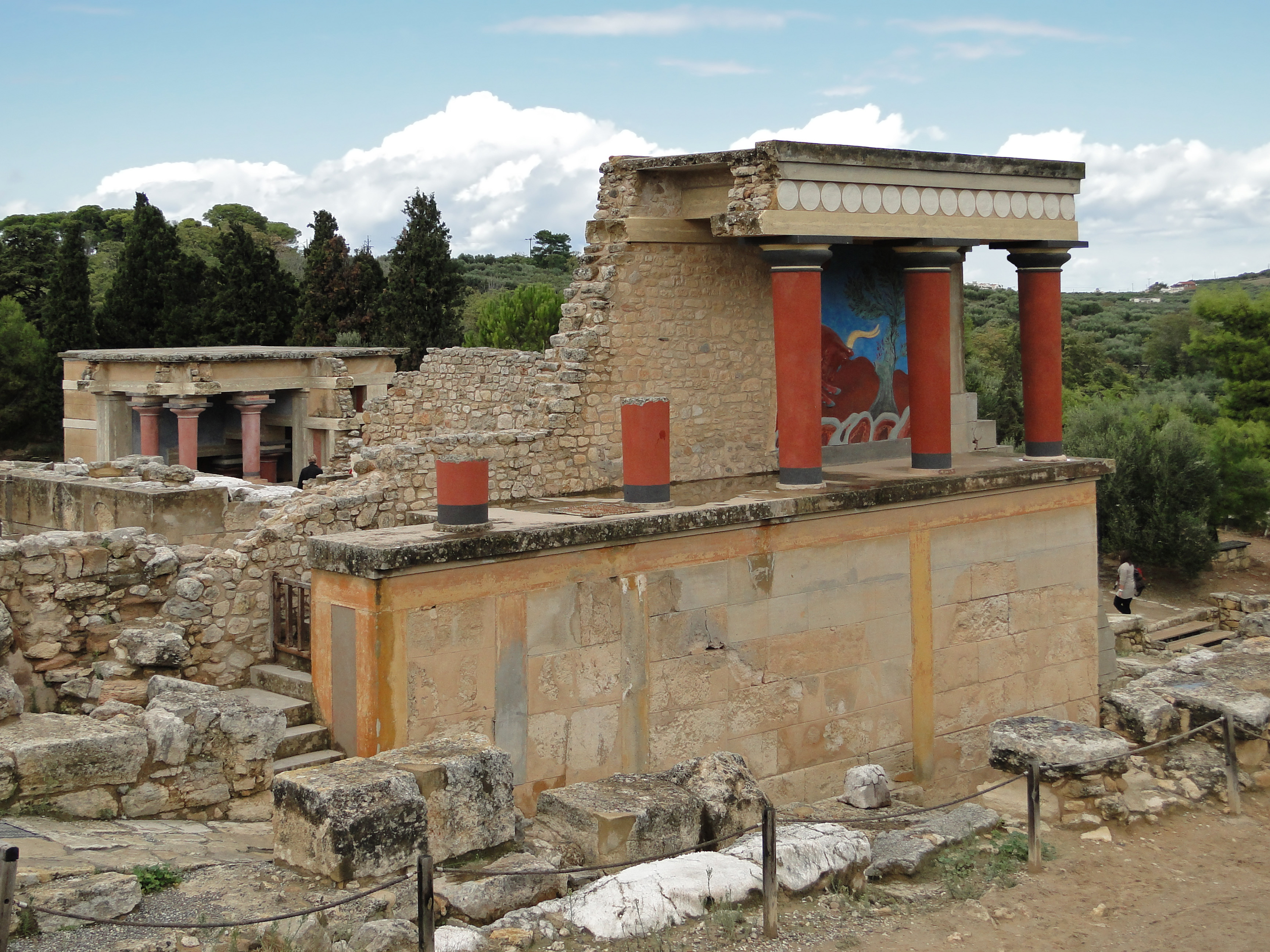
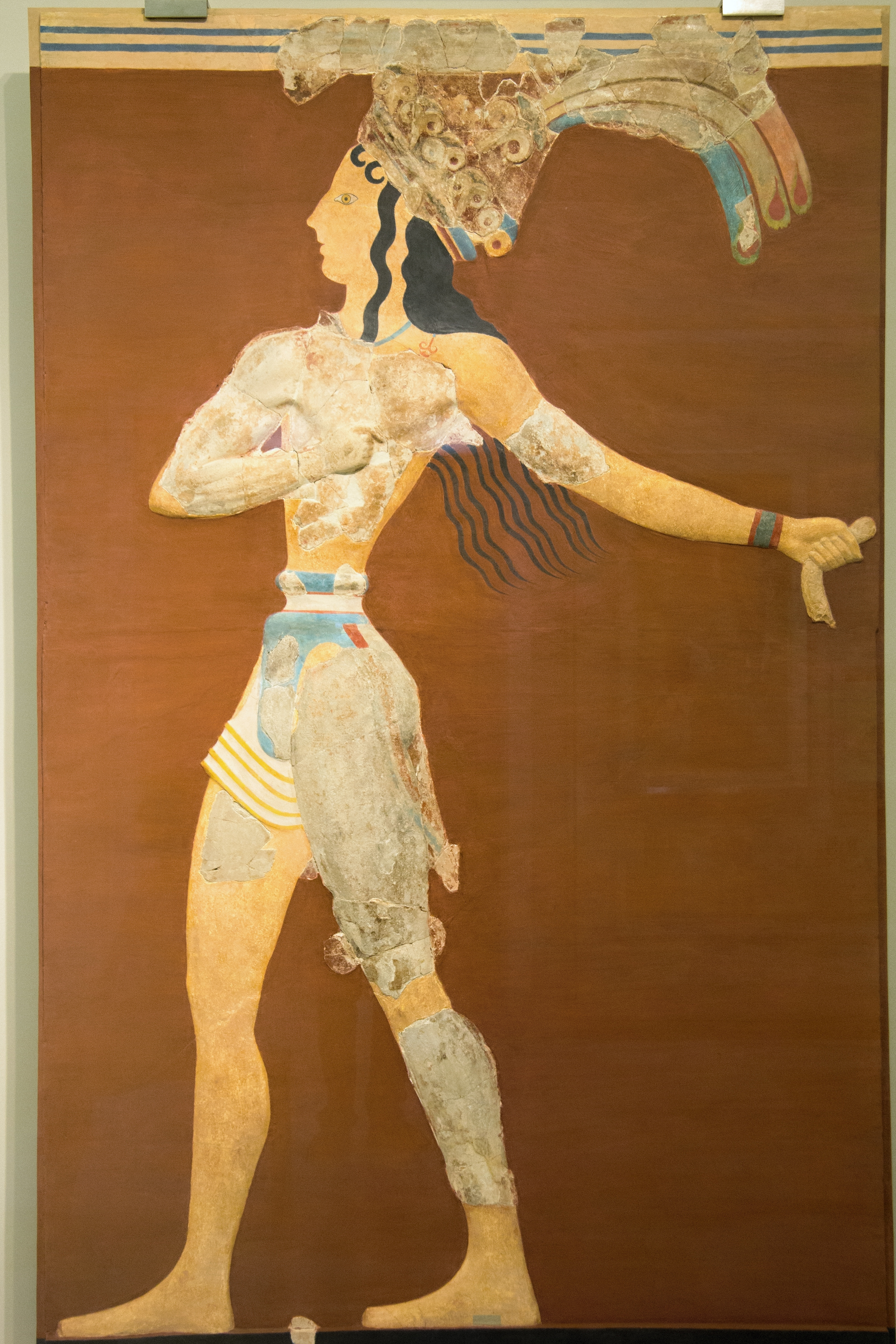
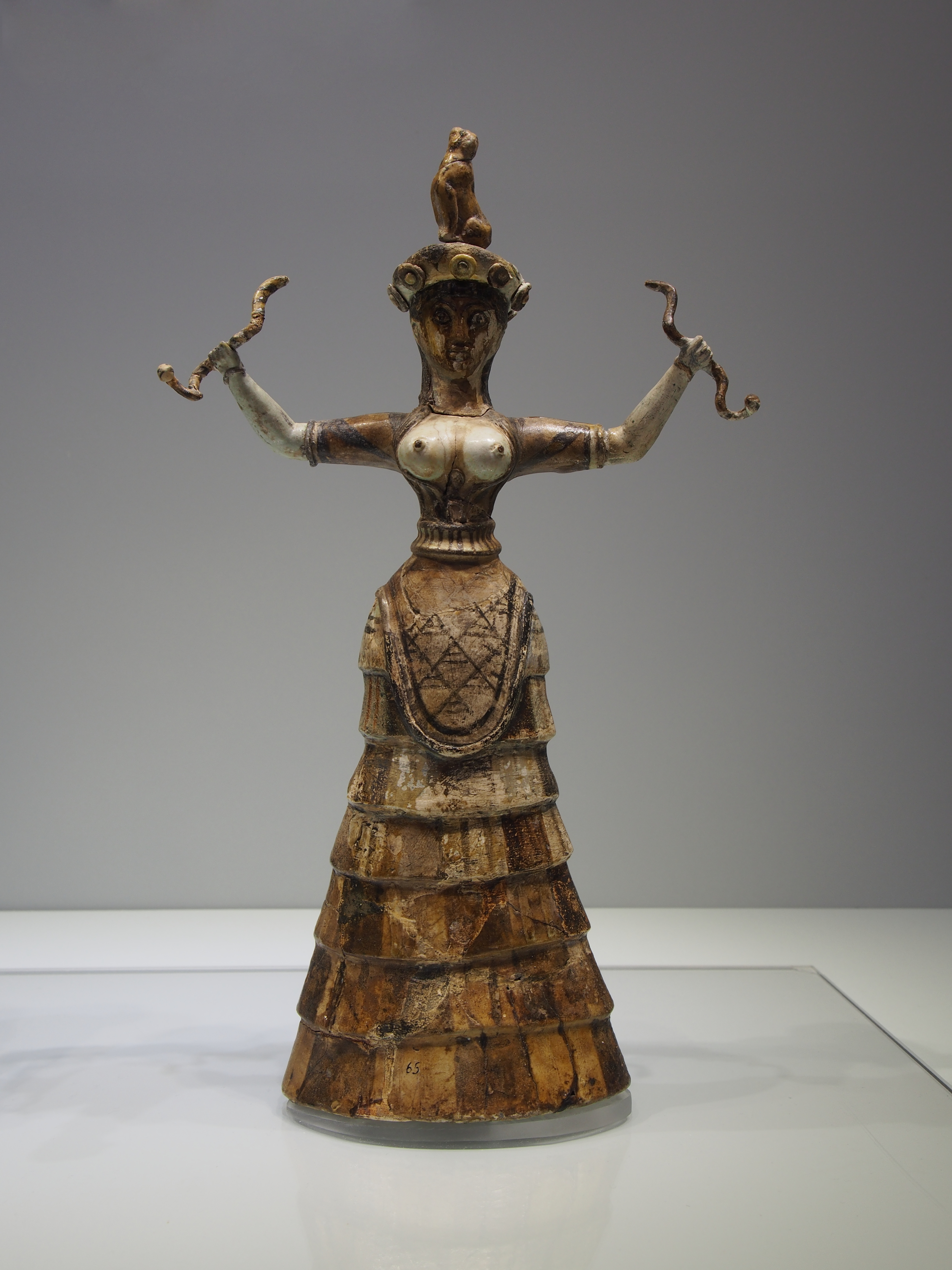
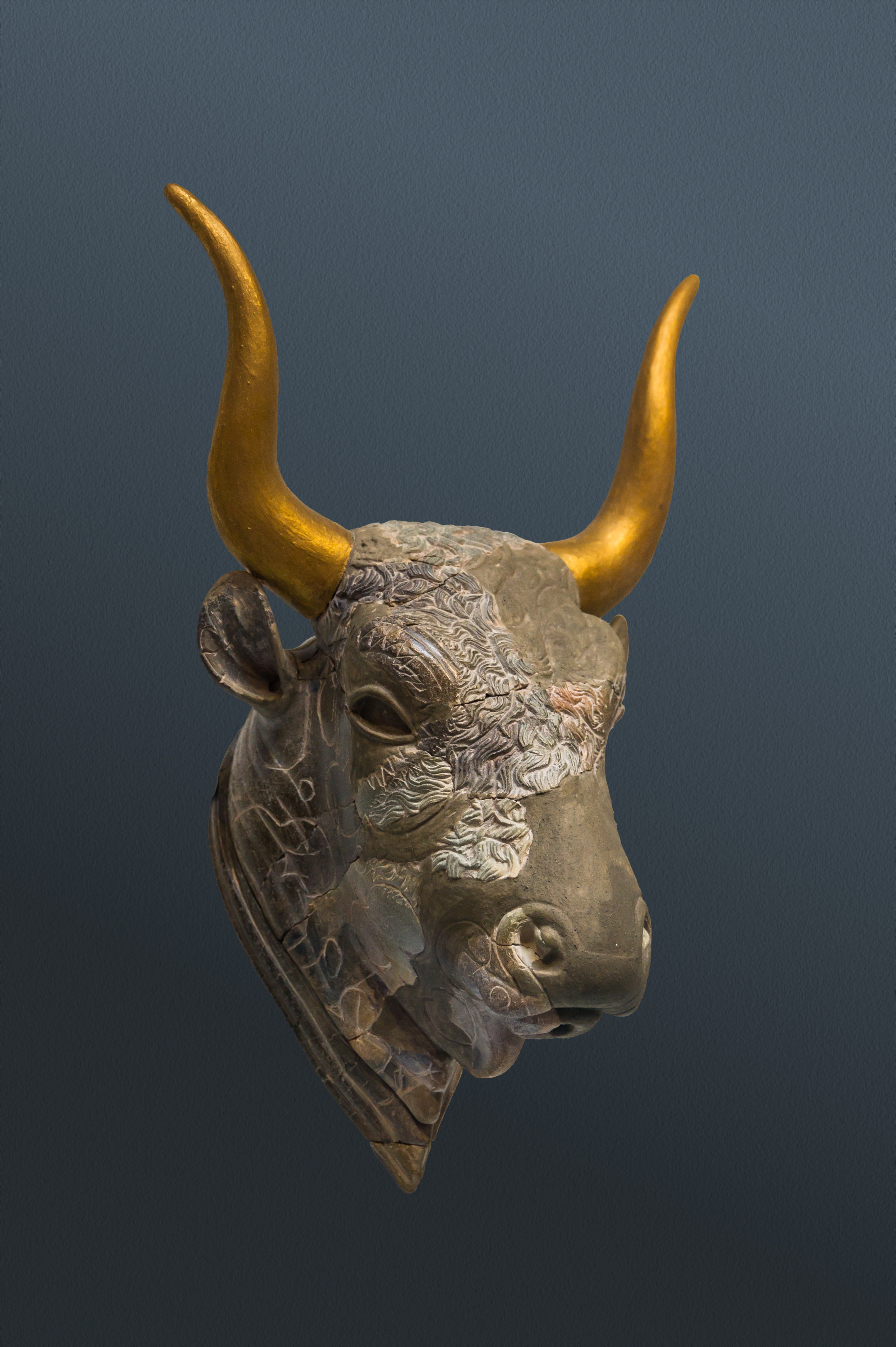
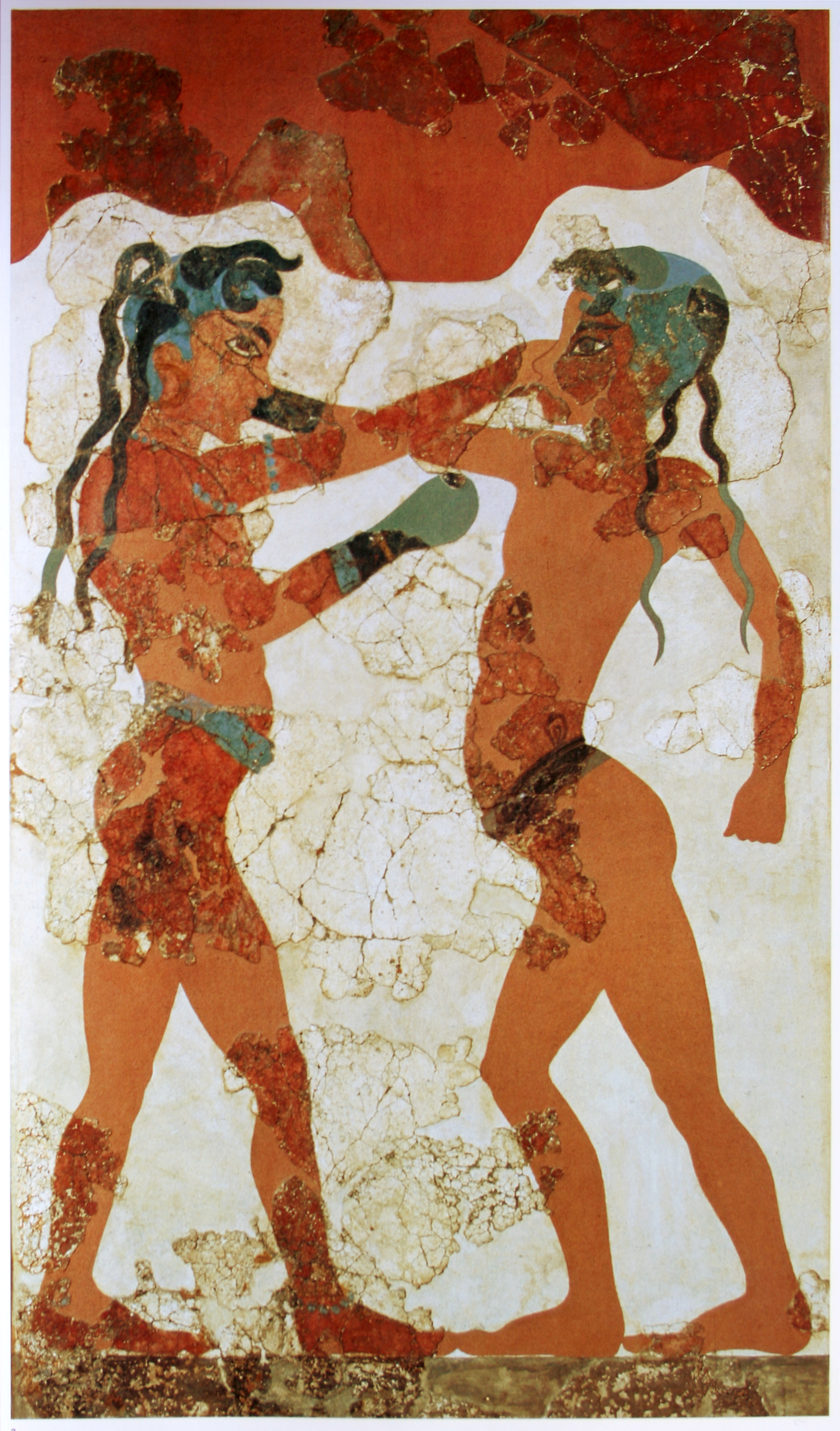
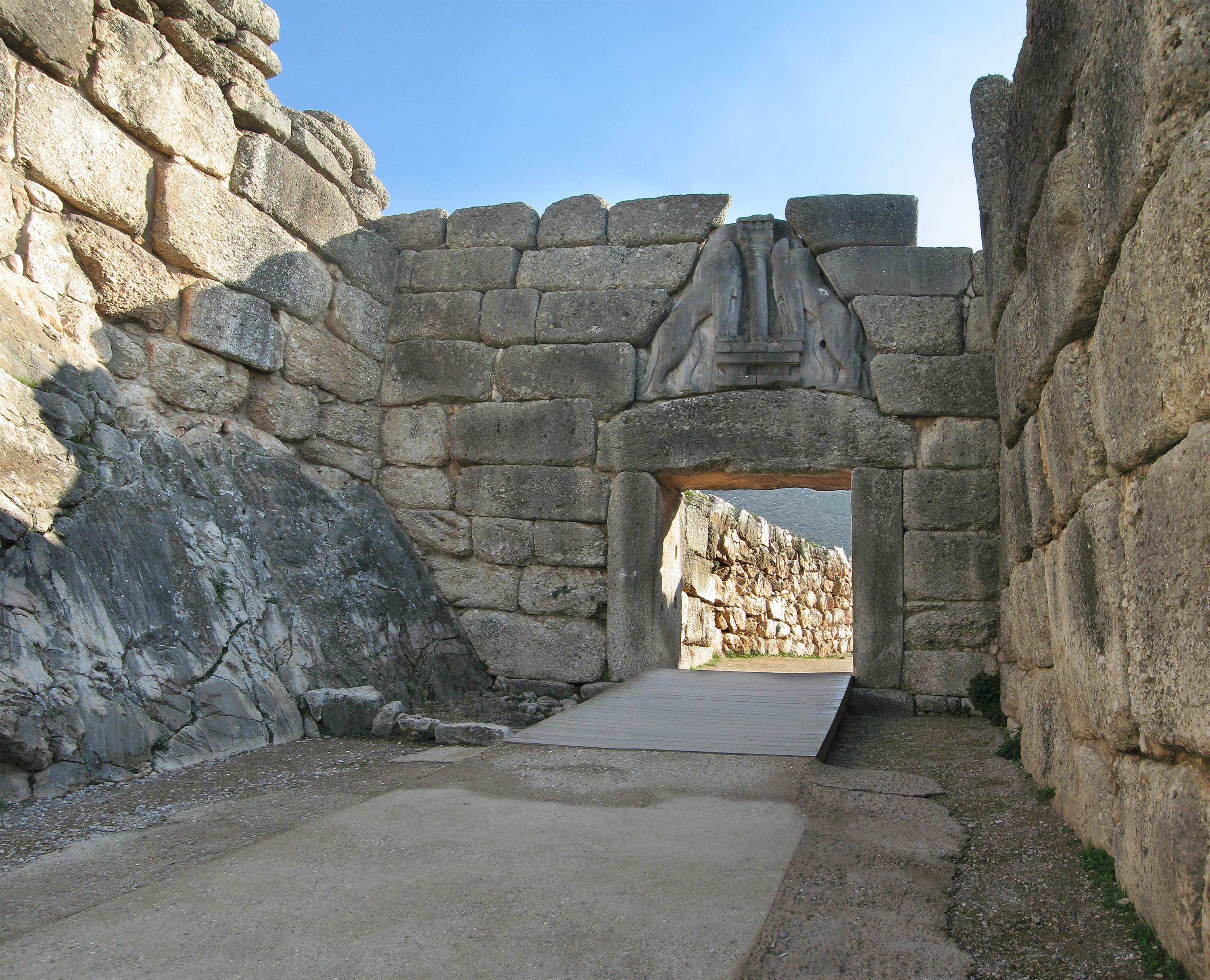
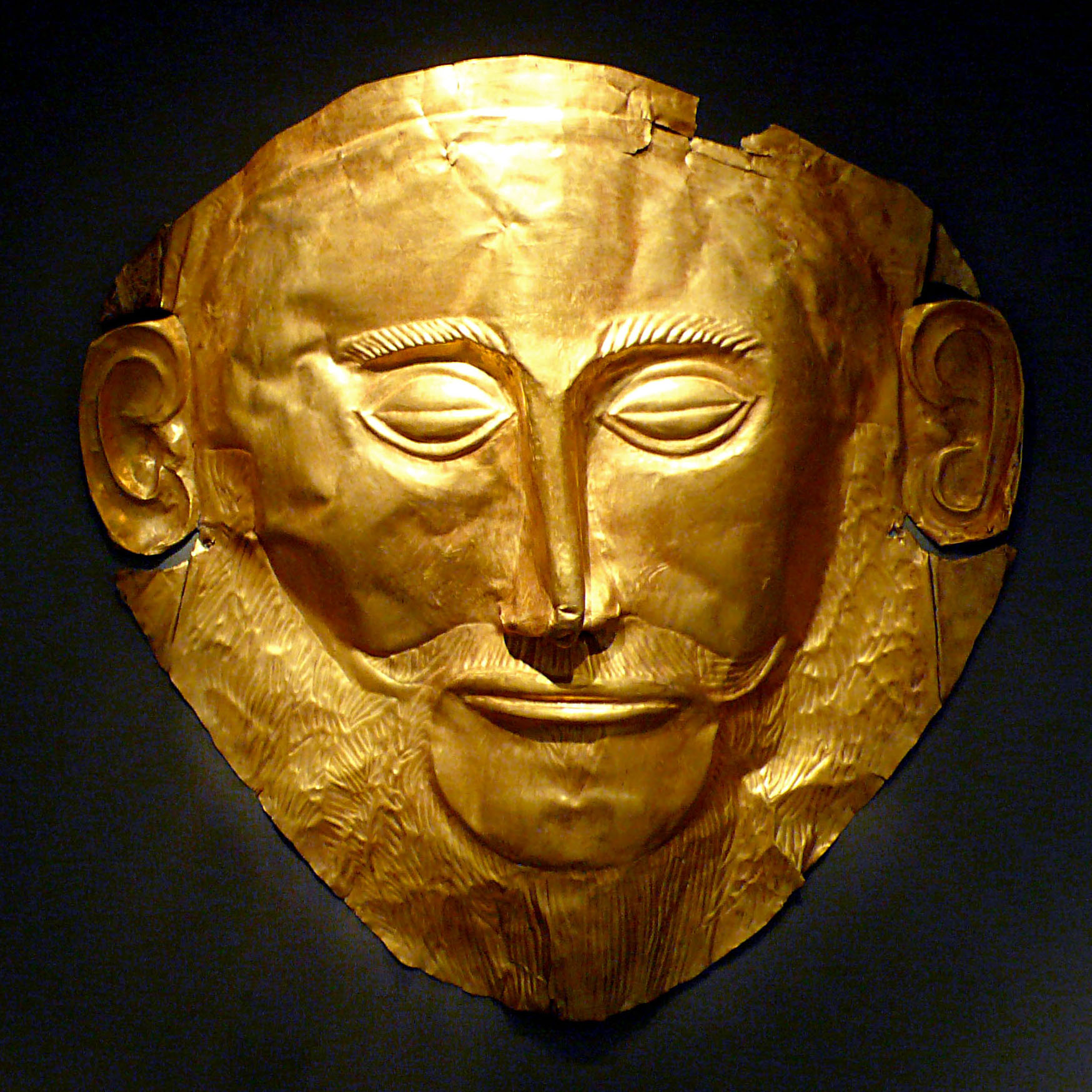
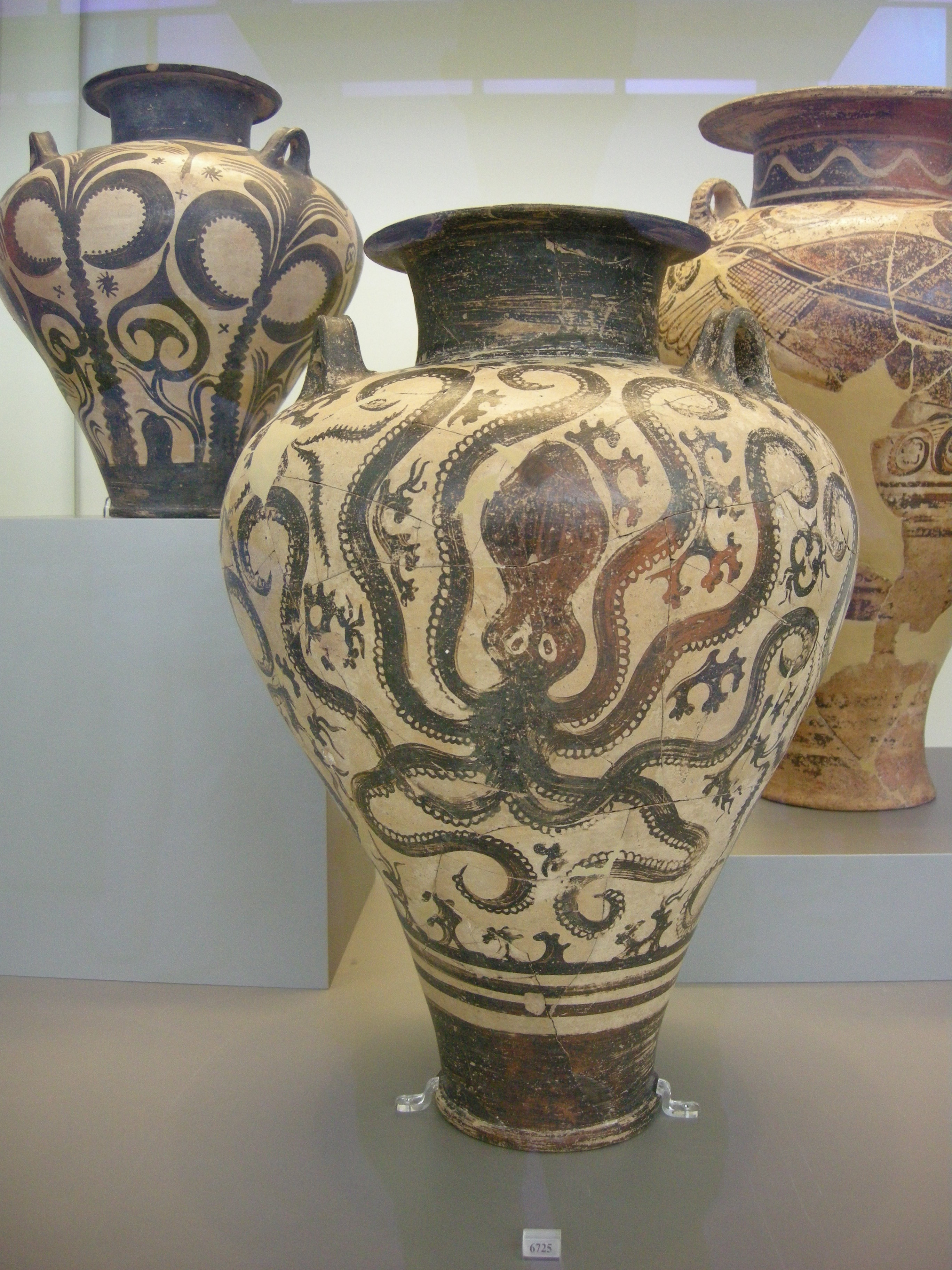

Epoca bronzului european se caracterizează prin artefacte de bronz și utilizarea uneltelor de bronz. Epoca bronzului începe cu epoca egeeană a bronzului în 3200 î.Hr. cu durata de până la c. 600 î.Hr.
În Wiltshire, Anglia, la 3 mile vest de Amesbury, a fost construit complexul Stonhenge dintr-un inel de pietre în picioare, fiecare având o înălțime de 4 metri, lățime de 2 metri și o greutate de aproximativ 25 de tone. Pietrele sunt amplasate în cadrul lucrărilor de terasament în mijlocul celui mai dens complex de monumente din epoca neolitică și de epoca bronzului din Anglia, incluzând câteva sute de morminte. 
Arheologii cred că a fost construit între 3000 î.Hr. și 2000 î.Hr.
Civilizațiile au stabilit o rețea de comerț care a  importat staniu și cărbune în Cipru, unde a fost extras cuprul și a fost combinat cu staniu pentru a produce bronz. Obiectele de bronz au fost apoi exportate pe scară largă și au susținut comerțul.  
În timpul celui de-al doilea mileniu î.Hr., Cultura Nuraghi a înflorit în insula Sardinia. A fost o cultură destul de omogenă, cu peste 7000 de clădiri impunătoare de turnuri de piatră, cunoscute sub numele de Nuraghe, construite de această cultură pe întreaga insulă, împreună cu alte tipuri de monumente cum ar fi templele megaron, sanctuarele,  mormintele giganților monumentali și templele sfinte. 
Cultura Yamnaya era predominant nomadică, cu o practicare  a agriculturii în apropierea râurilor sudice Bug, Nistru și Ural și a câtorva dealuri pontice.
Cultura Catacomba, care acoperă mai multe culturi arheologice conexe, a fost prima care a introdus ceramică cu decorații și a arătat o utilizare a toporului de luptă lustruit, oferind o legătură spre Occident.  
Cultura Atlantică a fost un complex cultural din epoca bronzului din anii 1300-700 î.Hr., care a inclus culturi diferite în Portugalia, Andaluzia, Galicia, Franța, Marea Britanie și Irlanda și a fost marcată de schimbul economic și cultural care a condus la un grad ridicat a similitudinii culturale expuse de comunitățile de coastă, inclusiv utilizarea frecventă a pietrelor chevaux-de-frize, înființarea unor castele de stâncă sau a arhitecturii domestice, uneori caracterizată de casele rotunde.
Înainte de apariția faimoasei civilizații minoice, coloniști amplasați în insulele grecești  cultivau orz și grâu, și cel mai probabil pescuiau prin Marea Egee. De asemenea, au fost sculptori în piatră, atestați prin descoperirile semnificative ale figurinelor de marmură.
Prima mare civilizație cunoscută din Europa a fost cea minoică. Civilizația minoică a fost  civilizația epocii bronzului care a apărut pe insula Creta și a înflorit din anii 2600 până în anii 1700 î.e.n. A fost redescoperită la începutul secolului al XX-lea prin munca arheologului britanic Arthur Evans. Durant îl va numi drept "prima legătură din lanțul european".
Civilizația minoică este deosebit de notabilă pentru palatele sale mari și elaborate, sisteme sanitare elaborate, decorate cu fresce. Cel mai notabil palat minoic este cel al lui Knossos, urmat de cel al lui Phaistos. Perioada minoică a cunoscut un comerț extins între așezările Cretei, Egee și mediteraneene, în special cu Orientul Apropiat. Prin intermediul comercianților și artiștilor, influența culturală a Minosului a ajuns dincolo de Creta în Ciclade, Vechiul Regat al Egiptului, Cipru, Canaan și Coasta Levantină și Anatolia. Unele dintre cele mai bune obiecte de artă minoică sunt păstrate în orașul Akrotiri pe insula Santorini, distrusă de erupția minoică.
Motivele declinului lent al civilizației minoice, început în jurul anului 1550 î.H., sunt neclare; teoriile includ invazii miceniene în Grecia continentală și erupția vulcanică majoră din Santorini.
Minoicii au fost înlocuiți de civilizația miceniană care a înflorit prin anii 1600 î.e.n - 1100 î.e.n., când cultură helicică din Grecia continentală a fost transformată sub influențe din Cretă minoică. Principalele orașe miceniene erau Mycenae și Tiryns în Argolis, Pylos în Messenia, Atena în Attica, Teba și Orchomen în Boeotia și Iolkos în Tesalia. În Creta, micenienii au ocupat Knossos. Locațiile de așezare miceniene au apărut și în Epir, Macedonia, pe insulele din Marea Egee, pe coasta Mării Asiei, Levant, Cipru și Italia.  Artefactele miceniene s-au găsit bine în afară limitelor lumii miceniene.
Spre deosebire de minoici, a căror societate a prosperat din comerț, micenienii au avansat prin război. Civilizația miceniană a fost dominată de o aristocrație de războinici. În jurul anului 1400 î.Hr., micenienii și-au extins controlul în Creta, centrul civilizației minoice, și a adoptat o formă de scriere (Linear A) pentru a scrie forma lor timpurie de greacă în Linear B .
Civilizația miceniană a dispărut odată cu prăbușirea civilizațiilor din epoca bronzului de pe țărmurile estice ale Mării Mediterane. Prăbușirea este frecvent atribuită invaziei doriene, deși alte teorii descriu dezastrele naturale și schimbările climatice. Oricare ar fi cauzele, civilizația miceniană a dispărut definitiv după ce Mycenae și Tirynth au fost distruse și și-au pierdut importanța.
Începutul secolului al XI-lea î.Hr. a deschis un nou context, acela al protogeometricului, începutul perioadei geometrice, Evul Mediu grec al istoriografiei tradiționale.

### Epoca Fierului

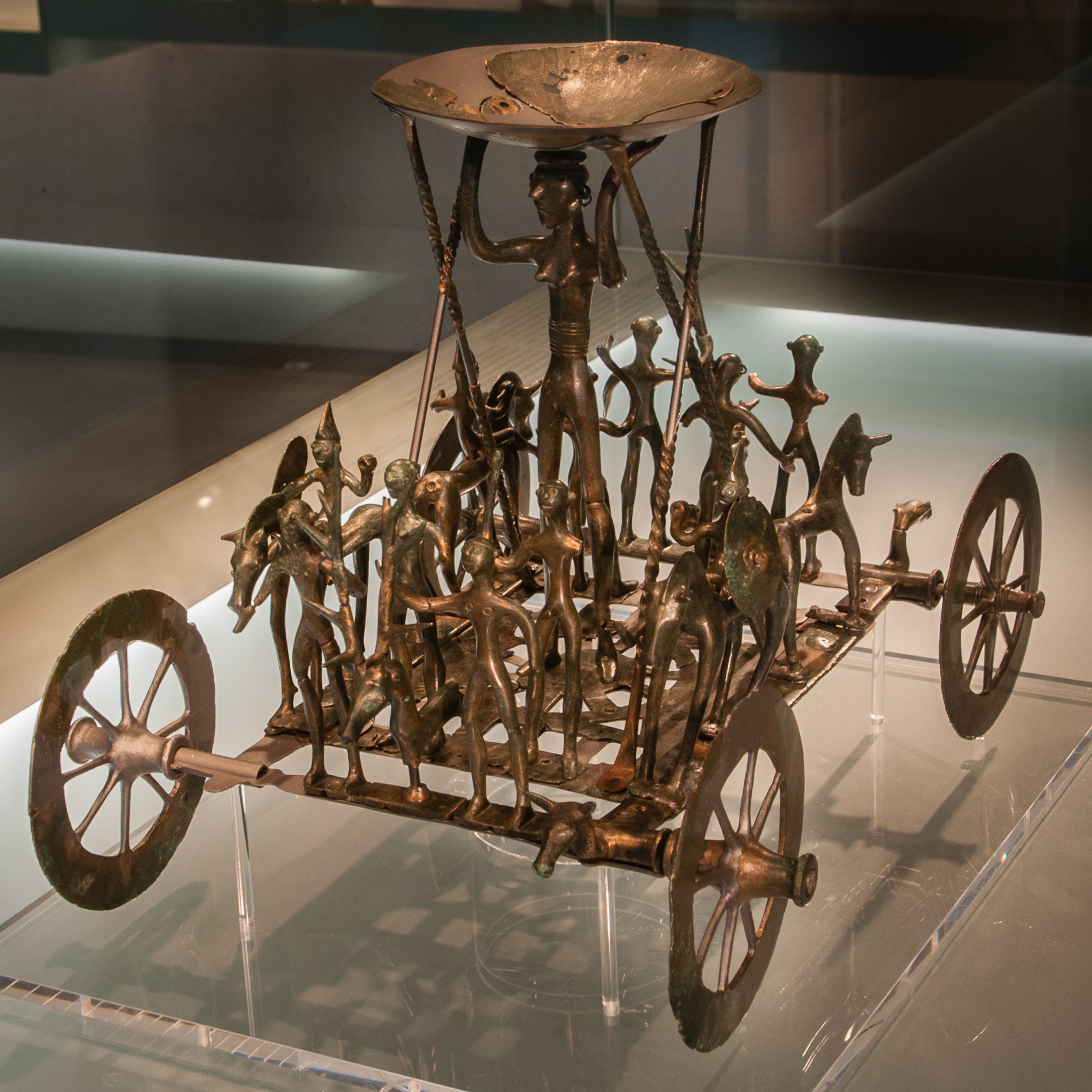
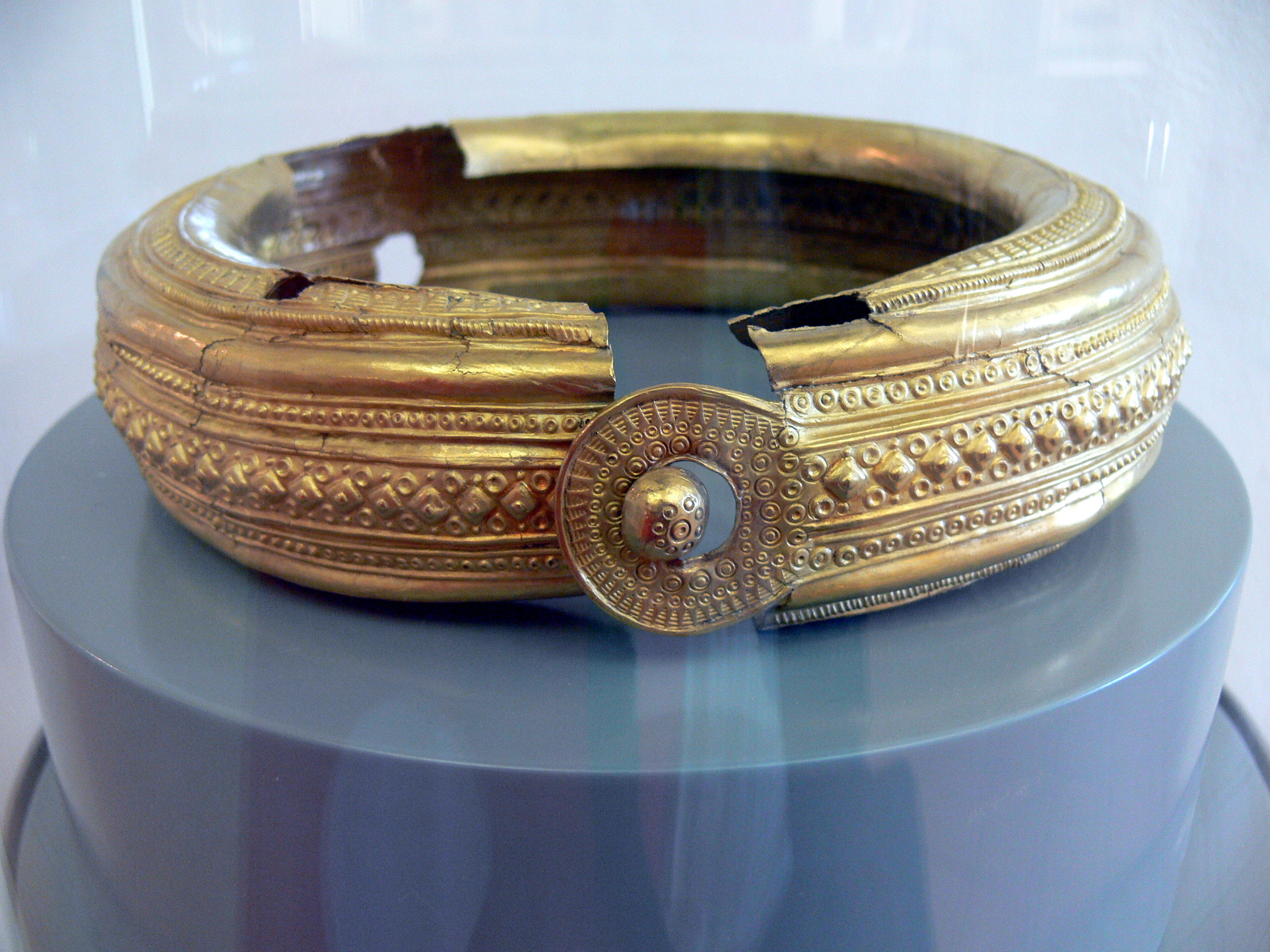
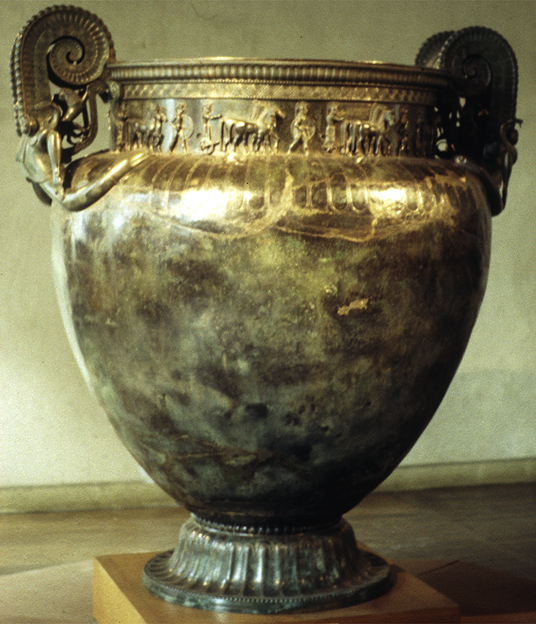
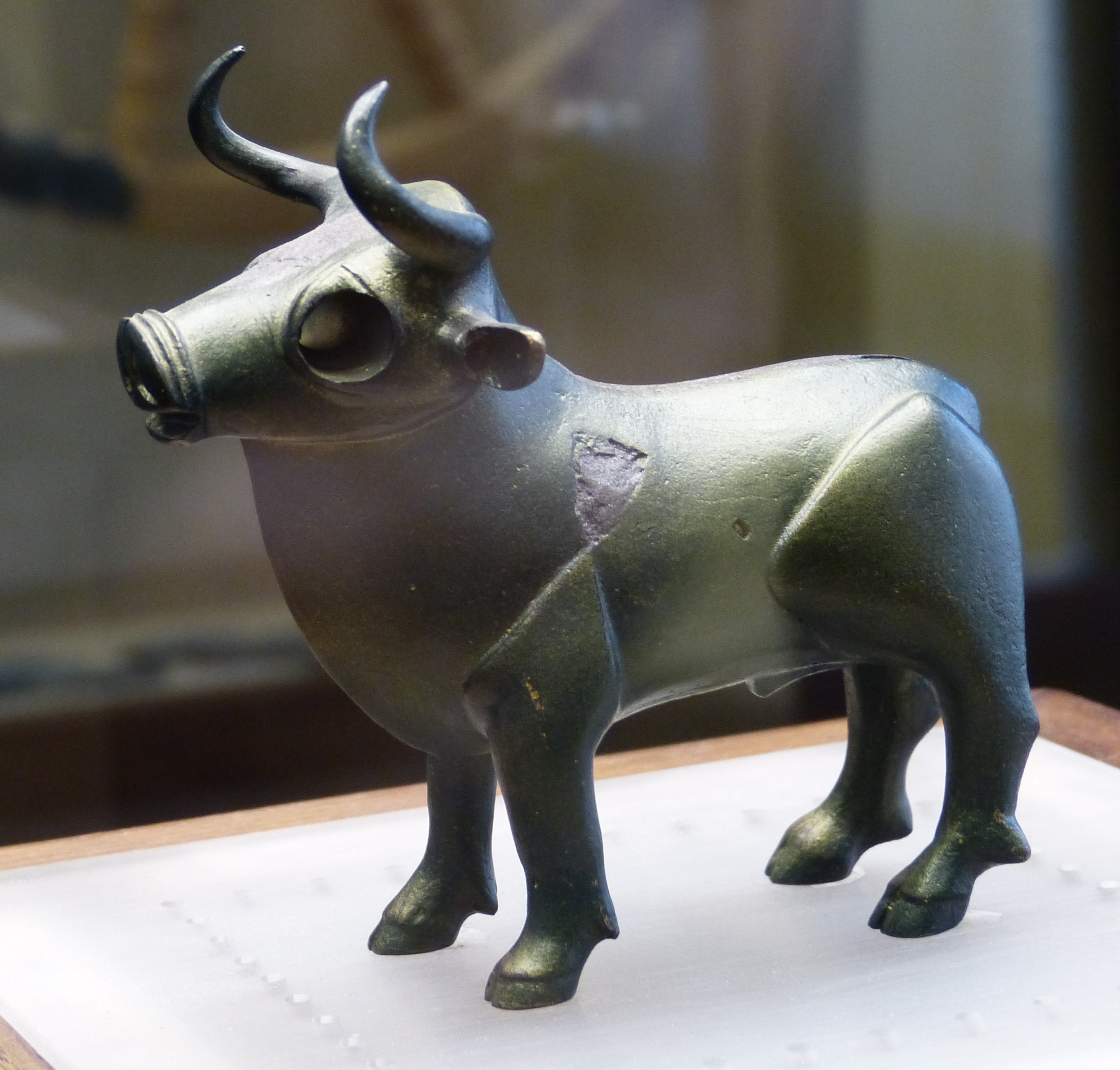
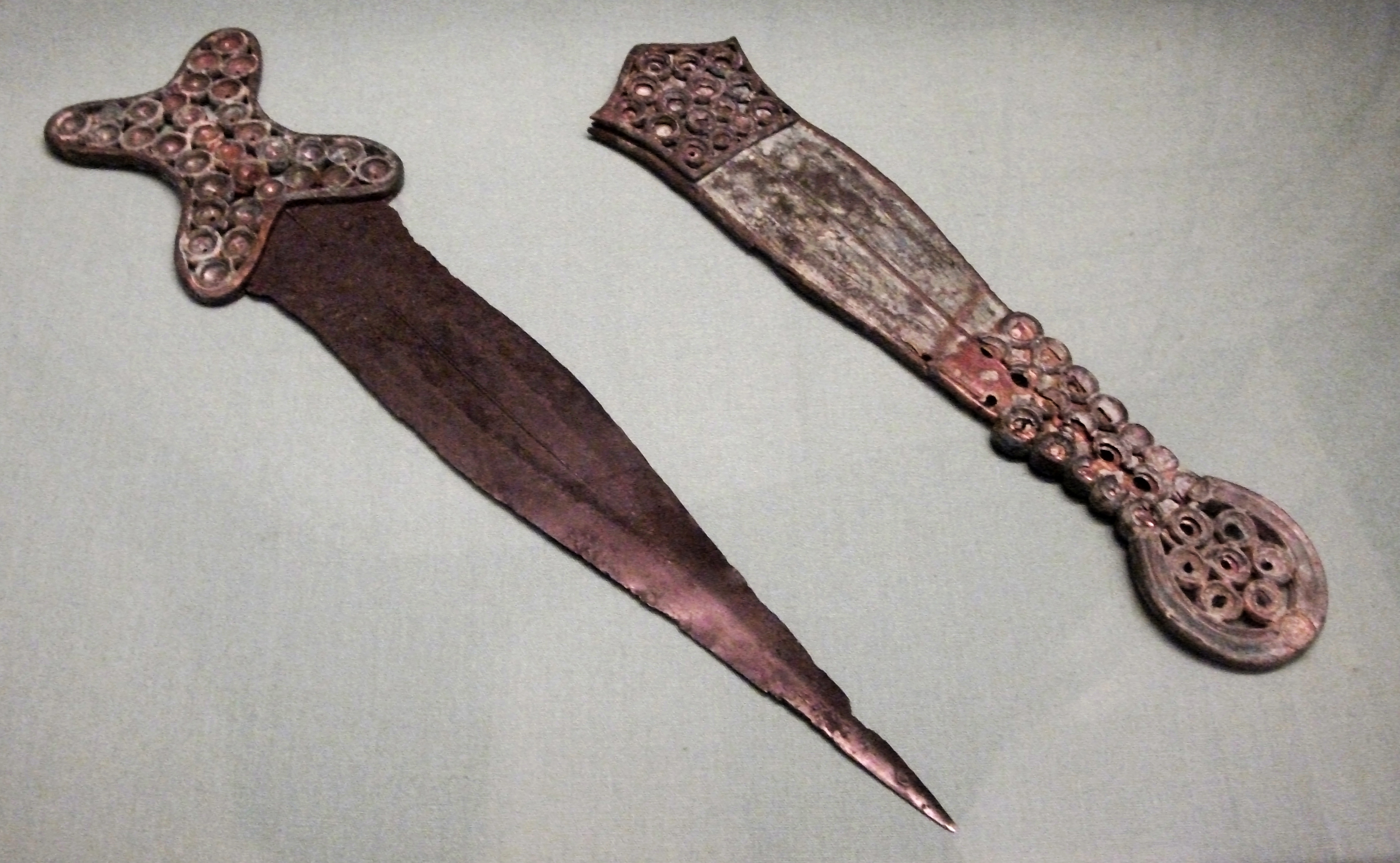
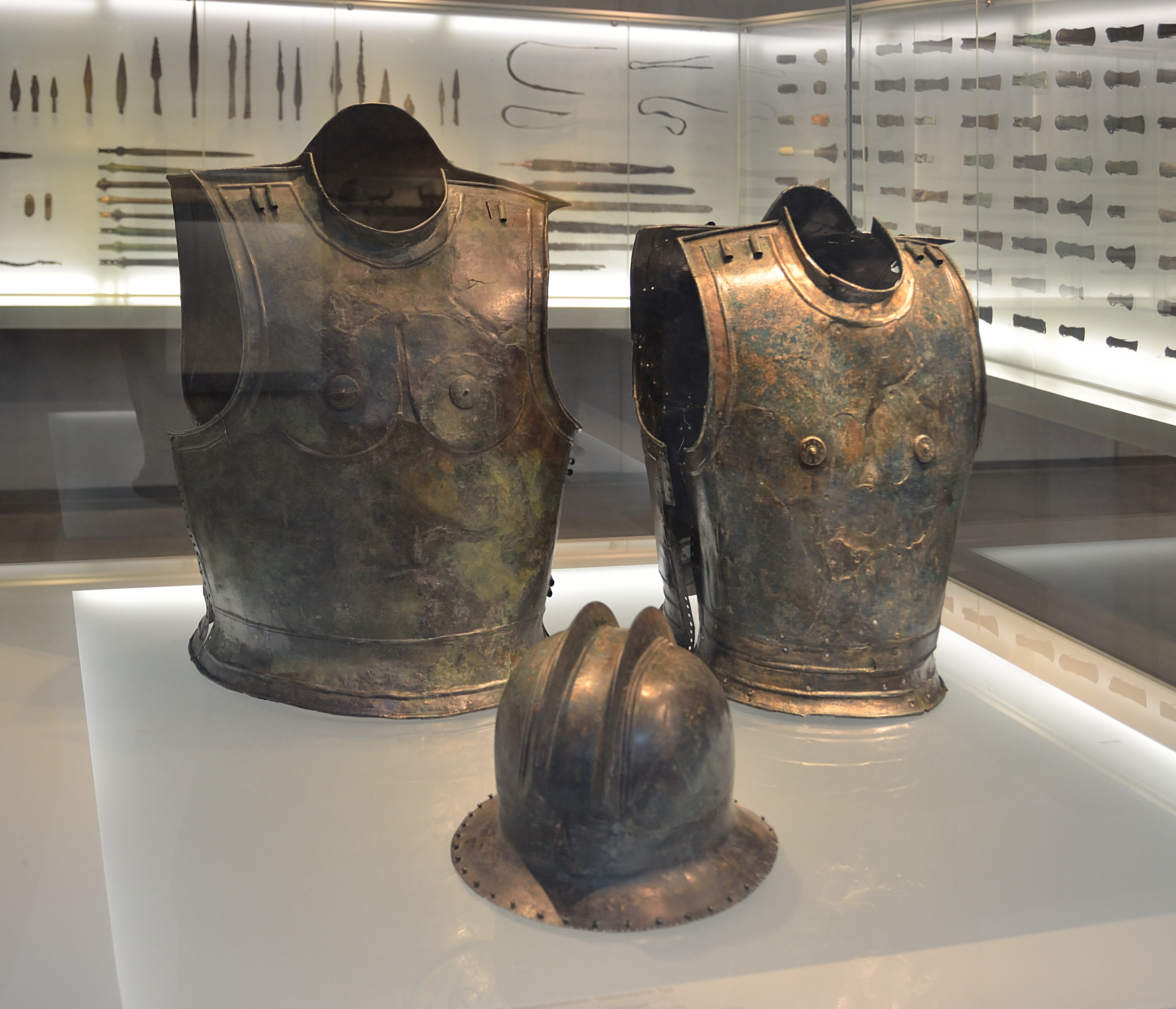
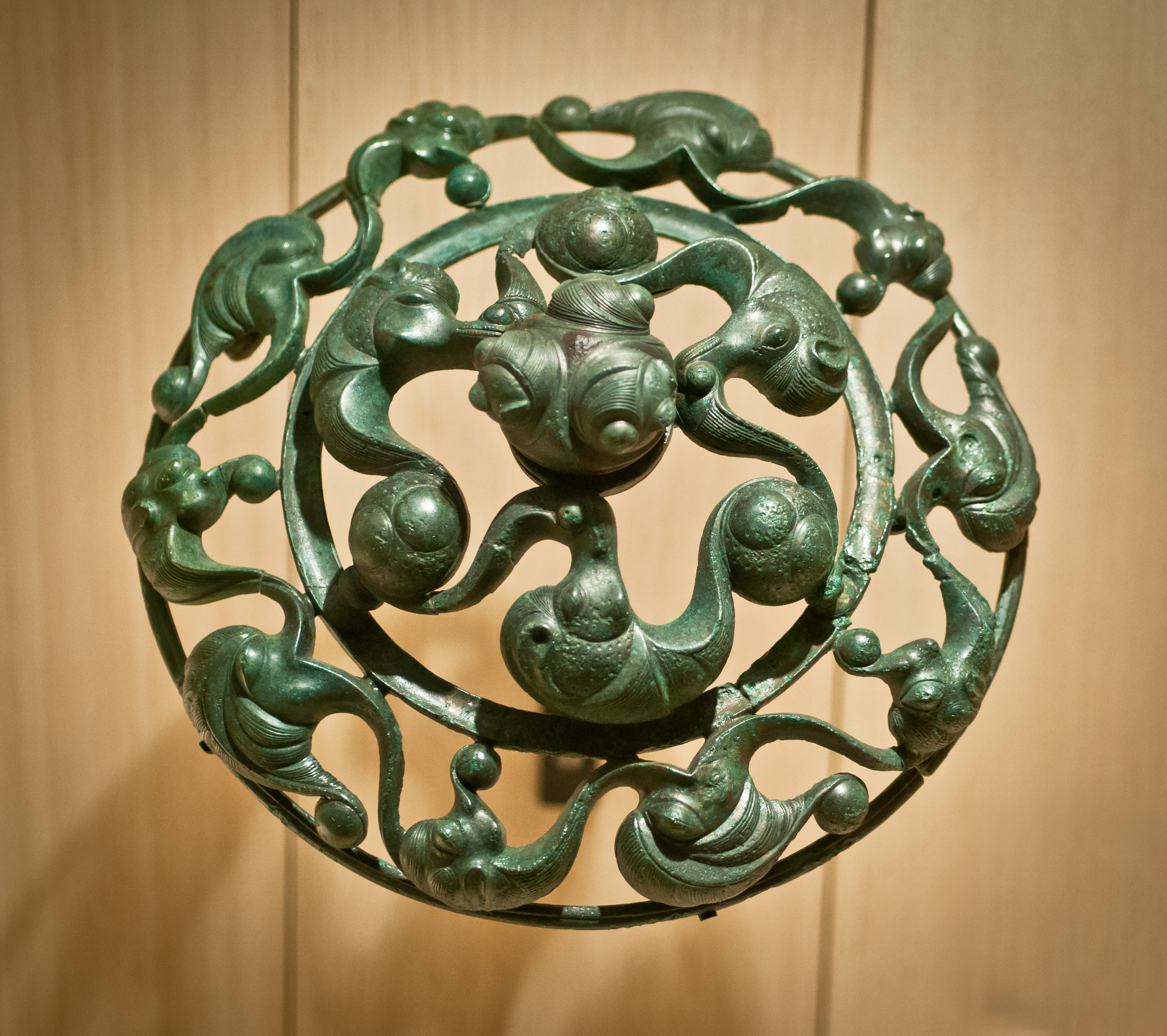
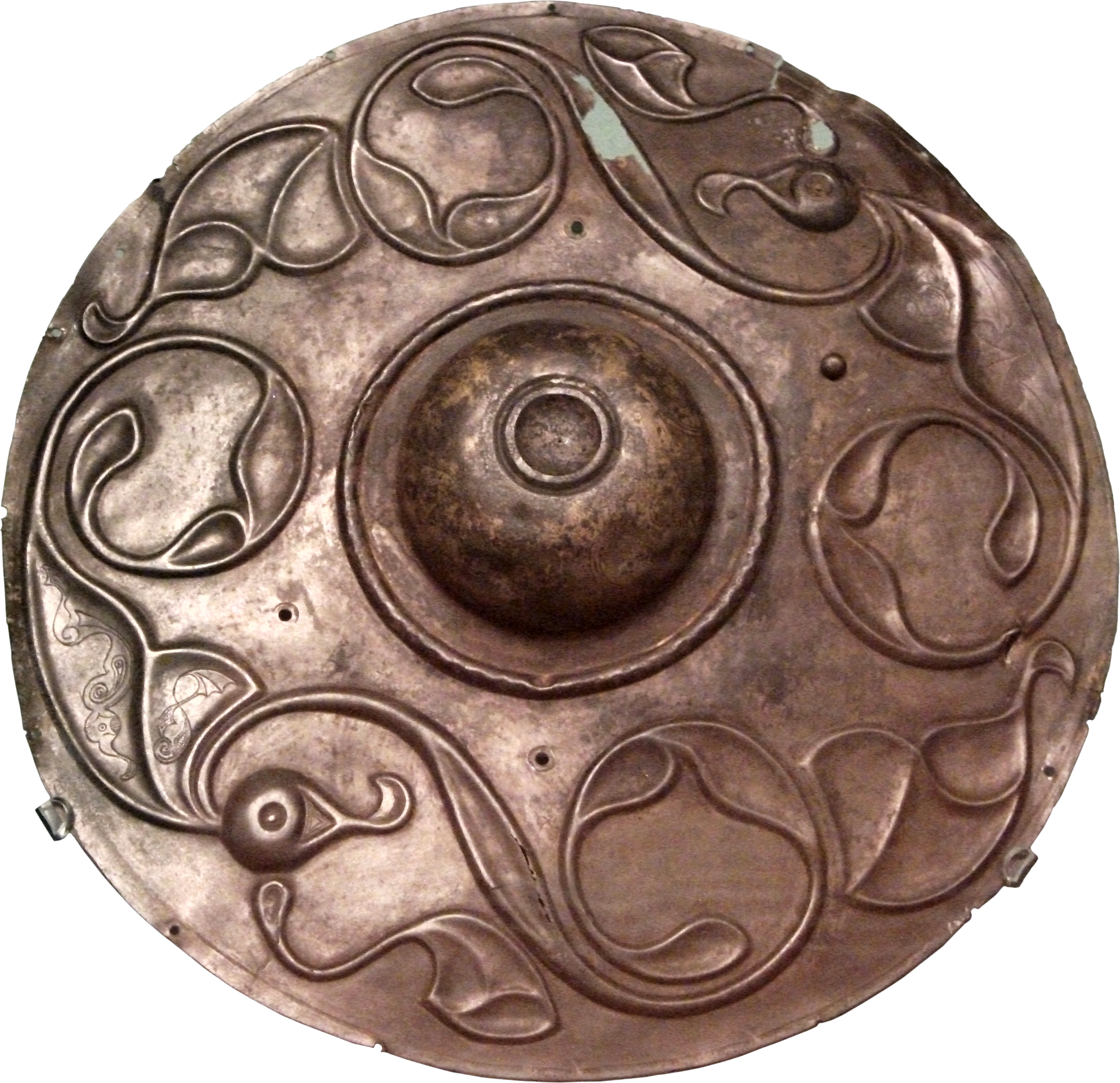
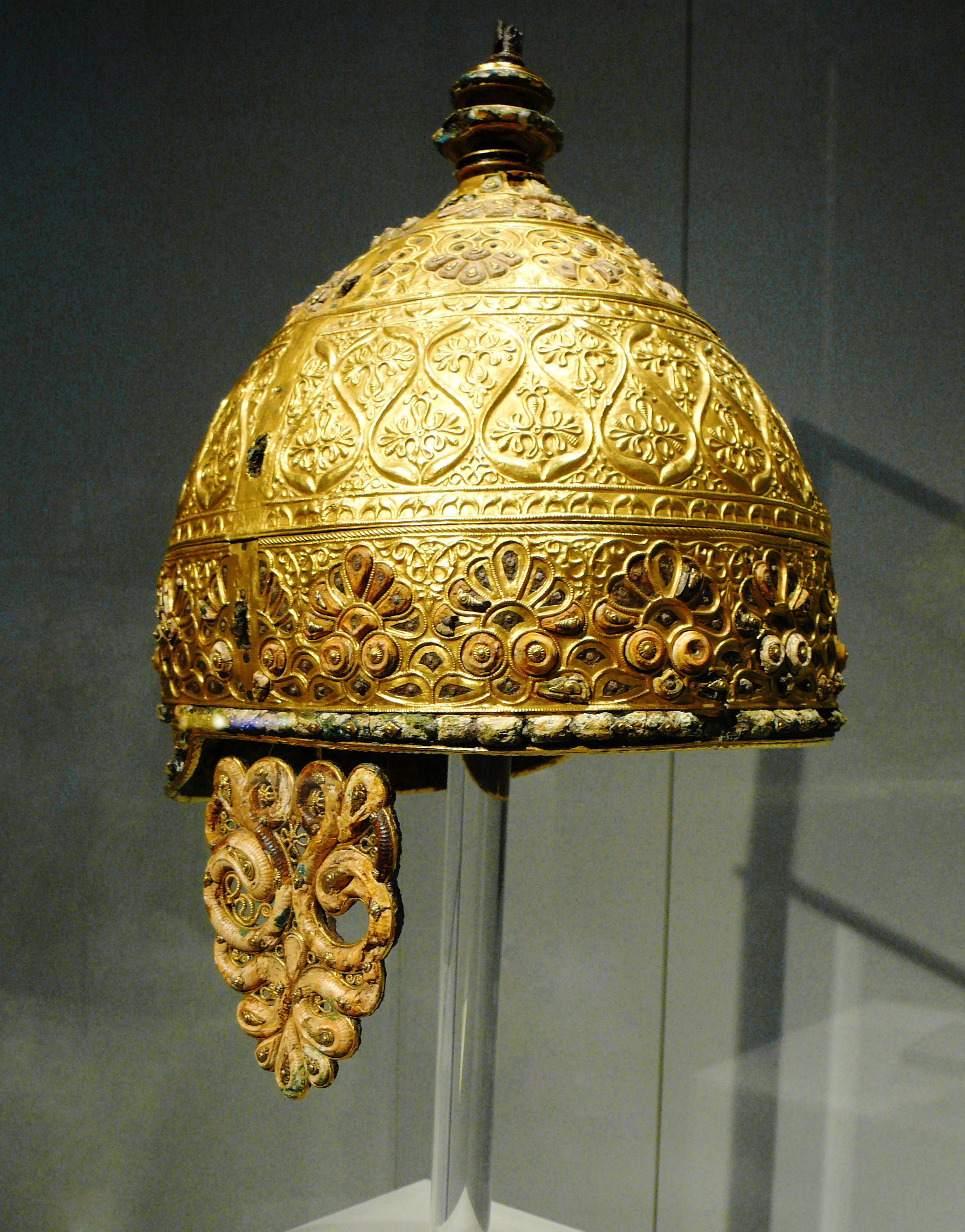
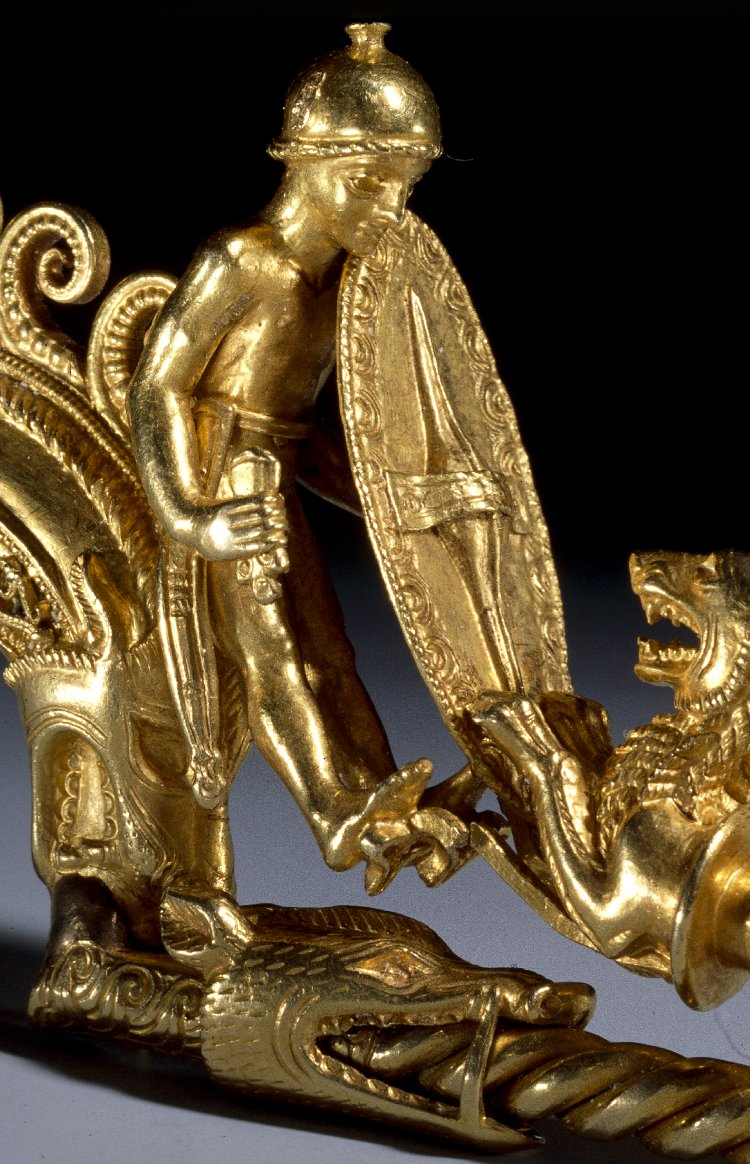
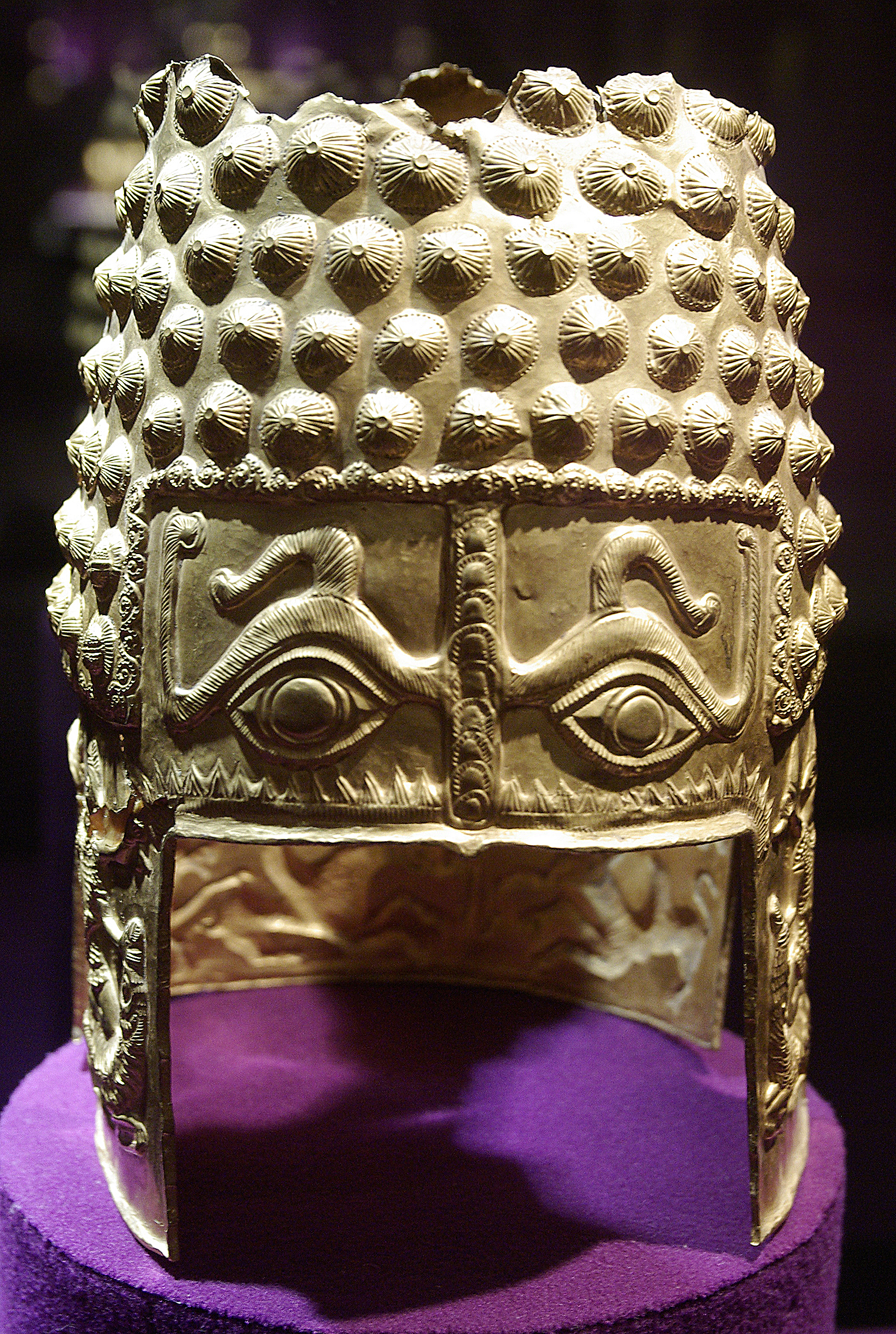

În Europa, epoca fierului este ultima etapă a perioadei preistorice și a primelor perioade protohistorice. Pentru o mare parte din Europa, perioada a ajuns la un sfârșit  brusc după cucerirea romană, deși prelucrarea fierului a rămas tehnologia dominantă.  
Fierul a fost introdus în Europa la sfârșitul secolului al XI-lea î.Hr., probabil din Caucaz, și s-a răspândit încet spre nord și spre vest de-a lungul următoriilor 500 de ani. De exemplu, epoca de fier a Irlandei preistorice începe în jurul anului 500 î.Hr., când epoca grecească a fierului s-a încheiat deja, și se termină în jurul anului 400 d.Hr. Utilizarea la  scară largă a tehnologiei de fier a fost pusă în aplicare în Europa simultan cu Asia.  

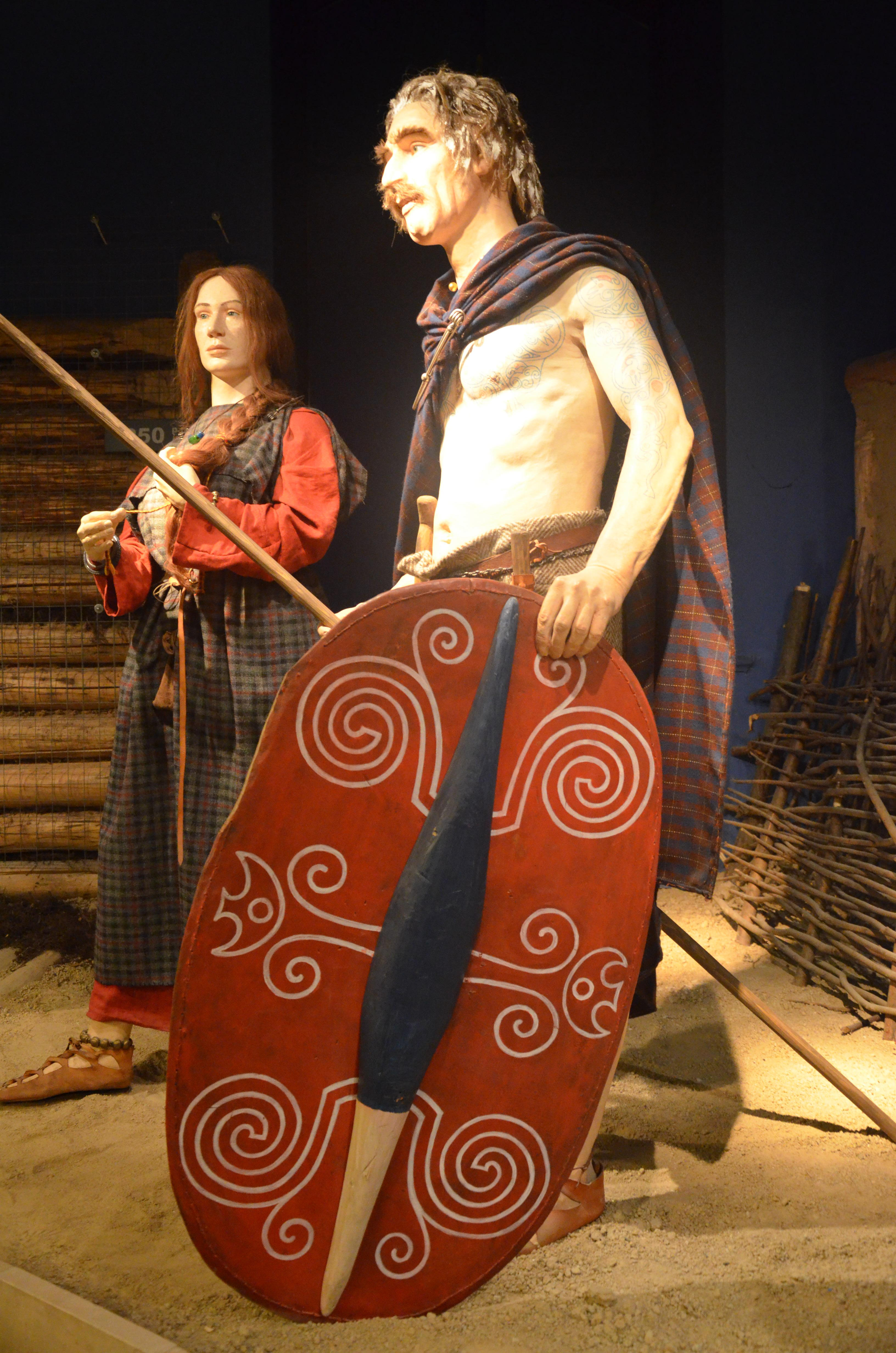
Războinic celt și nevasta sa

Începutul epoca fierului este marcat de noi grupări culturale sau, cel puțin, de termeni, cu  declinul civilizatiei miceniene, în timp ce în Europa Centrală cultura Urnfieldului a fost inlocuită de cultura Hallstatt. În nordul Italiei, cultura Villanovan este considerată începutul civilizației etrusce. Similar culturii succesorului său La Tène, Hallstatt este privită ca fiind de origine celtică.  
Principala invenție a epocii Hallstatt este metalurgia fierului. Folosirea metalelor - aramă, plumb, aur - a precedat cu câteva milenii începuturile epocii fierului. În această perioadă s-a generalizat metalurgia bronzului și, apoi, a fierului. Pe teritoriul României, în perioada timpurie a culturii Hallstatt, obiecte de fier au apărut aproape de cursul inferior al Dunării, la Babadag și Cernatu de Sus. Au apărut și cetăți fortificate, care îndeplineau rolul de cetăți permanente sau de refugiu. Locuințele simple aveau pereții de lemn pe fundații de piatră.Fenomenul major care caracterizează viața spirituală în această perioadă este apariția panteonului, chiar dacă în cadrul anumitor populații au dăinuit credințe ancestrale, cum ar fi animismul, cultul naturii. Panteonul se caracterizează prin asocierea unor expresii umane cu principii naturale, sociale, economice. S-a manifestat la celți, traci, daci, iberici. În privința ritualurilor funerare, înhumarea devine preponderentă, înlocuind, cu timpul, incinerarea. Fenomenul de stratificare socială a dus la o dezvoltare fără precedent a artelor minore. Importanța persoanei era adesea sugerată prin purtarea de obiecte de prestigiu, cel mai adesea confecționate din diverse metale. Așezările perioadei Hallstatt erau, în general, de dimensiuni mici, ocupate de câteva familii, de obicei grupate în jurul unei fortificații care, în caz de pericol, constituia cetatea de refugiu. Numărul așezărilor mici de jur împrejurul fortificației era variabil, de la câteva zeci la peste o sută (de exemplu complexul de la Wicina, Polonia). Nu au avut loc mari mișcări de populații, cu excepția migrațiilor celților, care au ajuns până la Babilon (324 î.Hr.). Din punct de vedere al structurii sociale, unitatea de bază o constituia familia, principala forță economică. Populația era preponderent rurală, agricolă. În perioada Hallstatt timpurie se pare că se ajunsese la o relativă egalizare socială.
Cultura La Tène a reprezentat o cultură europeană a Epocii Fierului.La Tène este situl prototip și acest termen este utilizat de arheologi pentru perioada mai târzie a culturii și artei vechilor celți. Deși termenul este ferm înrădăcinat în înțelegerea populară, prezintă numeroase probleme pentru istorici și arheologi. Cultura a devenit foarte răspândită și prezintă o mare varietate de diferențe locale. De multe ori este distinsă de culturile precedente și de cele mai apropiate, în principal prin stilul La Tène ale artei celtice, caracterizate prin decorațiuni curbe de forma unor vârtejuri și asociate cu predilecție confecțiilor metalice. Cultura La Tène s-a dezvoltat și a înflorit în epoca târzie a fierului (între aproximativ 500 î.e.n. și cucerirea romană din secolul I î.e.n.) în Belgia, estul Franței, Elveția, Austria, sudul Germaniei, Cehia, Polonia, Slovacia, Slovenia, Croația și unele părți din Ungaria, Ucraina și România. La celtiberienii din vestul Iberiei s-au regăsit multe dintre aspectele culturii La Tène, deși a lipsit, în general, stilul artistic propriu al acesteia. Spre nord a prelungit Epoca Fierului pre-romană din Europa de Nord, incluzând cultura Jastorf din nordul Germaniei. Cultura La Tène s-a dezvoltat în afara epocii de început a fierului (cultura Hallstatt), aparent fără o perioadă de tranziție culturală. Aceasta s-a produs ca urmare a puternicelor influențe mediteraneene ale grecilor din Galia pre-romană, ale civilizației etrusce și ale Culturii Golasecca. Barry Cunliffe a identificat geneza culturii La Tène în secolul V, prin apariția a două zone de putere și inovație: una aflată în vest în arealul Marna – Mosella, care avea legături comerciale cu câmpia Padului prin intermediul trecătorilor alpine centrale spre cultura Golasecca și alta în zona de est a Boemiei, cu legături separate spre Marea Adriatică prin rutele alpine estice spre cultura Veneților. O schimbare a centrelor de colonizare a avut loc în secolul al IV-lea.
Materiale aparținând culturii La Tène s-au răspândit pe o suprafață mare, incluzând părți din Irlanda și Marea Britanie, nordul Spaniei, partea de nord a centrului Italiei, Burgundia, și Austria. Morminte sofisticate descoperite de arheologi au dezvăluit o largă rețea comercială. În localitatea Vix din Franța, o femeie din elita locală a fost înmormântată în secolul VI î.e.n cu un mare vas de bronz folosit la amestecarea vinului, fabricat în Grecia.Exporturile din ariile culturale de tip La Tène în alte zone culturile mediteraneene s-au bazat pe sare, cositor, cupru, chihlimbar, lână, piele, blănuri și aur.Cultura La Tène nu a avut o scriere proprie. Rare exemple de inscripții grecești există totuși, precum și mai târziu monede celtice cu inscripții adesea latine. Aspectele sale culturale și istorice s-au regăsit în scrierile autorilor clasici, de cele mai multe ori pradă unor viziuni ostile și stereotipe.
Epoca de fier în Europa se caracterizează printr-o elaborare a desenelor și modelelor de arme și unelte. Acestea nu mai sunt aruncate, ci forjate în formă, iar decorarea este elaborată mai degrabă in forma curbilinie decât simpla rectilinie; formele și caracterul ornamental al armelor  nord-europene seamănă în unele privințe cu arme romane, în timp ce în alte privințe ele sunt specifice și evident reprezentative pentru arta nordică.   
Cultura celtică s-a extins într-o mare parte a Europei Centrale   și, ca urmare a invaziei galice,  în Balcani și Asia Centrală.
Populatiile celtice cele mai cunoscute au fost: 
- Arvenii-  trib gallic, unul dintre cele mai puternice triburi din centrul Galiei
- Incenii-  trib breton, stabilit in   sudul Marii Britanii
- Lusitanii- trib iberic amplasat in vestul Spaniei
- Boii- amplasati în Boemia și Germania de azi
- Tracii- amplasați în peninsula balcanică la sud de Dunăre, au creat un mare regat odrisian
- Geții- amplasati la nord de Dunăre
- Galatia- formațiune celtică alcătuită în Turcia de azi în urma migrației din secolul III i.e.n.
- Ardiaei-trib iliric amplasat pe coasta Mării Adriatice

Populațiile germanice s-au amplasat în nordul și centrul Europei, cele mai cunoscute fiind Suevii, Cheruscii, Cimbrii sau Marcomanii.
Alte triburi nomadice s-au amplasat în estul Europei: masageții, sciții și roxolanii

## Epoca Clasică în Europa pre-creștină

### Grecia antică

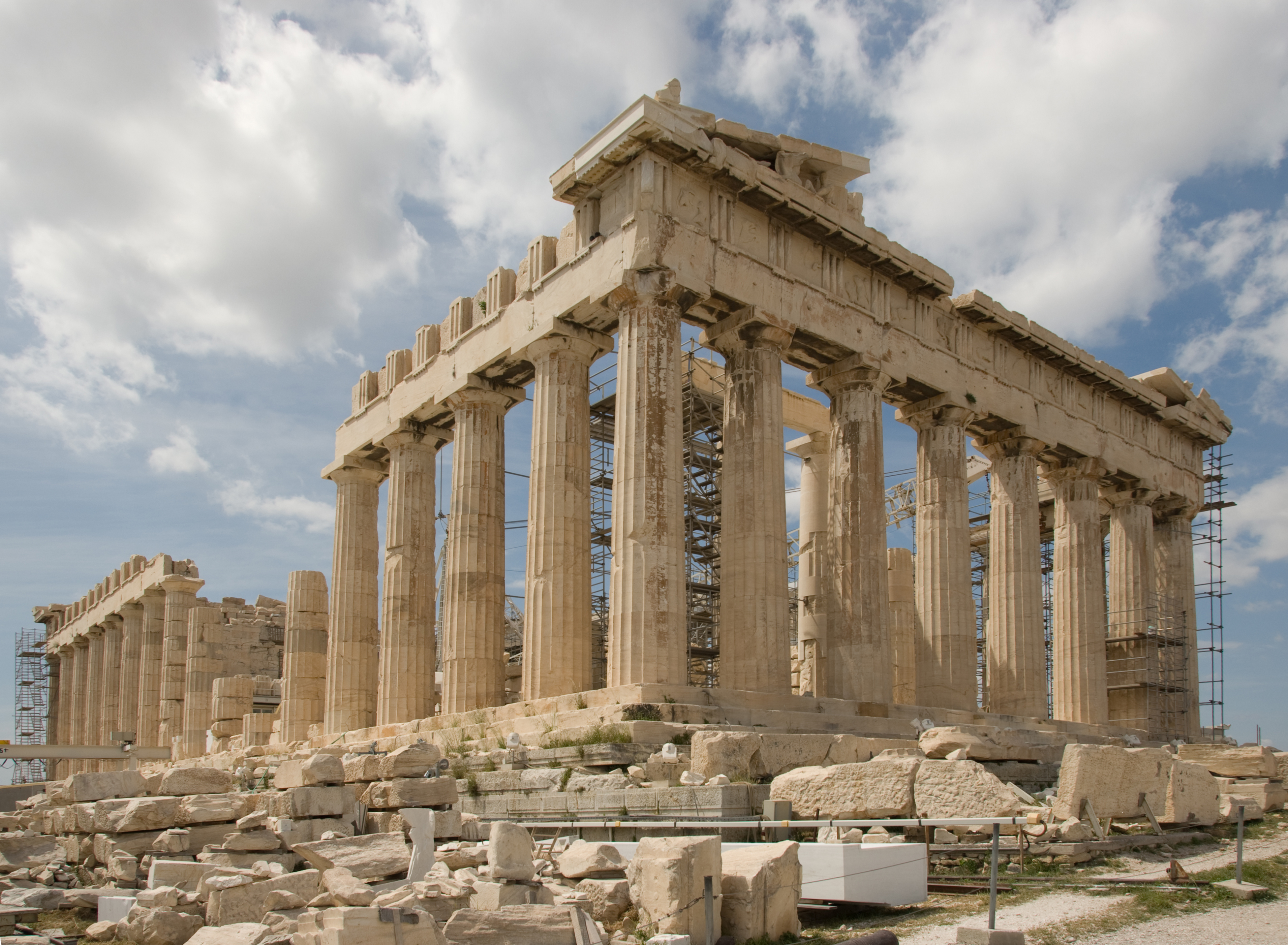
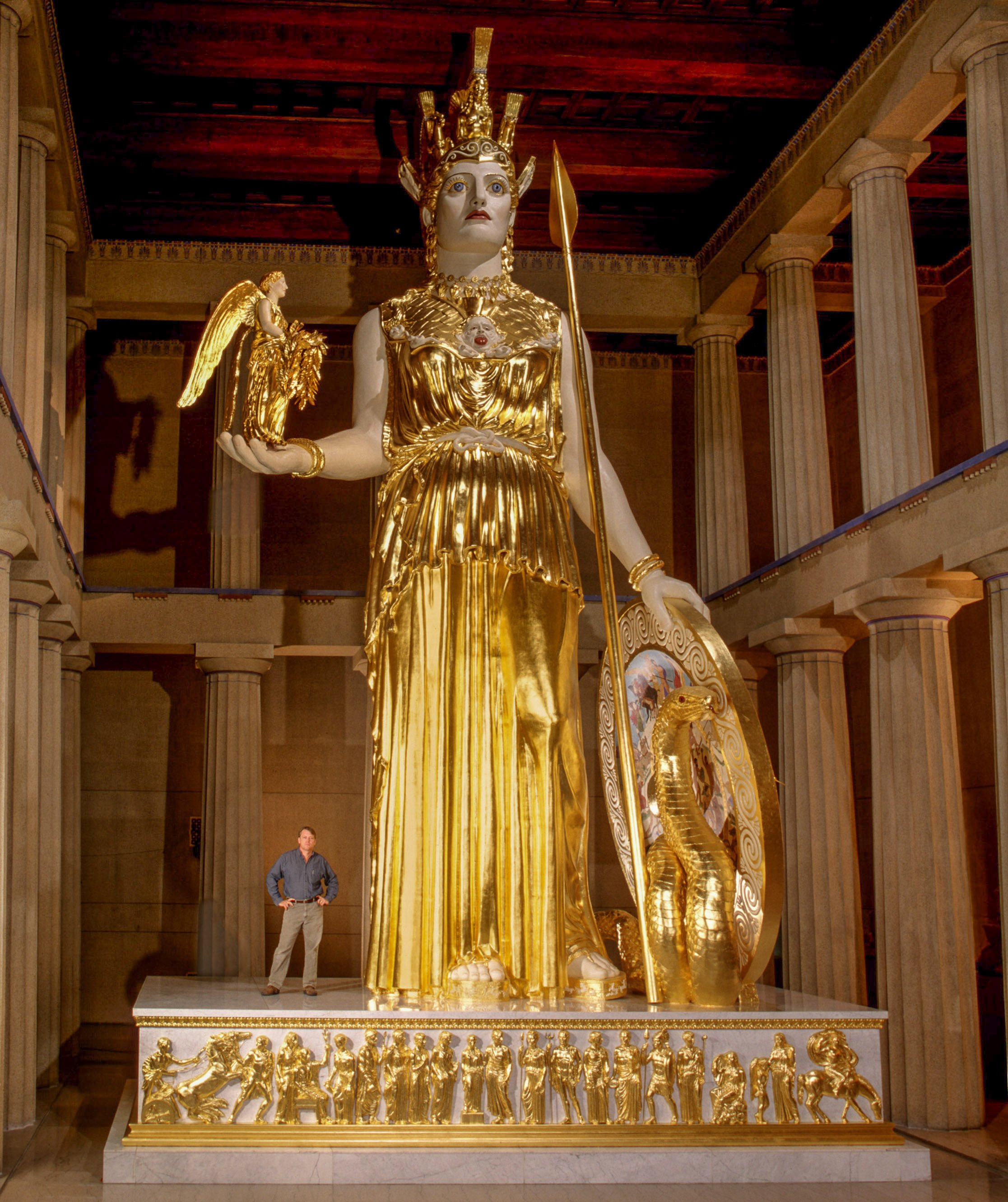
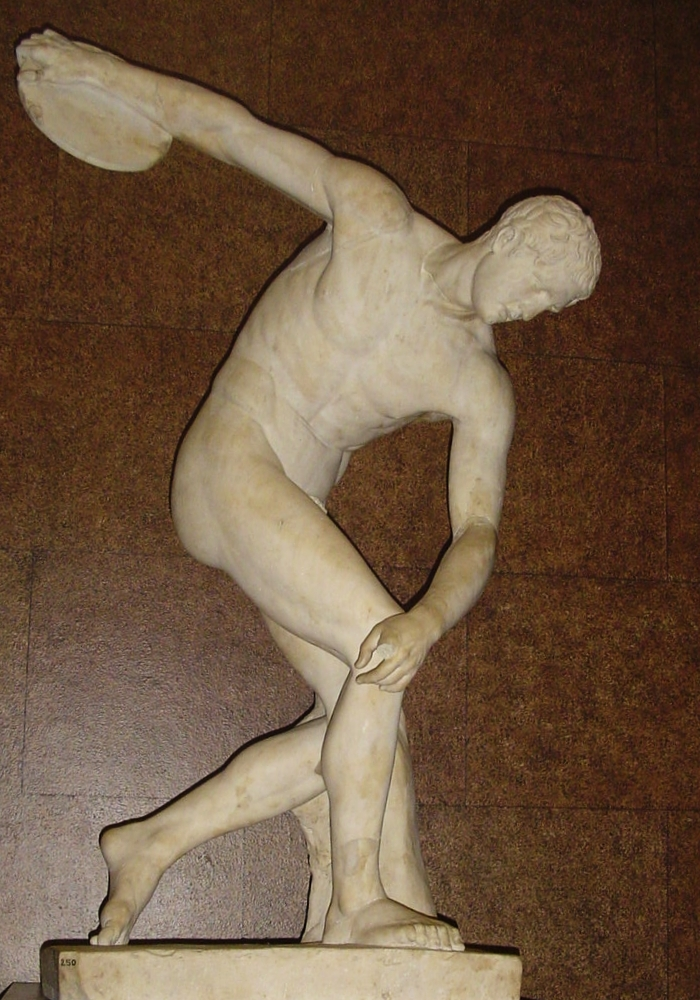
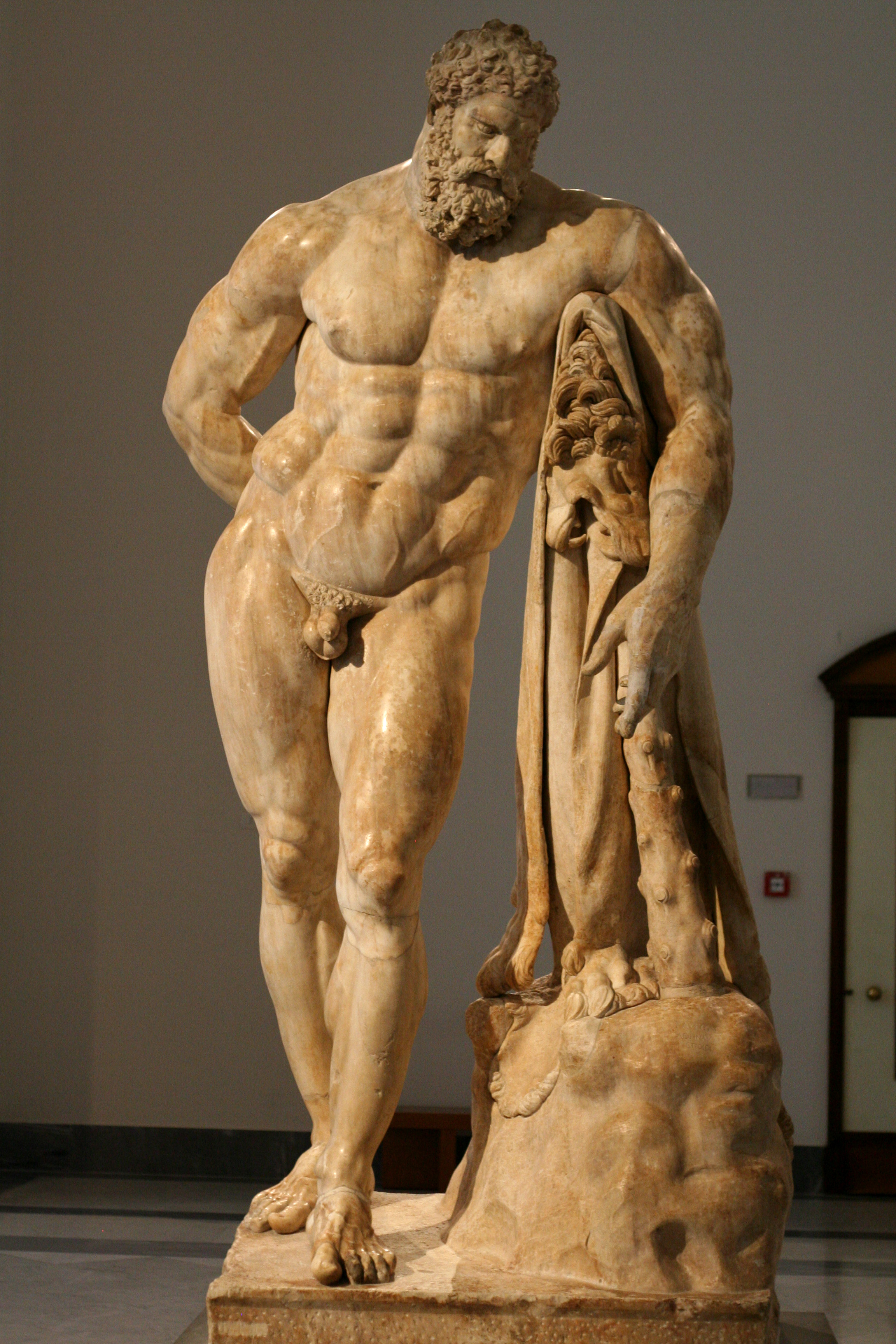
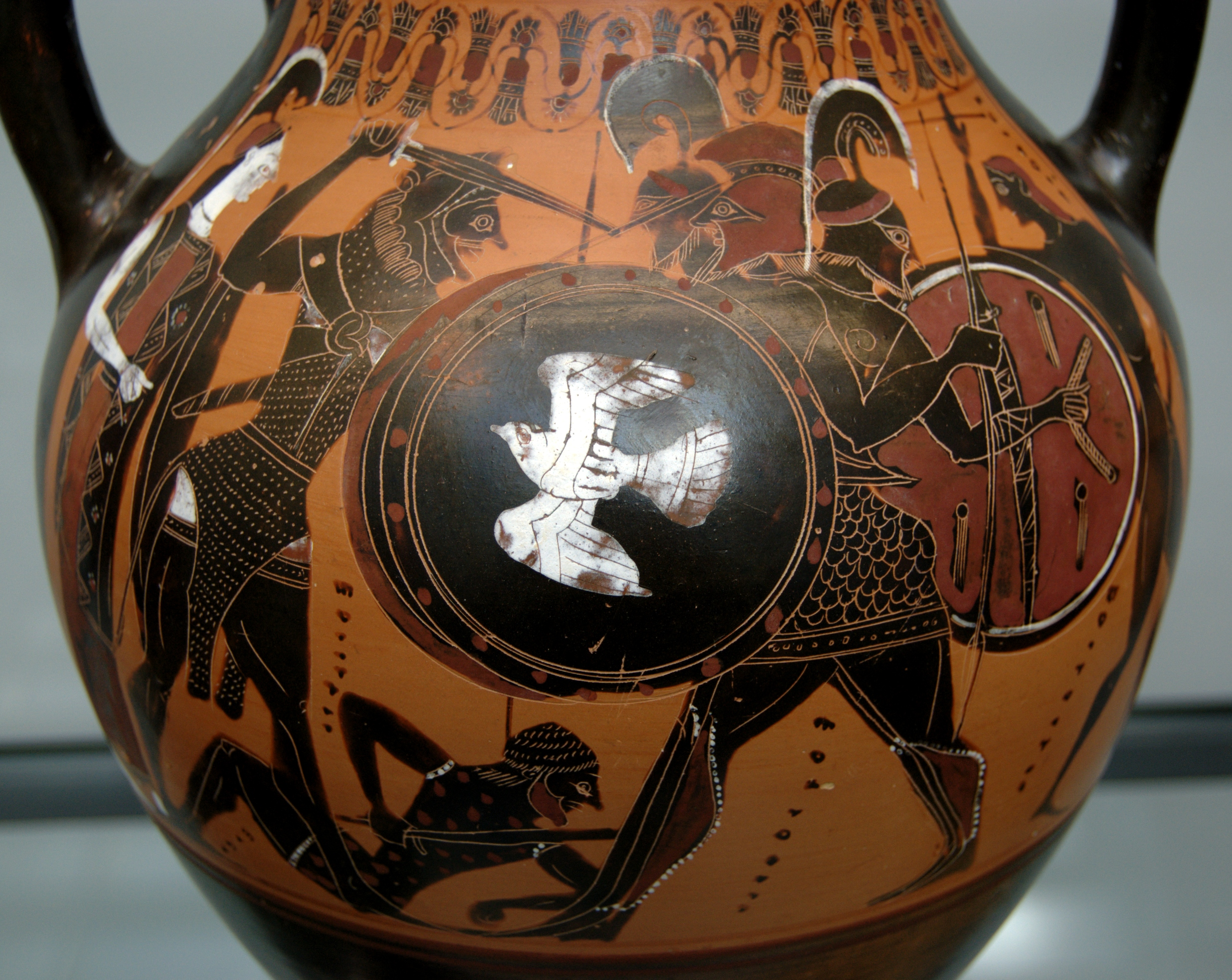
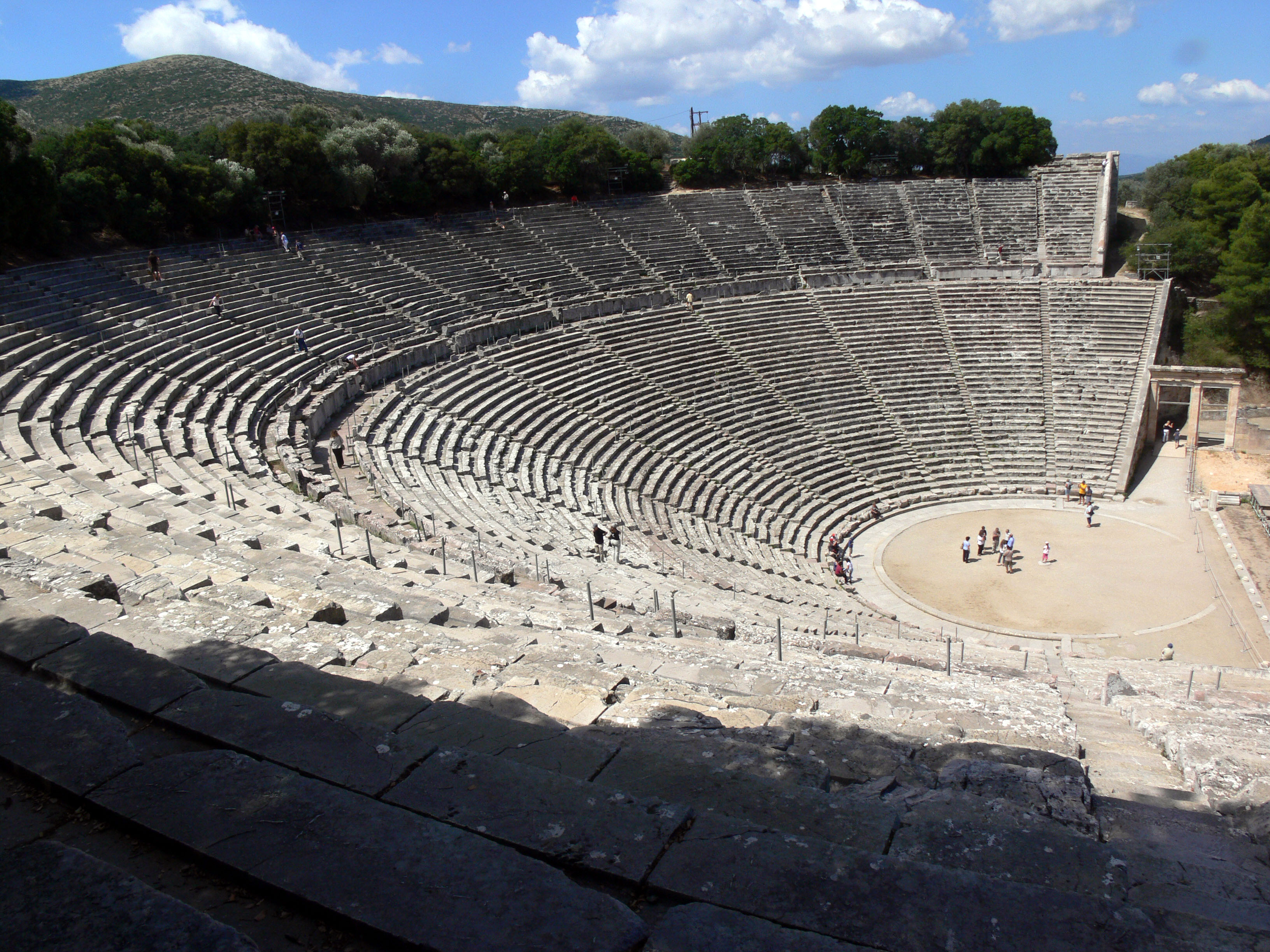
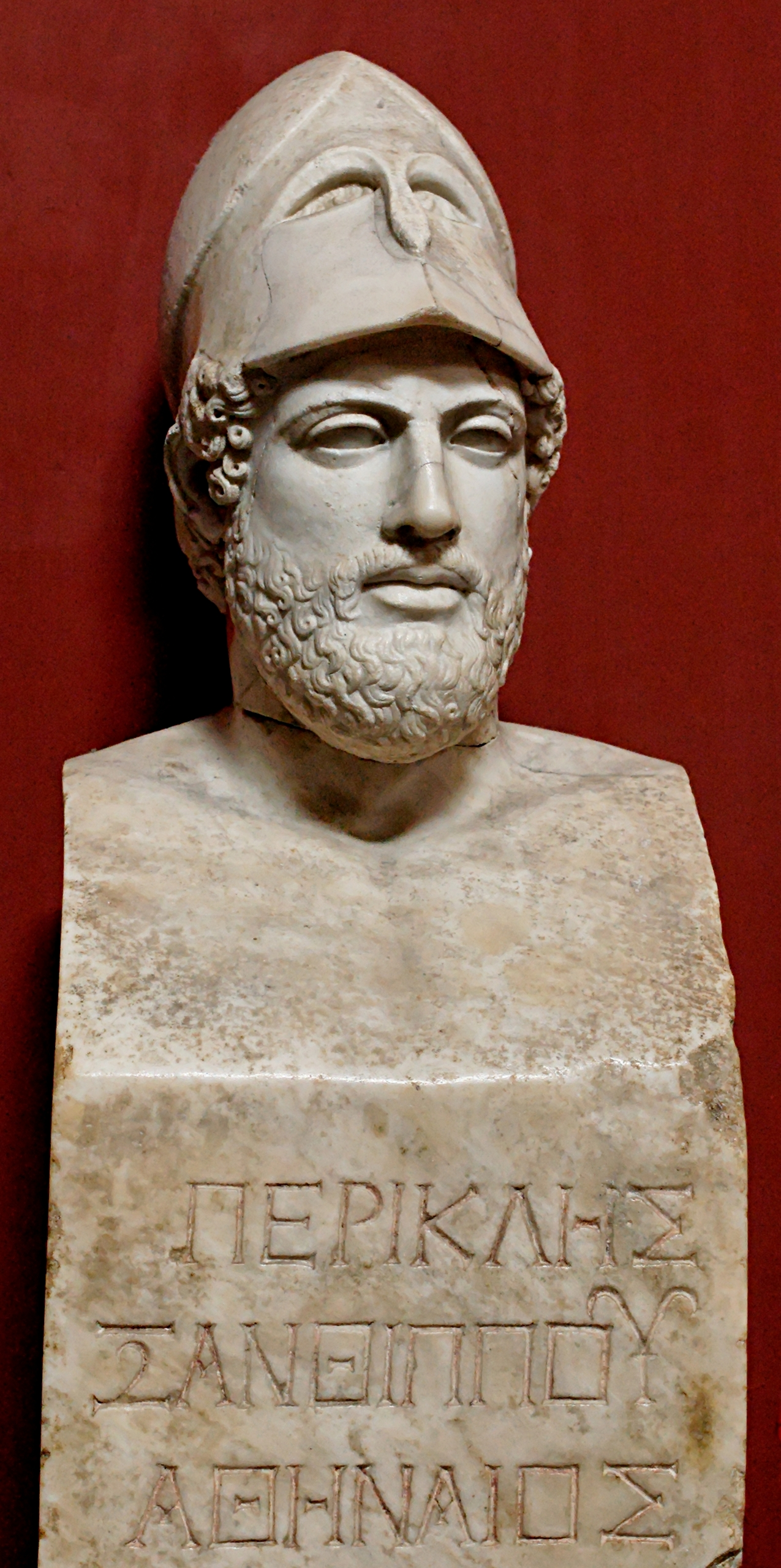
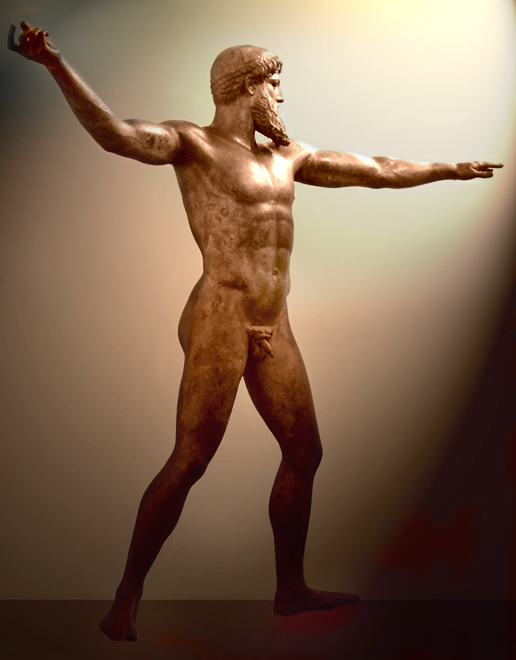
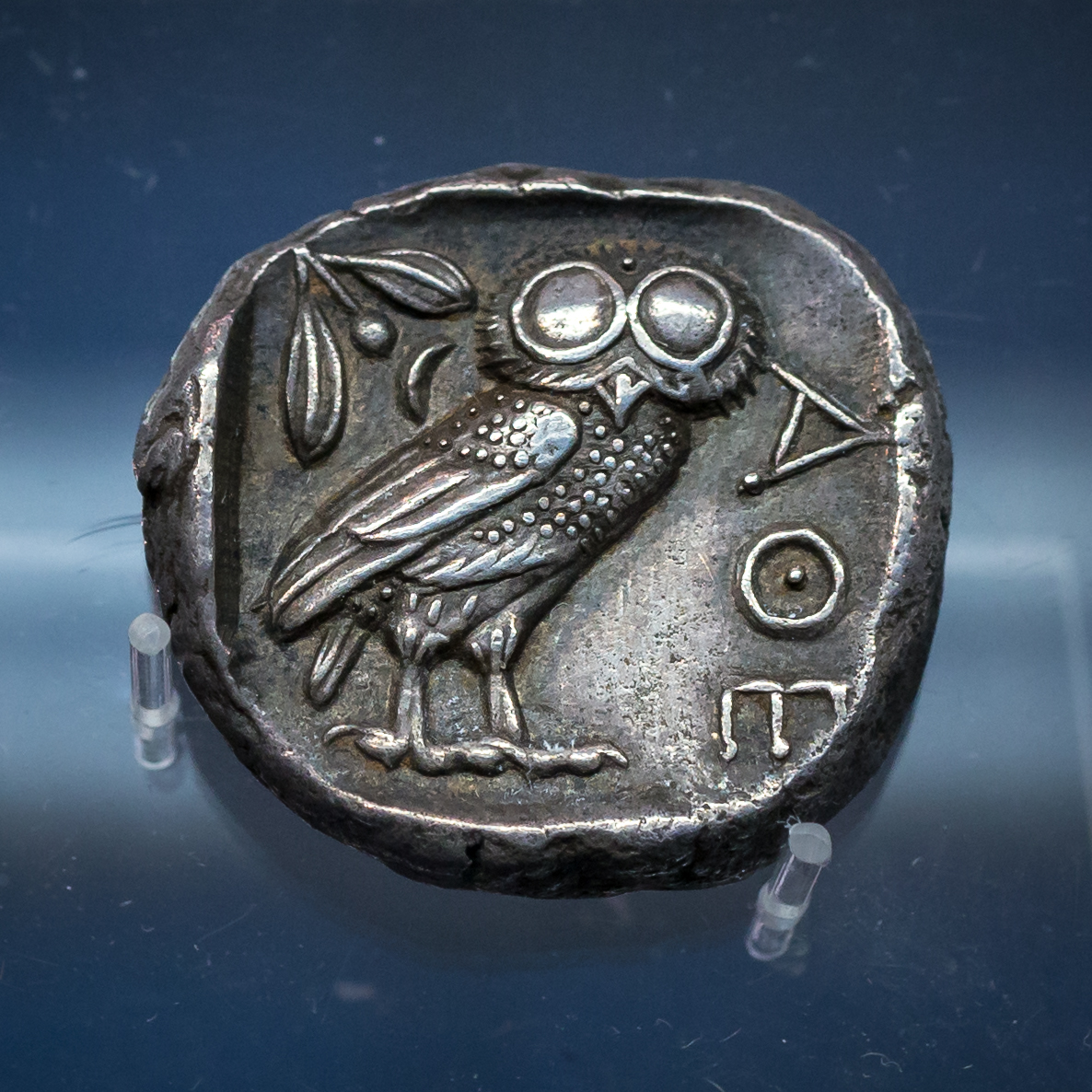
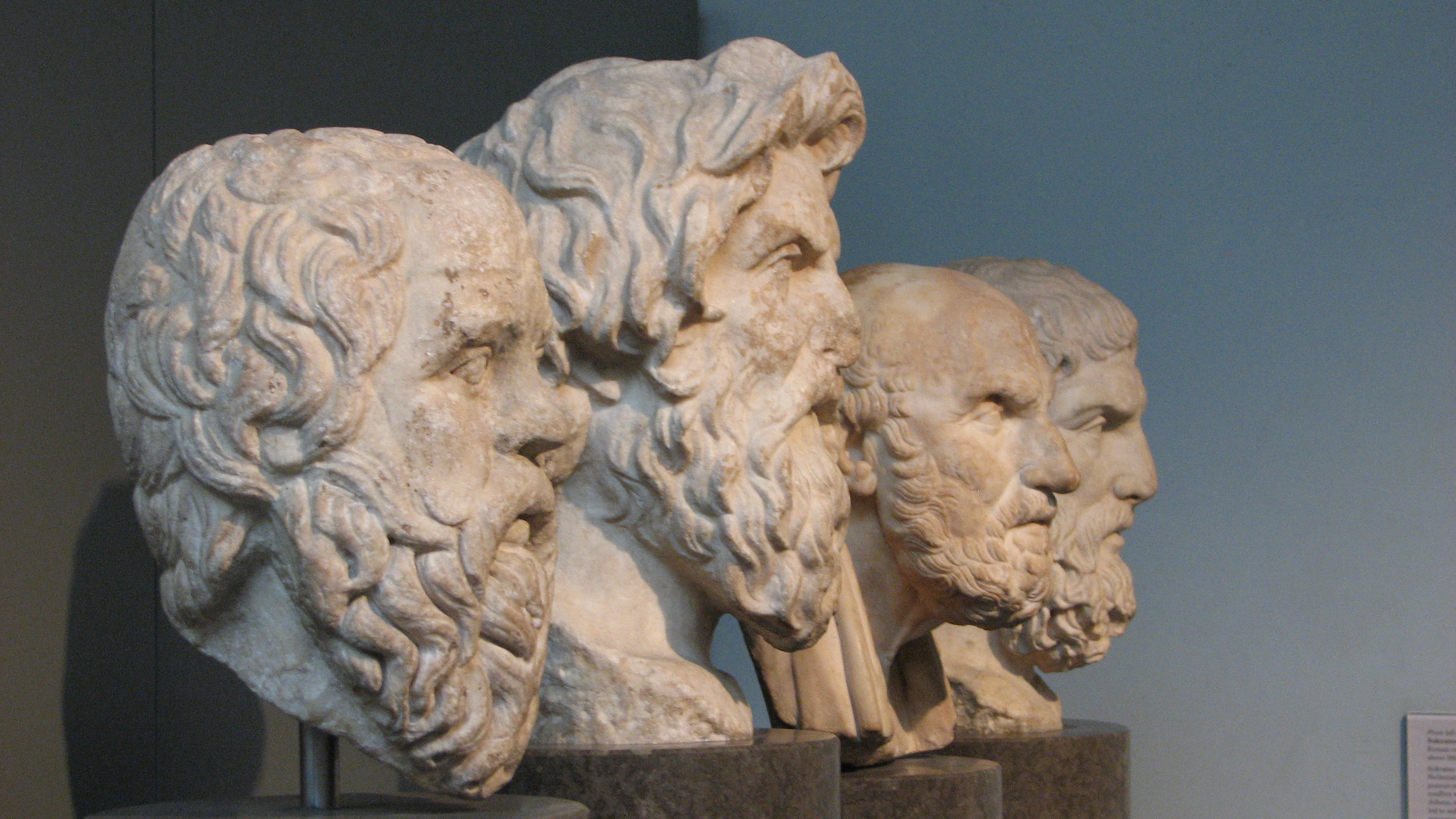

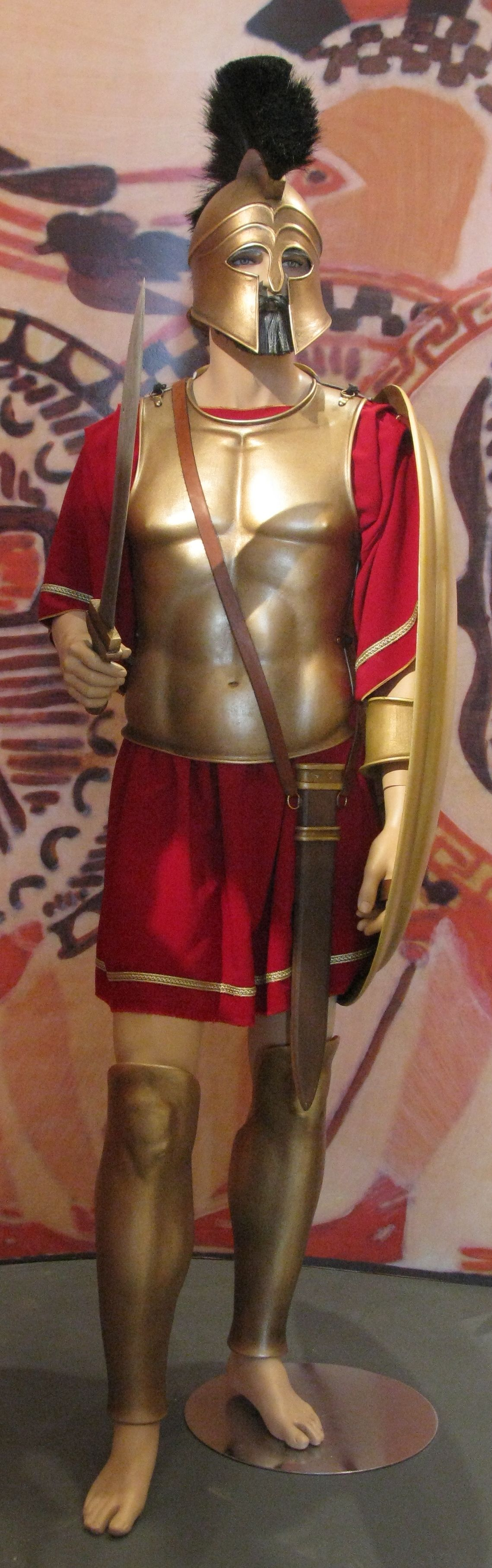
Hoplit atenian

Evul Întunecat al Greciei a încetat după anul 750 î.e.n. când orașele-state din peninsulă precum Atena, Corint, Teba, Argos sau Sparta s-au redresat economic, așa cum indică cimitirele Kerameikos din Atena și Lefkandi, și sanctuarele din Olimpia.
Marile orașe, numite Polisuri, au prosperat datorită navigației și comerțului maritim. Fiecare polis începea să-și construiască propria agoră (piața publică), acropolisul (palatul sau templul), templele și altarele, școli de gimnastică (gimnazioane), teatre, ziduri pentru apărare, precum și propriile monede cu simboluri specifice.
Orașele erau conduse de clase și facțiuni de aristocrați, oligarhi, democrați, tirani, proprietari mici și mari, de bogați și săraci. 
O altă componentă a polisurilor a reprezentat-o sclavia, o pătură socială alcătuită din prizonieri de război sau oameni lipsiți de privilegii și drepturi, și care erau puși la muncile cele mai grele.
Din cauza supra-aglomerării, mulți orășeni greci au ales să-și părăsească orașele native în căutare de noi tărâmuri, pentru o viață mai bună. Grecii au colonizat zone din Sicilia, Asia Mică (Turcia de azi), sudul Italiei și nordul Africii. 
În anul 776 î.e.n. s-a desfășurat prima olimpiadă - o serie de competiții atletice între reprezentanți ai orașelor-stat. 
În secolul VIII, poetul Homer a scris Iliada și Odiseea, relatând în versuri evenimentele Războiului Troian și călătoriei de întoarcere a lui Ulise în Itaca. 
Dintre toate orașele-stat, Atena avea să se evidențieze în istoria europeană ca fiind locul de naștere al democrației. 
Legile draconiene, despre care se spunea că erau scrise cu sânge, era primul legislativ din istoria Europei, creat de Draco în anul 621 î.e.n.. Au fost primele legi ateniene și prima constituție ce conferea drepturi hopliților și soldaților din clasele inferioare. Încălcarea legilor era pedepsită cu moartea. 
În anul 594 î.e.n., arhontele (magistratul) Solon a abrogat codul lui Draco și a introdus noi legi și drepturi civile. A făcut reforme economice, eliberând cetățenii înrobiți pentru datorii și a permis dreptul cetățenilor din clasele inferioare de a candida pentru funcții cu rol decizional. A dat drept de vot tuturor cetățenilor.  
În secolul VI î.e.n. s-a remarcat Pitagora, întemeietorul pitagorismului, care punea la baza întregii realități teoria numerelor și a armoniei, iar tradiția îi atribuie descoperirea teoremei geometrice și a tablei de înmulțire.
În 508 î.e.n., arhontele Clistene a creat democrația reprezentativă și a fost autorul ostracismului (exilarea din Atena a celor condamnați pentru corupție). 
Între anii 490-480 î.e.n. s-au desfășurat Războaiele Medice dintre greci și perși ce aveau să definească viitorul Europei. 
În anul 492 î.e.n., pentru a pedepsi implicarea atenienilor în revolta ioniană (coloniști greci din regiunea Ionia, Turcia de azi, ocupată atunci de perși), regele Darius al Persiei a pornit o campanie de invadare a peninsulei grecești. 
În 490 î.e.n., o armată alcătuită din zeci de mii de invadatori perși sunt învinși în golful Maraton de către doar 10.000 de hopliți atenieni. Hopliții erau super soldații antichității clasice datorită echipamentului lor alcătuit din hoplon din lemn și bronz (scutul), sulița de 2 metri lungime, coiful de metal și armură de bronz. Hopliții luptau împreună, unul lângă altul, fiecare protejându-și camaradul din stânga sa cu scutul. 
Perșii s-au retras și, după moartea regelui Darius, fiul acestuia, Xerxes a jurat răzbunare împotriva grecilor. 
În anul 480 î.e.n., cu o armată alcătuită din 200.000 de soldați perși, Xersex a invadat peninsula balcanică, trimițând emisari să le ceară locuitorilor polisurilor să se supună, altfel vor fi masacrați. 
Atena și Sparta au fost printre puținele polisuri care s-au opus invaziei persane. 
În timp ce Atena se pregătea pentru evacuarea populației și apărare, un rege spartan, Leonida, alături de o armată de 7000 de hopliți spartani, thespieni și tebani, a ținut piept armatei persane la Termopile, până când a fost ucis. 4000 de soldați s-au sacrificat pentru libertatea Greciei, suficient timp pentru ca Atena să-și evacueze locuitorii. 
Armata persană a pătruns în cele din urmă în Atena și a incendiat-o. Dar la Salamina a fost dusă bătălia navală decisivă, unde flota ateniană a zdrobit flota persană. În 479 î.en., armata spartană i-a alungat pe invadatorii perși și a luat astfel sfârșit cel de-al doilea război greco-persan. 
O perioadă de pace a început pentru Grecia, dominată atunci de Liga de la Delos (condusă de Atena) și Liga Peleponesiacă (condusă de Sparta). 
Atena avea ambiția de a deveni un imperiu maritim, iar Sparta a început să o conteste. Sub conducerea strategului Pericle, Atena a traversat o epocă de aur, prosperând cultural și comercial. Partenonul a fost construit pe Acropole, iar  teatrul, poezia, dramaturgia, filosofia și comedia revoluționau viața culturală. La Olimpia este construită statuia lui Zeus de către arhitectul Partenonului, Fidias. 
Herodot se evidențiază ca părintele istoriei pron lucrările sale despre istoria Egiptului, istoria Greciei, a Sciției, a Traciei și a Babilonului.
Socrate a fost fondatorul filosofiei occidentale, cunoscut pentru dialogurile sale despre etică, ignoranță și raționalism.
Hipocrate este considerat părintele medicinei pentru contribuțiile sale precum utilizarea prognosticului și a observației clinice, clasificarea sistematică a bolilor sau formularea teoriei umoristice.
Aristofan a rămas în istorie ca părintele comediei caracterizată prin ironizare, satiră scandaloasă, umor licențios și libertate marcată de critică politică. 
Euripide a scris piese de teatru dramaturgie și tragedie, iar scenetele de teatru erau acompaniate de cor și desfășurate doar cu actori de sex masculin care purtau măști. 
Democrit este considerat tatăl științei pentru că a conceput teoria atomică a universului. 
Hecateus din Milet este considerat tatăl geografiei pentru că a desenat prima hartă a Europei, a Asiei și a Africii, de la strâmtoarea Gibraltar și coasta atlantică a Marocului până la India și Marea Caspică, întreaga masă contienntală eurasiatică fiind înconjurată cu un disc de ocean.  
Sparta era în contrast cu Atena, fiind un oraș-stat militaristic, axat pe instruirea tinerilor de la 7 ani pentru a servi ca hopliți. Activitățile agricole și meșteșugărești erau asigurate de Iloți, populația autohtonă de sclavi din Laconia și Messinia ce erau aserviți spartanilor. 
Pacea și prosperitatea n-au durat mult. 
În 431 î.Hr., în urmă unor conflicte dintre Atena și orașele-state grecești aliate cu Sparta, a izbucnit Războiul Peloponesiac. 
Atena a fost devastată de o epidemie de ciumă, ceea ce a dus și la moartea lui Pericle. 
Demagogul Cleon a continuat să conducă Atena în luptele cu spartanii și să câștige teren în Beoția, în vreme ce Sparta, comandată de Brasidas, a încercat să-și întărească pozițiile în nord. 
În 421 î.Hr. Sparta și Atena au semnat pacea negociată de generalul Nicias. Conflictul a reizbucnit când în 415 î.Hr. Atena a lansat o expediție navală în Sicilia, care a eșuat lamentabil, în vreme ce Sparta s-a aliat chiar cu Imperiul Persan. 
În bătălia de la Aegospotami din 405 î.Hr. generalul spartan Lisandru a învins forțele ateniene și a început blocada portului atenian. Atena, devastată de foamete, a negociat pacea și a agreat să renunțe la flotă și să se alăture ligii peloponesiace.
Grecia a fost dominată la începutul secolului al IV-lea î.Hr. de hegemonia spartană. Hegemonia spartană n-a ținut decât 16 ani până când Sparta a fost învinsă de Teba în 371 î.Hr. la Leuctra. Tebanii au mărșăluit în Mesenia și au eliberat populația iloților.
Epoca de aur a Atenei s-a încheiat în 399 î.en, când filosoful Socrate a fost forțat să se sinucidă, fiind condamnat pentru profanarea zeilor și coruperea tinerilor. 

### Elenismul

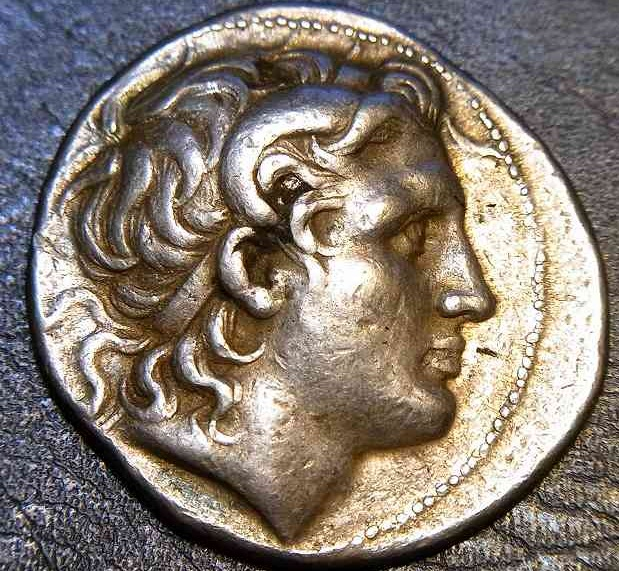
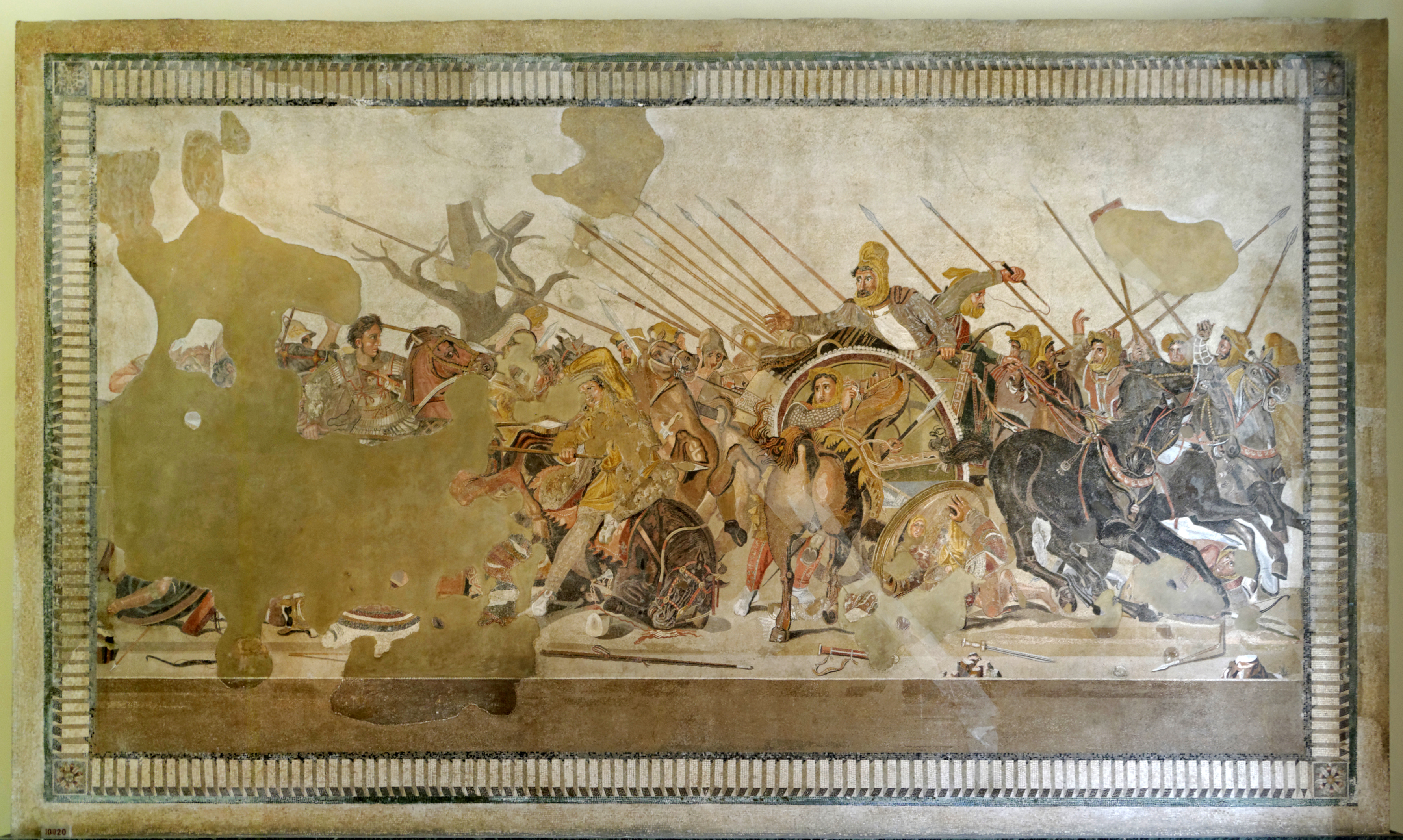
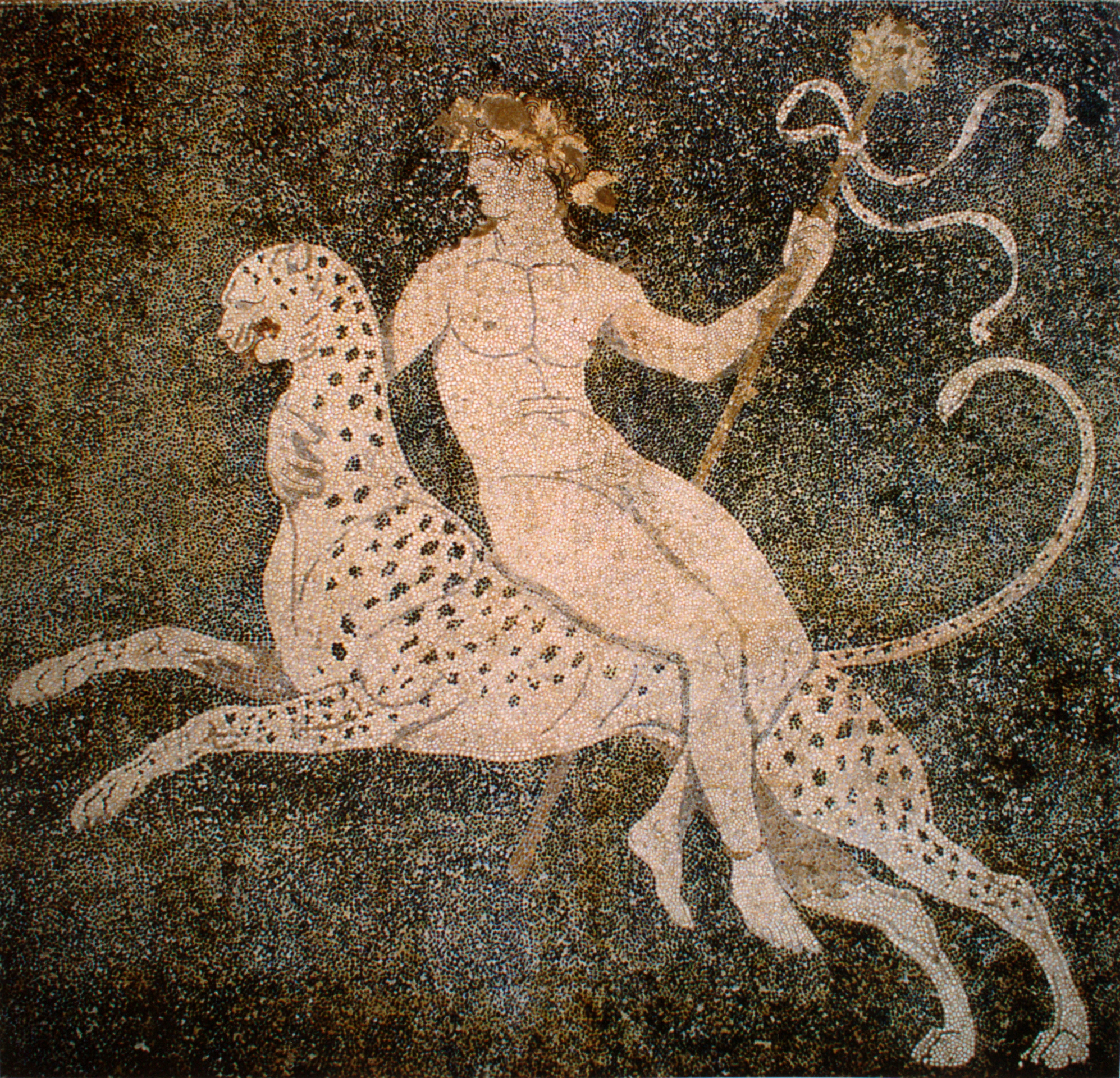
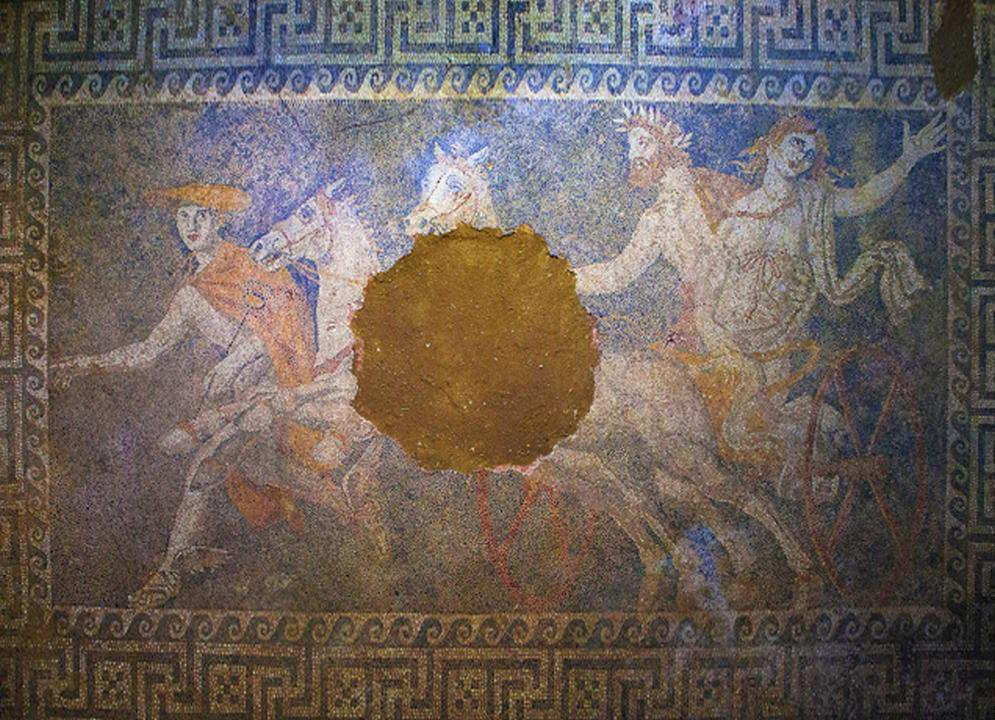
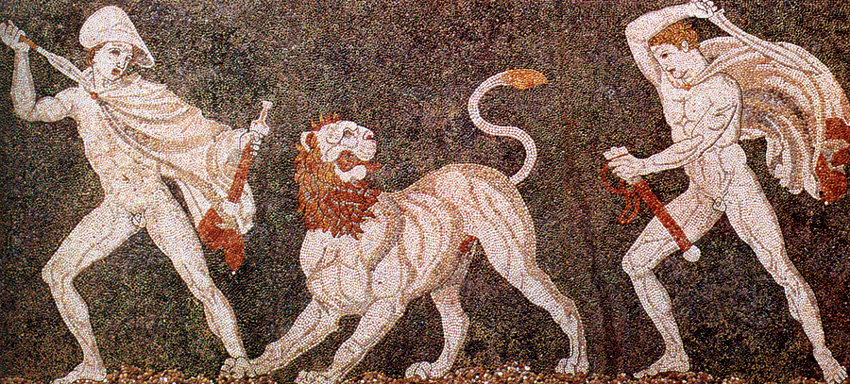
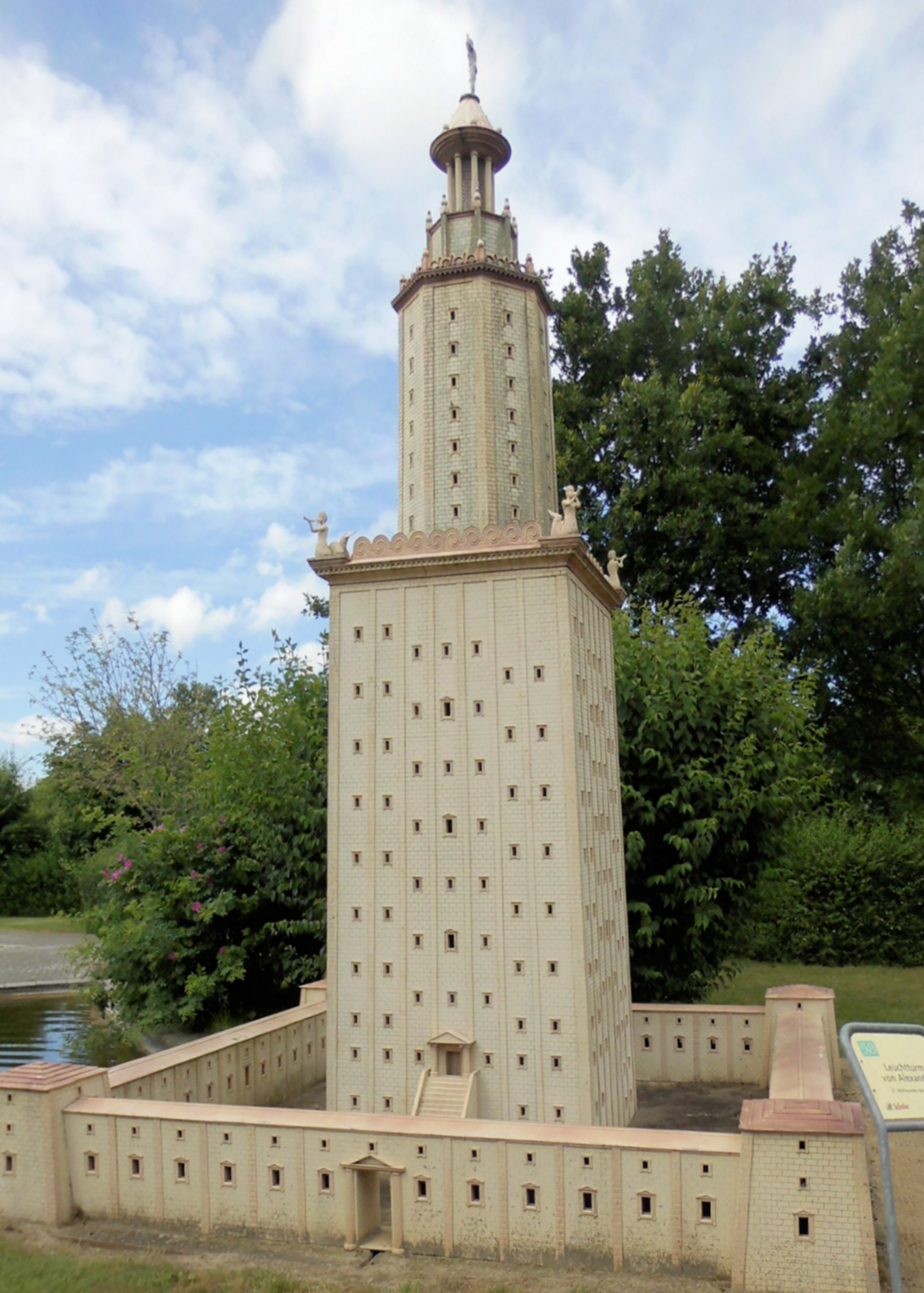
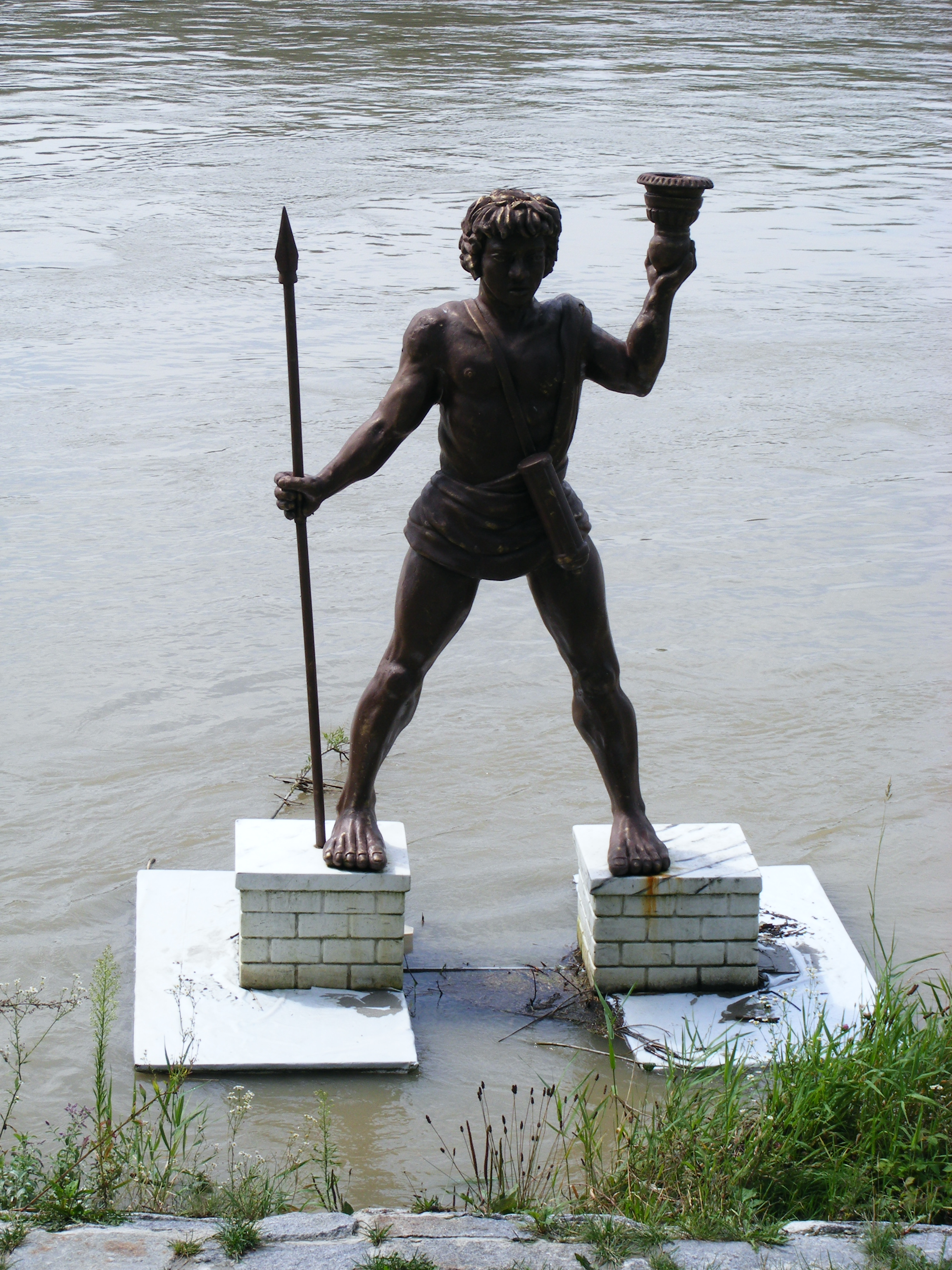

Înainte de secolul al IV-lea î.Hr., Macedonia era un mic regat în afara zonei dominate de marile orașe-stat Atena, Sparta și Teba.
În timpul domniei regelui  Filip al II-lea (359–336 î.e.n.), Macedonia a supus Grecia continentală și regatul trac odrisian prin cucerire și diplomație. 
Cu o armată reformată care lupta în formația numită Falanga, cu soldați mânuind sulițe lungi de 6 metri numite sarissa, Filip al II-lea a învins vechile puteri ale Atenei și Tebei în bătălia de la Cheronea din 338 î.en. 
Fiul lui Filip al II-lea, Alexandru cel Mare, conducând o federație de state grecești, și-a îndeplinit obiectivul tatălui său de a comanda întreaga Grecie când a distrus Teba după ce orașul s-a revoltat. 
El a condus o expediție în Orient pentru a distruge Imperiul Persan. A cucerit un teritoriu care se întindea până la râul Indus. Pentru o scurtă perioadă, Imperiul său macedonean a fost cel mai puternic din lume.
Artele și literatura greacă au înflorit în noile țări cucerite și progresele în filozofie, inginerie și știință s-au răspândit în mare parte a lumii antice. De o importanță deosebită au fost contribuțiile lui Aristotel, tutorele lui Alexandru, ale cărui scrieri au devenit o cheie de boltă a filozofiei occidentale.
După moartea lui Alexandru în 323 î.Hr., după războaiele diadohilor și împărțirea imperiului lui Alexandru, Macedonia a rămas un centru cultural și politic grec în regiunea mediteraneană, împreună cu Egiptul ptolemaic, Imperiul Seleucid și Regatul Pergam.  Orașe importante precum Pella, Pydna și Amphipolis au fost implicate în lupte pentru putere pentru controlul teritoriului. Au fost fondate orașe noi, cum ar fi Salonic de către uzurpatorul Casandru.  
Declinul Macedoniei a început odată cu războaiele macedonene și ascensiunea Romei ca putere principală mediteraneană. 
În insula Rodos, o statuie înaltă de 33 metri din bronz, numită Colos, a fost construită pentru a celebra apărarea cu succes a orașului împotriva unui atac al lui Demetrius Poliorcetes, care l-a asediat timp de un an cu o mare armată și flotă.
În secolul III î.e.n. s-a evidențiat Arhimede din Siracuza, un învățat al epocii elenistice care a excelat în domenii științifice: matematică, fizică, astronomie, inginerie și filozofie. El a pus bazele hidrostaticii și a explicat legea pârghiilor. I s-au atribuit proiectele unor noi invenții, inclusiv al unor mașini de asalt, precum și șurubul fără sfârșit. Experimente moderne au arătat că Arhimede a proiectat mașini capabile să scoată corăbiile din apă și să le dea foc folosind un sistem de oglinzi. 
Exclamația „Eureka!” este atribuită tot savantului grec antic Arhimede. Se pare că a exclamat "Eureka! Eureka!" după ce a intrat într-o cadă de baie și a observat că nivelul apei a crescut, apoi a înțeles că volumul de apă deplasat trebuie să fie egal cu volumul părții corpului pe care o scufundase.  Arhimede a condus la rezolvarea unei probleme puse de Hiero din Siracuza, cu privire la construirea celei mai mari corăbii din istoria antică, ce avea să fie dăruită Egiptului. 
După prăbușirea Imperiului Seleucid și cucerirea teritoriilor sale de către romani și parți (un popor nomadic din Iran ce a luat locul vechilor perși), Egiptul a rămas ultimul bastion al elenismului, fiind construite Marea Bibliotecă și Farul în Alexandria.  

### Imperiul Roman

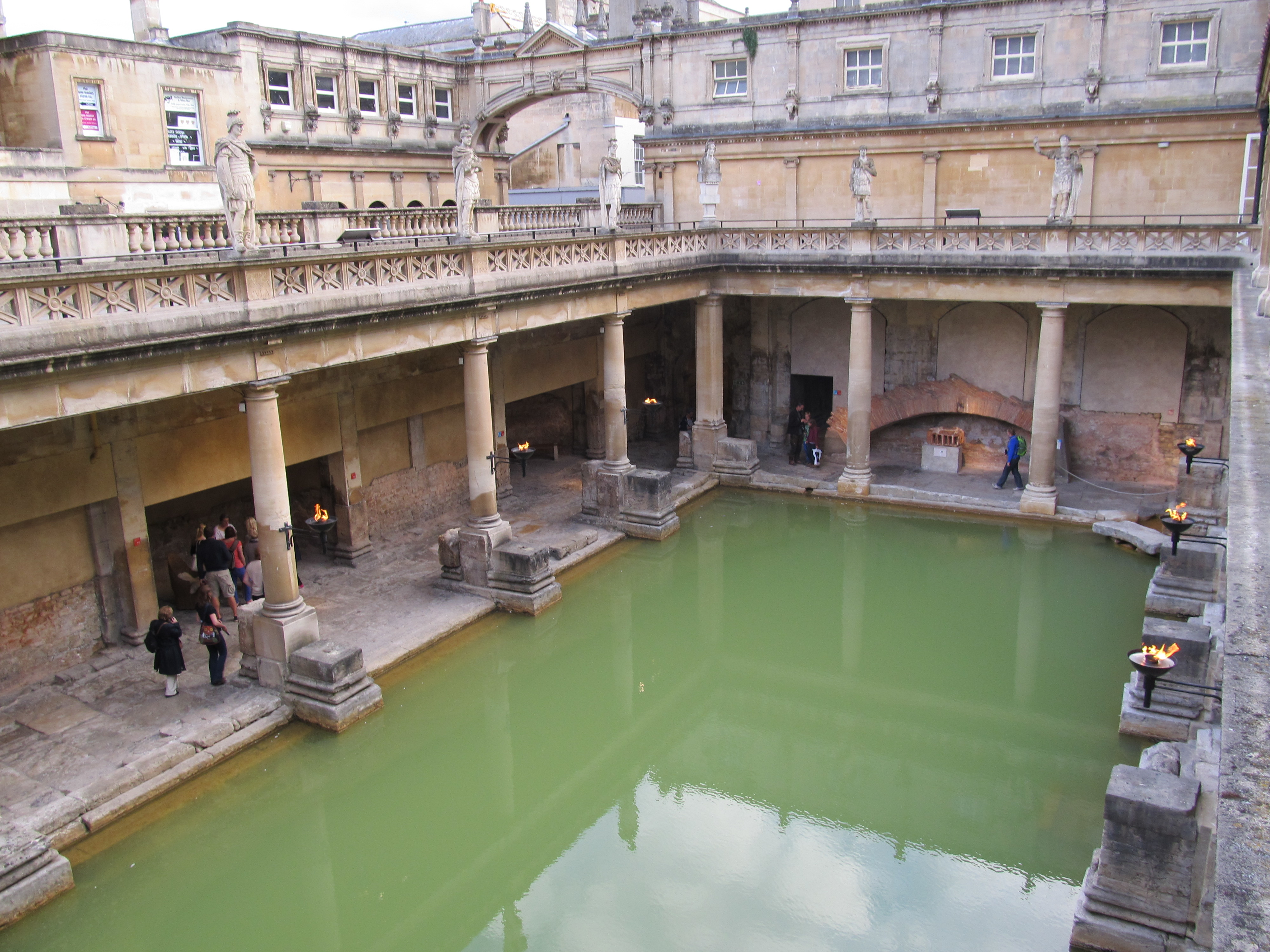
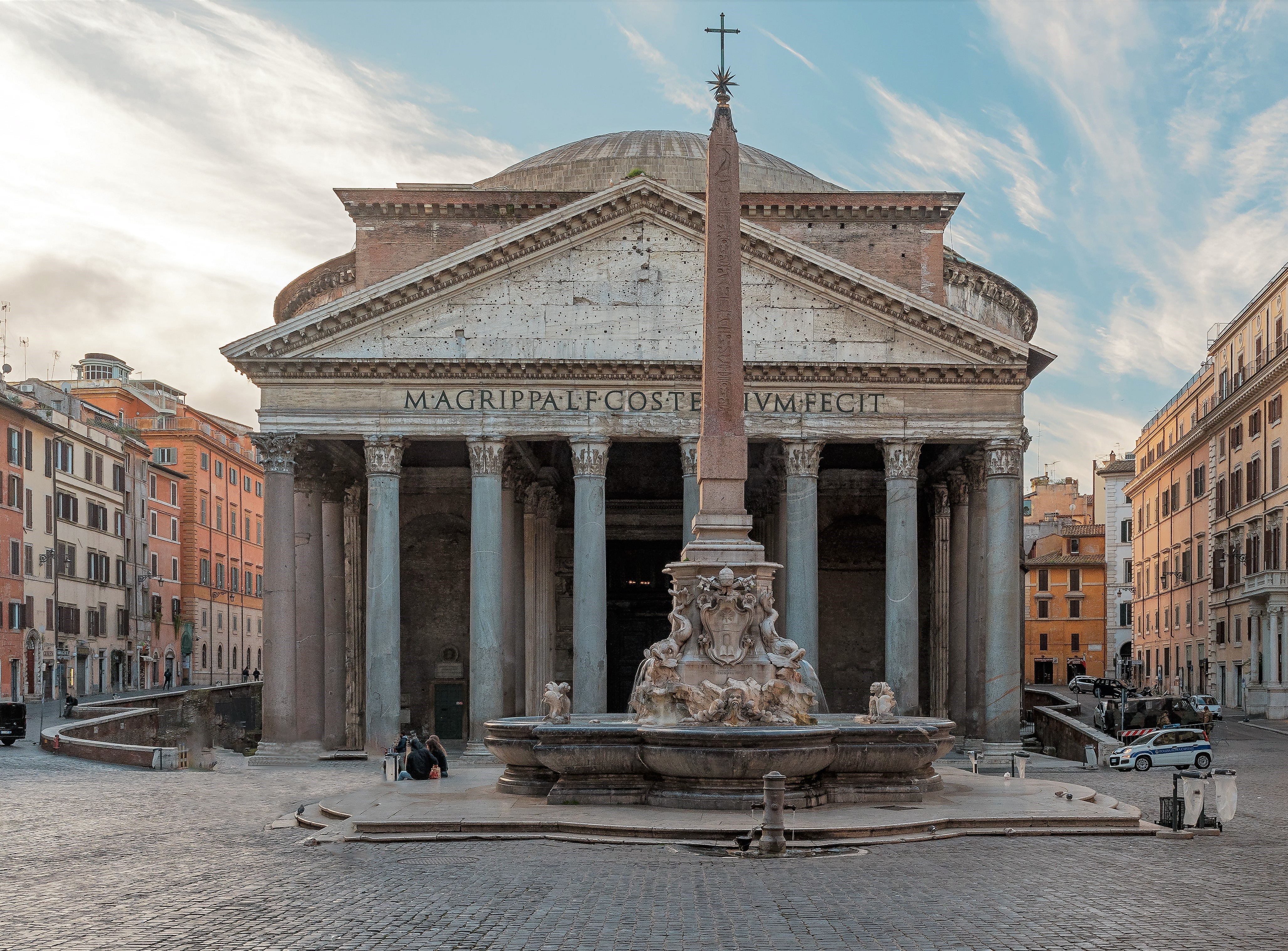
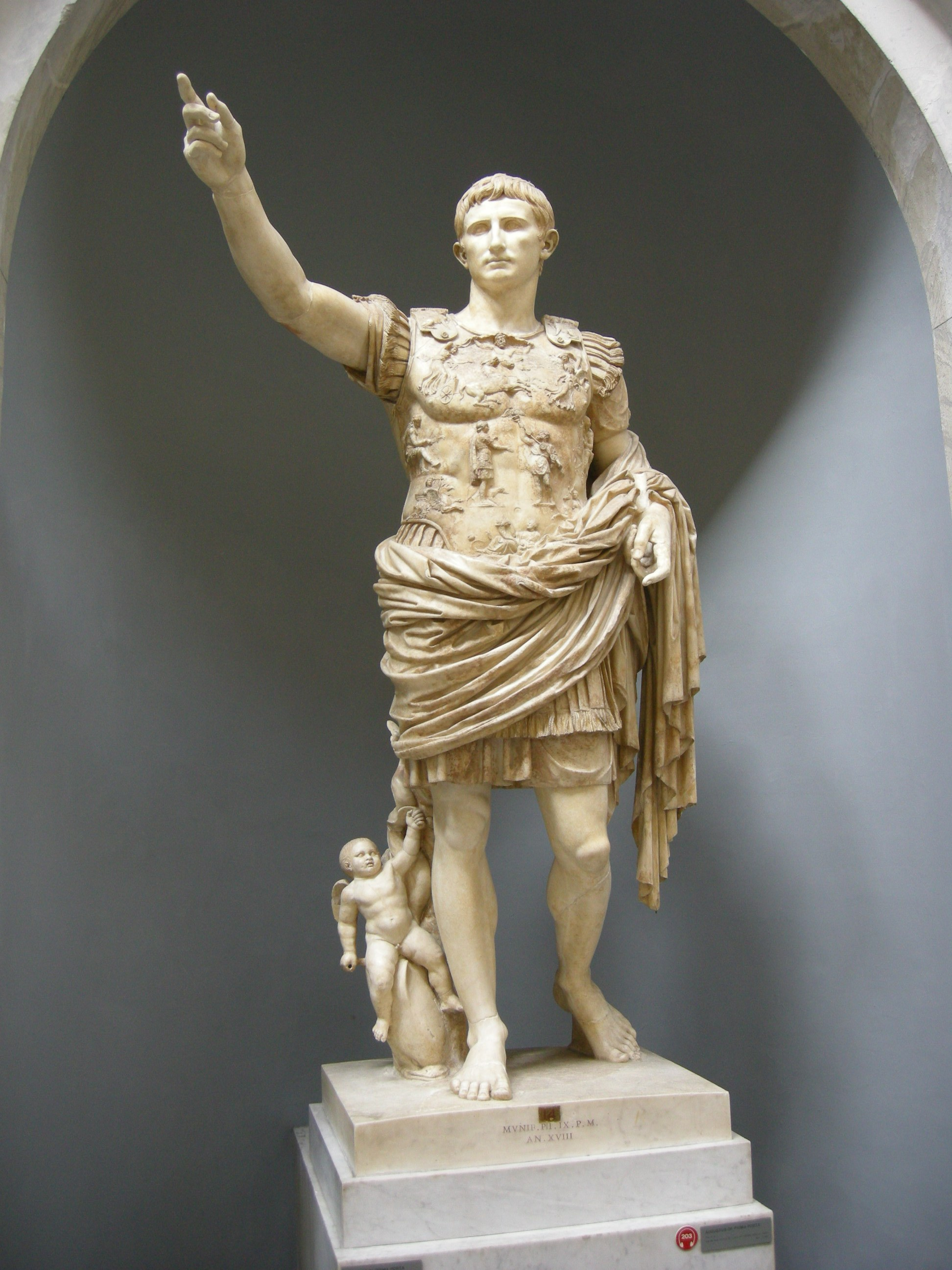
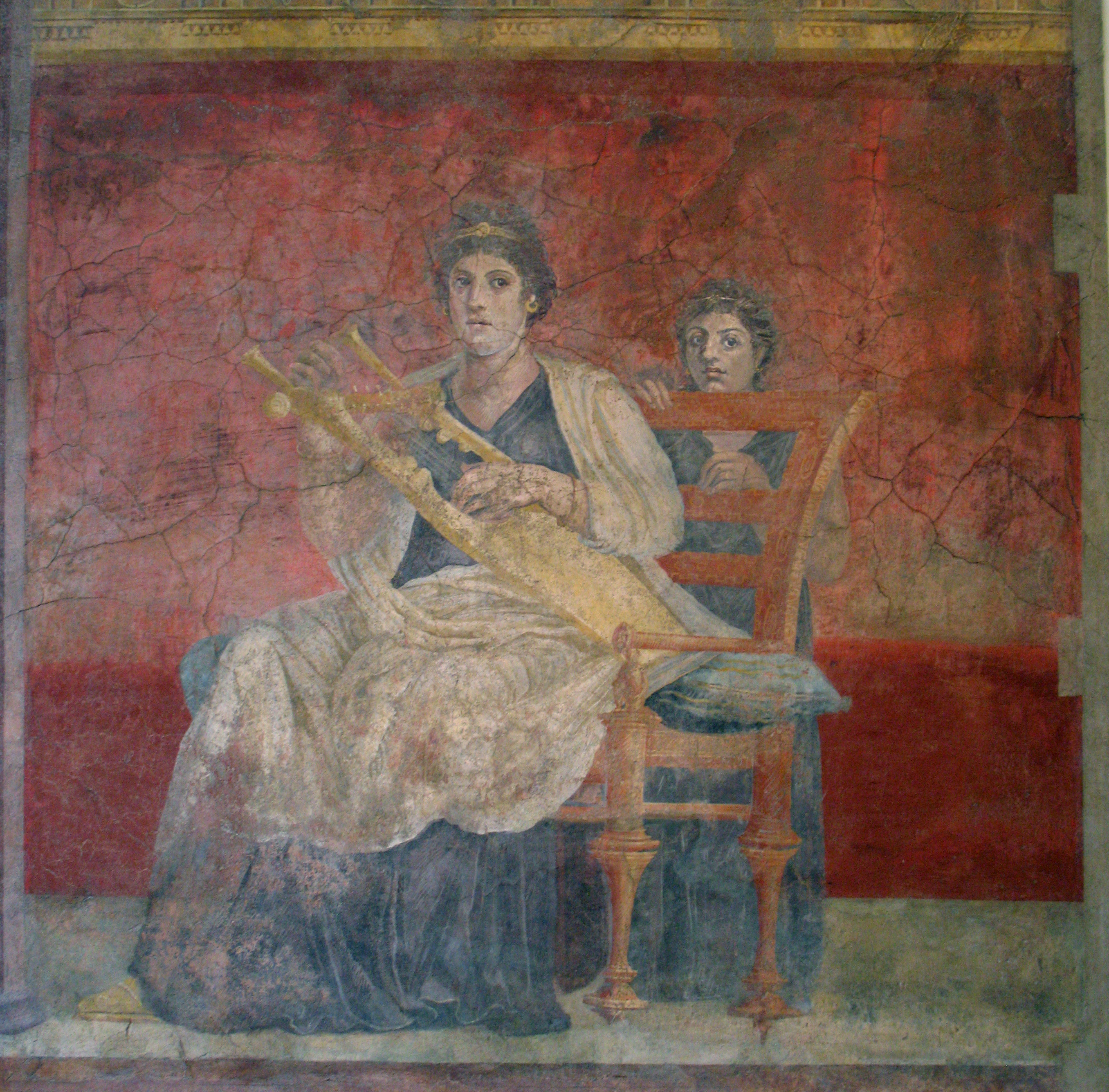
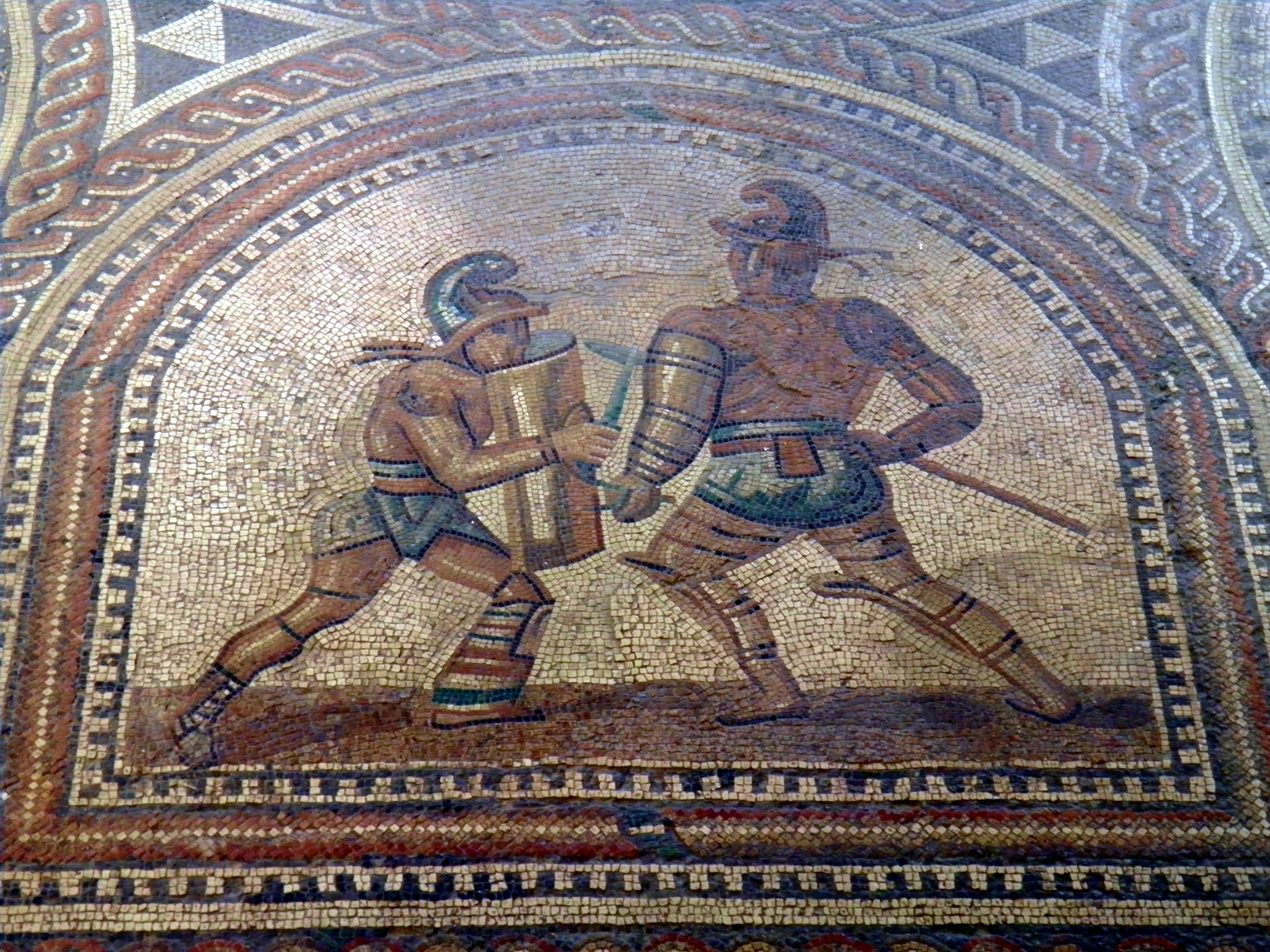
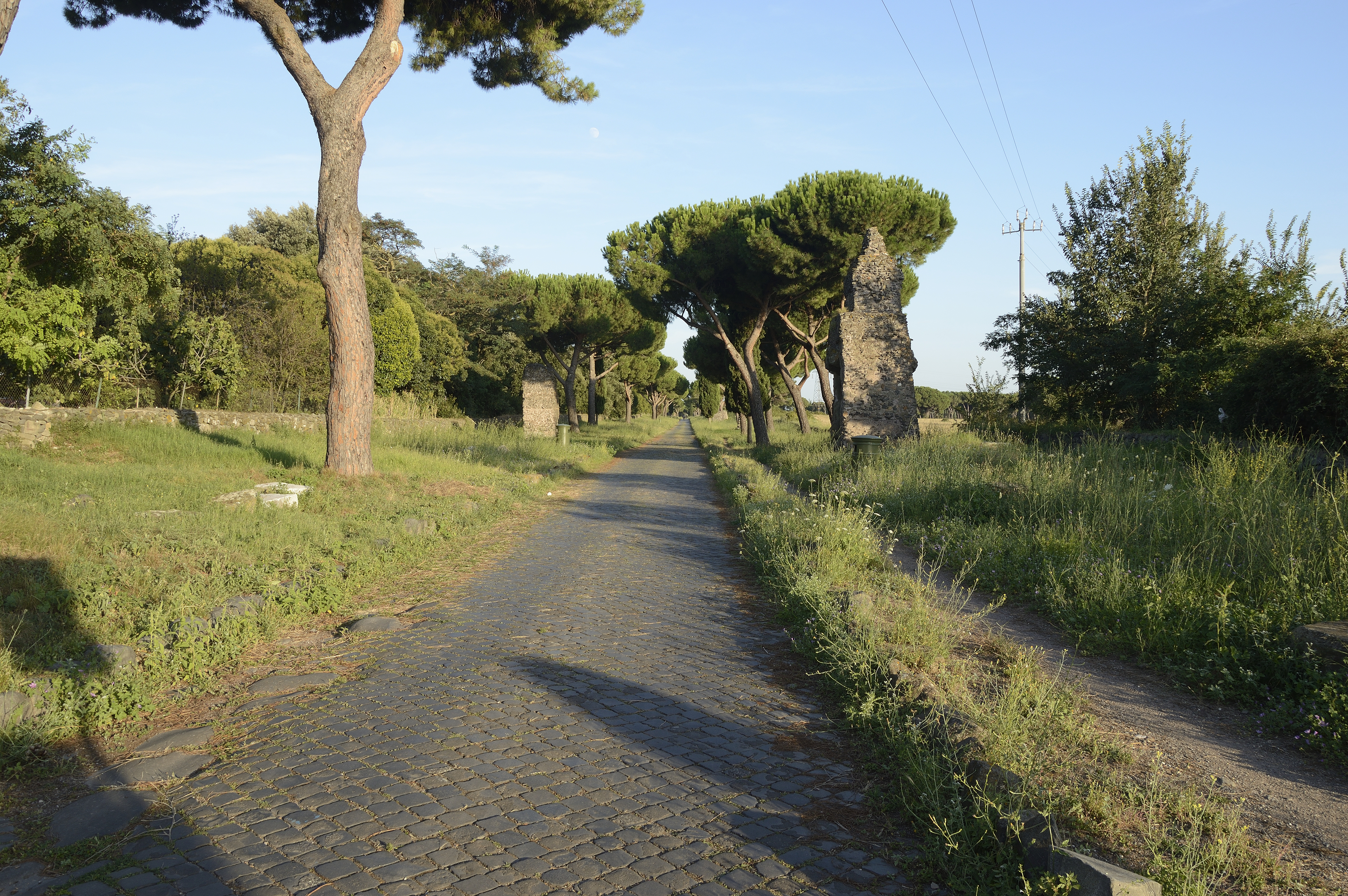
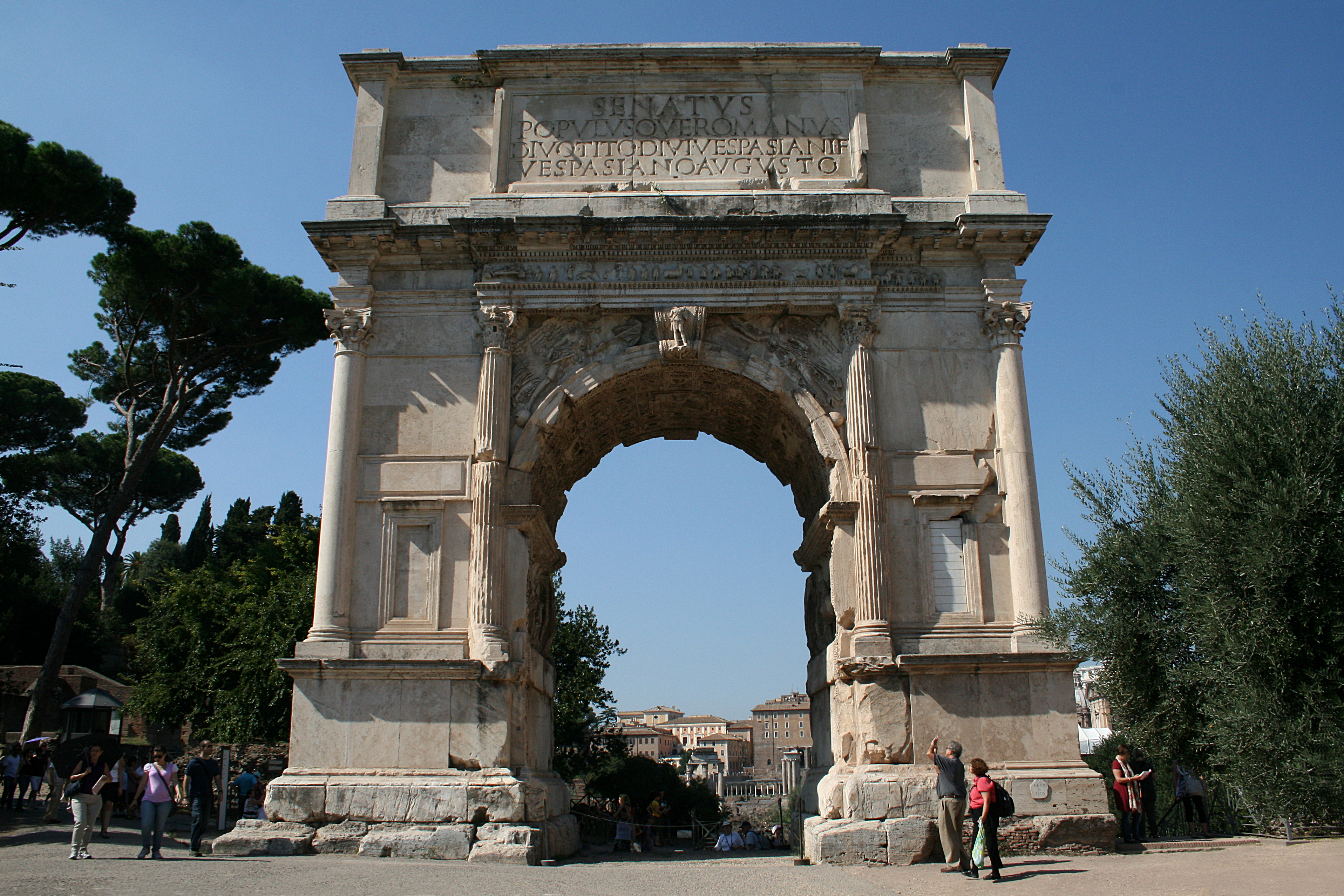

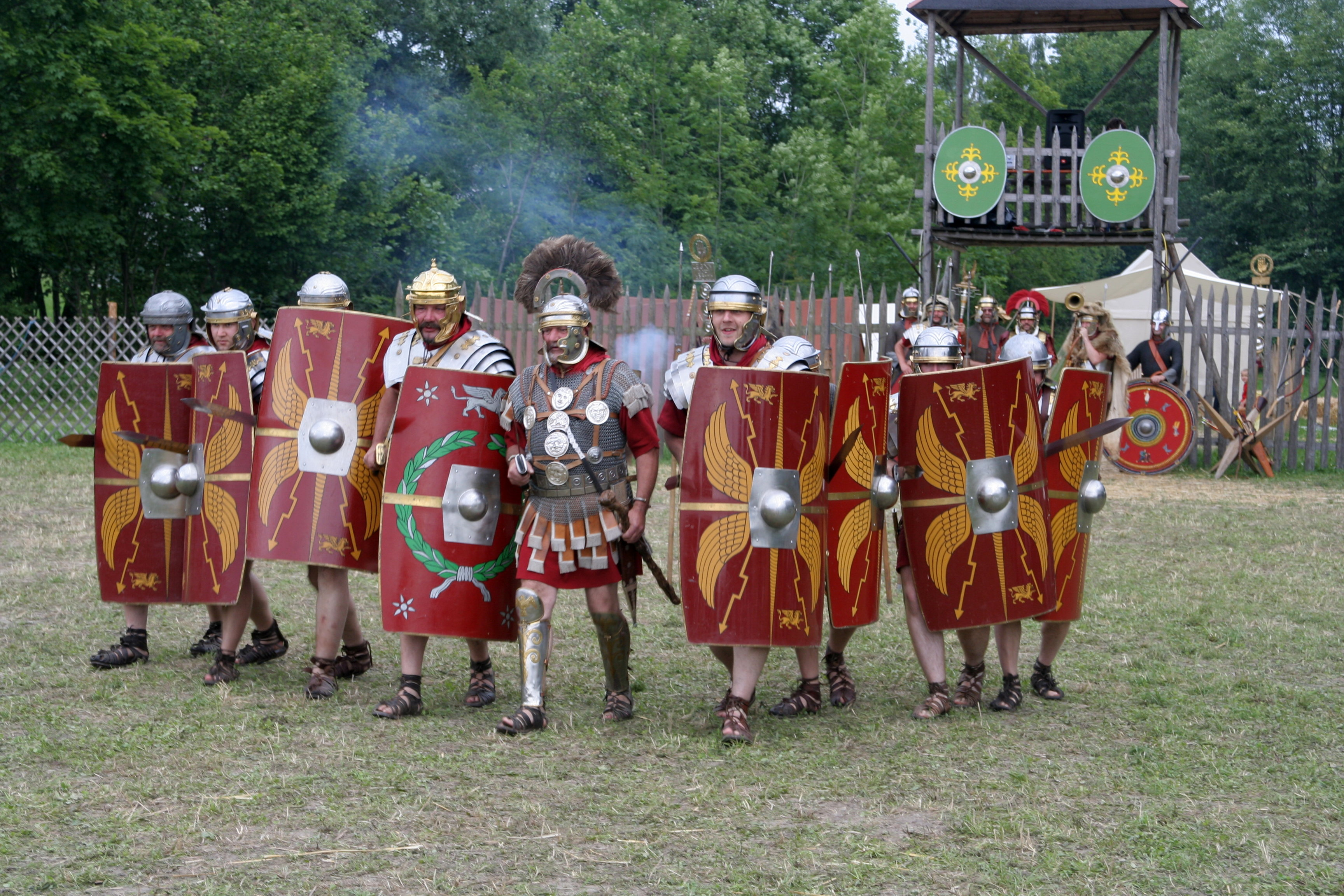
Legiune romana

Înainte sǎ formeze un imperiu, Roma era doar o comunitate formatǎ din mai multe așezǎri etrusce situate între dealurile Palatin, Capitoliu, Quirinal și Esquilin în secolele VIII-VII Î.e.n.. Legenda spune cǎ Romulus este considerat fondatorul Romei. Dupǎ ce a fost condusǎ de o serie de șapte regi, în anul 509 î.e.n., ultimul rege etrusc este înlăturat de aristocrați numiți patricieni care preiau puterea și formeazǎ Senatul. Ia naștere Republica Romanǎ. În secolul V î.e.n., sunt create funcțiile de tribun și Adunarea Poporului-Plebeii. Roma își lǎrgește sfera de influență spre centrul Peninsulei Italice și cucerește orașul etrusc Veii, punând capǎt supremației etrusce. Dar izbucnește lupta de clasǎ dintre patricieni și plebeii lipsiți de drepturi politice. În anul 450 î.e.n., este redactat astfel primul cod roman de legi și cele 12 table. Echilibrul politic între plebei și patricieni este garantat prin crearea consulilor și acordarea accesului plebeilor în viața politicǎ, adoptând modelul grecesc. În secolul IV î.e.n., este construit primul apeduct din Roma, Aqua Appia, pentru a furniza apa proaspǎtǎ orașului. Dar în anul 387 î.en., galii, conduși de Brennus atacǎ Roma. Atacul îi va motiva pe romani să inițieze o politică militarǎ defensivǎ și de expasiune teritorială. Prin numeroase rǎzboaie împotriva damniților, etruscilor și latinilor, Roma devine nucleul puterii în centrul Peninsulei Italice.
Între 264-241 î.e.n. se desfǎșoară Primul Rǎzboi Punic pentru controlul Siciliei și se încheie cu înfrângerea Cartaginei. Odată cu ascensiunea Romei de la oraș-stat la putere mondială se remarcā generalii care devin un pericol pentru echilibrul dintre pozițiile supreme din domeniul politic și militar. Prǎzile bogate de rǎzboi și aprecierea publică transformă arta războiului într-o afacere atractivǎ și aducǎtoare de profit. Sunt create provincile Sicilia, Sardina și Corsica ce presupune trimiterea unor administratori și magistrați care scapǎ de controlul Romei și conduc asemeni regilor, beneficiind de bogățile locale. În 218 î.e.n., comandantul militar cartaginez Hannibal inițiază o campanie spre peninsula italică, traversând Alpii cu armata sa cu zeci de elefanți africani. La capătul a 16 ani de lupte Hannibal părăsește neînfrânt pământul Italiei. La Zama însă, în Tunisia, în ultima bătălie a celui de-al doilea război punic (202 î.Hr.) Hannibal este înfrânt de Scipio, Cartagina semnând, în anul următor, tratatul de pace. Roma se confruntǎ cu Filip V al Macedoniei în cele două războaie macedonene. Îi alungă pe macedoneni din Grecia și anexează Macedonia dupǎ cel de-al treilea rǎzboi macedonean. În 146 î.e.n. Roma asediază și distruge Corintul și Cartagina. Primește Pergamul și înființeazǎ provincia Asia.
În 133 î.e.n., Tribunul Tiberius Gracchus pune presiune asupra Senatului prin solicitǎrile sale fǎcute cu sprijinul plebeilor, amenințând monopolul politic al oligarhilor din Senat. Moartea sa împarte Senatul în douǎ facțiuni: Optimates și Populares. În 81 î.e.n., consulul-general Sylla conduce o campanie împotriva regelui Mitridade VI din Pont. Marius, care a cucerit Numidia și i-a învins teutoni și cimbri, inițiazǎ o reformǎ militarǎ, înlocuind serviciul militar obligatoriu cu o armată de soldați profesioniști. Grație reformelor lui Marius, Sylla își formeazǎ o armatǎ de soldați, dar este destituit din funcția de consul, acrasta fiindu-i acordată lui Marius. Rǎzboiul civil se declanșeazǎ când Sylla îl alungǎ pe Marius și uzurpează funcția de consul, devenind dictator. După ce se retrage, romanii conduc un al doilea război mitridatic. Între anii 73-71 î.e.n., la Capua, un mercenar trac, Spartacus, ajuns sclav-gladiator, se revoltă cu 70.000 de sclavi și traverseazǎ Italia. Rǎscoala sa este înăbușită de trupele romane conduse de Crassus.
Zece ani mai târziu, Iulius Cezar, Cneus Pompeius Magnus și Marcus Licinius Crassus își împart puterea printr-un prim Triumvirat, iar constituția republicii este anulatǎ, marcând declinul republicii. Pompei cucerește Siria, Palestina și Iudeea, și ocupă Imperiul Seleucid, iar Cezar conduce o campanie în Galia și o transformă în provincie romană. Traversează Rubiconul, fǎrǎ sǎ predea trupele și pornește o luptă cu Pompei (sprijinit de Senat) pentru putere. Îl învinge pe Pompei la Bătălia de la Pharsalus. Cezar este ales consul pe viațǎ, ulterior dictator în anul 44 î.e.n, dar este asasinat de un complot senatorial, fiind considerat dușman al idealurilor republicane.

Antoniu, Lepidus și Octavian formeazǎ un al doilea triumvirat. Îi anihileazǎ pe ucigașii lui Cezar la Phillipi și își împart sferele de influență. Dupǎ ce Antoniu se cǎsǎtorește cu regina Egiptului Ptolemeic, începe un conflict dintre el și Octavian, care degenerează într-un rǎzboi civil. Marc Antoniu este învins în bǎtǎlia navalǎ de la Actium și se sinucide, iar ulterior și Cleopatra. Octavian cucerește Alexandria și transformǎ Egiptul în provincie romanǎ.
Octavian înființeazǎ Principatul și devine împǎrat sub titlul de Augustus, Roma ajungând la stadiul de Imperiu. Romanii au construit imperiul cu ajutorul legiunilor sale disciplinate și bine organizate din soldați profesioniști înarmați cu sǎbii gladium, sulițe pilum și scuturi pentru apǎrare și atac. În asedii utilizau catapulte și turnuri de asedii. Legionarii erau grupați în lupte în formația de luptǎ testudo, devenind mașini de rǎzboi mult mai puternice decat falangele macedonene. Cucereau teritorii pentru metale prețioase ca plumbul utilizat în construirea apeductelor; fier, bronz și staniu pentru arme și unelte; lemn pentru construcții, sclavi pentru forțǎ de muncǎ în minerit și construcții; și aur și argint pentru a-și plǎti soldații. Modelul economic roman consta în cuceriri si bǎtǎlii, și exploatarea resurselor din teritoriile cucerite. Peste 50% din trezoreria Romei era investită în armata romanǎ, dublu peste bugetul militar al SUA de azi. Soldații romani nu erau doar mașini de ucis, ci constructori de drumuri, castre și poduri. Drumurile romane erau căi de comunicație ale rețelei rutiere create de romani. Deoarece erau cel mai adesea construite în linie dreaptă, ele permiteau parcurgerea mai rapidă a distanțelor decât pe vechile drumuri sinuoase din Imperiul Roman, pornind de la Roma.Drumurile legau între ele cetățile din toate punctele Italiei, apoi ale Imperiului, cu centrele de decizie politice sau economice. Ele permiteau deplasările ușor practicabile pentru epocă, ale trupelor sau negustorilor și curierilor. Marea acoperire oferită de drumurile romane a condus la crearea dictonului popular: „Toate drumurile duc la Roma” . Rețeaua de drumuri a permis expansiunea economică a Imperiului, apoi, în perioada de decădere a acestuia, a ușurat marile invazii.
Roma nu s-a remarcat numai datorită luptelor, ci și datoritǎ ingeniozitǎții sale. Romanii beneficiau de aprovizionare cu apă și de canalizare în casele lor dacă plǎteau o taxǎ în funcție de dimensiunea conductelor și de utilizare. 11 apeducte aduceau 200 milioane de litri de apa în oraș, în fiecare zi, alimentând 1300 de fântâni și 144 de toalete publice, 850 de bǎi termale și doar 11 publice, cea mai mare acoperind 32 de acri. Romanii utilizau apele pentru evacuarea deșeurilor. Marele canal de evacuare a deșeurilor din Roma antică se numea „Cloaca maxima” care este utilizată și azi. Monte Testaccio, care a fost primul depozit de gunoaie, avea 115 metri înǎlțime și cuprindea 53 de milioane de piese de gunoaie. Hipocaustul a fost primul sistem de încălzire centrală bazat pe încălzirea în pardoseală, utilizat în Roma antică, în special în terme. Roma angaja curățători de străzi, gardieni de trafic, pompieri și directori funerali ca să-i îngroape pe romanii decedați în afara zidurilor orașului. Cetățenii romani beneficiau de servicii poștale și chiar de ziare cotidiene. Roma a fost unul dintre cele mai mari și dezvoltate orașe din antichitate, devenind primul mega-oraș din istorie. Roma a avut 1 milion de locuitori în anul 1. A trebuit sǎ treacǎ 1800 de ani ca populația acesteia sǎ fie depǎșitǎ de numărul locuitorilor Londrei. Primele apartamente romane aveau 5 etaje. Forul lui Traian a fost primul "Shopping Mall", care avea 4 etaje înălțime și cuprindea 150 de magazine și birouri.
Prima formă de ciment a fost descoperită de către romani. Înlocuind calcarul cu marne și marnocalcare în cuptoarele de obținere a varului și crescând temperatura de ardere, au obținut un material care, fin măcinat și amestecat cu cenușă vulcanică, este considerat primul ciment din istorie („caementum”). Amestecul s-a numit și ciment puzzolanic după numele localității Pouzzolli de lângă Vezuviu, de unde s-a exploatat prima dată cenușa vulcanică. Rețeta cimentului a fost uitată după decăderea Imperiului Roman pânǎ în secolul XVI. Pânǎ în secolul XIX, Panteonul din Roma a rǎmas cea mai mare clǎdire din ciment din lume, fiind o clădire din Roma (Italia), comandat de Marcus Agrippa ca un templu pentru toți zeii din Roma antică. Circus Maximus a fost cea mai mare arenǎ sportiva din istorie, fiind destul de largǎ cât sǎ cuprindā 5 stadioane Yankee. Colosseum, marele amfiteatru construit în anul 80 în care se organizau luptele dintre gladiatori, putea găzdui 50 000 de spectatori care puteau ieși afarǎ în numai 15 minute dupa încheierea spectacolelor. Ocazional, arena era umplutǎ cu apă și se desfășurau simulările bătăliilor navale.
Gladiatorii erau sclavi fortați și antrenați sǎ lupte, dar mulți erau oameni liberi în căutare de faimă și glorie. Gladiatorii erau considerați și favorizați de spectatori ca fiind " celebrități" antice. Mulți mureau inainte să împlinească 30 de ani. Cei care câștigau luptele dupǎ o vreme nu erau numai eliberați, ci deveneau faimoși. Imperiul Roman menținea relații comerciale cu Imperiul Han în mod indirect, romanii fiind mari amatori de mătase, după ce ei o achiziționaseră, pe la începutul erei creștine, de la parți și indieni care o cumpǎrau de la negustorii ce cǎlǎtoreau prin îndepǎrtatul Orient. Secretul producerii mǎtǎsii avea sǎ rǎmânǎ în continuare ascuns. Numeroase alte produse erau transportate pe aceleași rute: pietre prețioase și semiprețioase, porțelanuri, stofe de lână sau de in, ambră, fildeș, lac, mirodenii, sticlă, coral, metale prețioase și arme etc. Perioada de glore a lui Augustus este urmatǎ de o perioadă de agitație: în anul 9, trei legiuni romane sunt distruse de o ambuscadǎ a triburilor germanice. Timp de patru ani, Roma a fost supusǎ regimului sadic a lui Caligula.
În vremea împăratului Claudius (41-54) imperiul s-a extins în Britania, iar după o scurtă criză în vremea împăratului Nero (54-68) și Anul celor patru împărați, imperiul și-a atins maxima întindere în vremea împăratului Traian (98-117). Traian a cucerit Dacia, Mesopotamia și părți din Arabia. Împăratul Hadrian (117-138), succesorul lui Traian, a decis însă să abandoneze Mesopotamia și părțile Daciei de est (care fuseseră incluse în provincia Moesia Inferior). După aceasta a urmat o perioadă de pace, cu excepția unor conflicte militare din vremea împăratului Marcus Aurelius (161-180).
În anul 212 împăratul Caracalla (211-217) a oferit cetățenia romană tuturor oamenilor liberi din imperiu. În pofida acestor măsuri, secolul III a fost dominat de o perioadă de anarhie militară, în timpul căreia unele legiuni își proclamau comandanții ca împărați, și au avut loc foarte multe războaie civile. În această perioadă împăratul Aurelian (270-275), care a avut meritul să restaureze integritatea imperiului (deoarece în urma conflictelor civile se formase în vest un imperiu galo-roman și în est unul palmyrean), a decis să abandoneze, în 271, provincia Dacia. Aceasta se justifica strategic, prin ideea scurtării frontului plin de conflicte cu populațiile migratoare barbare de pe linia Dunării de Jos.
Criza secolului III se consideră că a luat sfârșit cu Dioclețian (284-306). Acesta a inițiat o serie de reforme care au schimbat fața imperiului. Cu el se consideră că începe perioada dominatului (marcând sfârșitul perioadei principatului, care începuse cu Augustus), împăratul devenind în mod oficial un monarh autocrat. A reorganizat administrația in mai multe prefecturi și dioceze, și va împarți imperiul (în 286), el luând răsăritul (linia de împărțire fiind între Italia și Dalmația), având capitala la Nicomedia. Va instaura și Tetrarhia prin care imperiul va fi condus în continuare de 2 Auguști și 2 Cezari, câte un August și un Cezar pentru fiecare parte (apus și răsărit).
În urma unor războaie civile împăratul Constantin I (306-337) va reunifica imperiul. În 313, el va da un edict de toleranță religioasă, la Mediolanum, în urma căruia creștinismul va deveni o religie favorizată (până atunci fusese persecutată de foarte multe ori, în special în vremea lui Dioclețian), iar în 325 la Niceea, s-a ținut primul sinod ecumenic, la care arianismul a fost recunoscut ca erezie (deși se pare ca la acea vreme, Constantin îi favoriza mai mult pe arianiști). În 330 el va înființa o nouă capitală pe locul vechiului oraș Bizanț. Aceasta capitala va avea inițial numele oficial "Roma Secunda" (a doua Roma), mai târziu va deveni "Roma Nova" (Noua Romă), însă orașul va deveni cunoscut popular cu numele de "Constantinopol" (orașul lui Constantin). În 332, Constantin va duce o campanie contra vizigoților la nord de Dunăre, restaurând pentru o vreme niște părți din fosta provincie romană Dacia.
În 364, imperiul a fost iar împărțit de Valentinian I (364-375) care a luat occidentul și a dat orientul fratelui sǎu Valens (364-378). În vremea lui Valens, vizigoții fiind atacați de huni, au cerut azil în imperiu, dar apoi datorită modului migrant de viață și dificultăților de adaptare la condițiile grele de aprovizionare de la sud de Dunăre, s-au revoltat contra romanilor, învingându-i în 378 în bătălia de la Adrianopol. Ultimul împărat care va conduce o scurtă vreme întreg imperiul, va fi Theodosius I (379-395), numai din anul 394. Acesta va proclama Creștinismul ortodox (adică nearianist), ca religie oficială în 380, iar în 381 va fi ținut la Noua Romă, Constantinopol, al doilea sinod ecumenic. În 395, imperiul va fi împărțit fiilor lui Theodosius, Arcadius (395-408) în Răsărit), iar Honorius (395-423) în Apus. În vara anului 410, vizigoții la comanda lui Alaric I au jefuit Roma.

## Europa Medievală
Începând cu secolul V, Imperiul Roman de Apus a fost obiectul unei serii de invazii barbare care au dus la divizarea continuă și îndepărtarea de Imperiul Bizantin, care va supraviețui încă un mileniu.
În secolul VII are loc expansiunea arabilor pe coastele Mediteranei, inclusiv în Sicilia și Spania. Simultan, Europa fostului Imperiu Roman de Apus își continuă involuția, împărțindu-se în mici entități locale cu o economie bazată pe agricultură (feudalism). În Occident, singura autoritate cu o organizare centralizată era Biserica Catolică, ce avea o influență temporară din ce în ce mai mare și un rol de continuitate privind cultura latină.

Acvila bicefală, simbol al Sfântului Imperiu Roman de Neam German

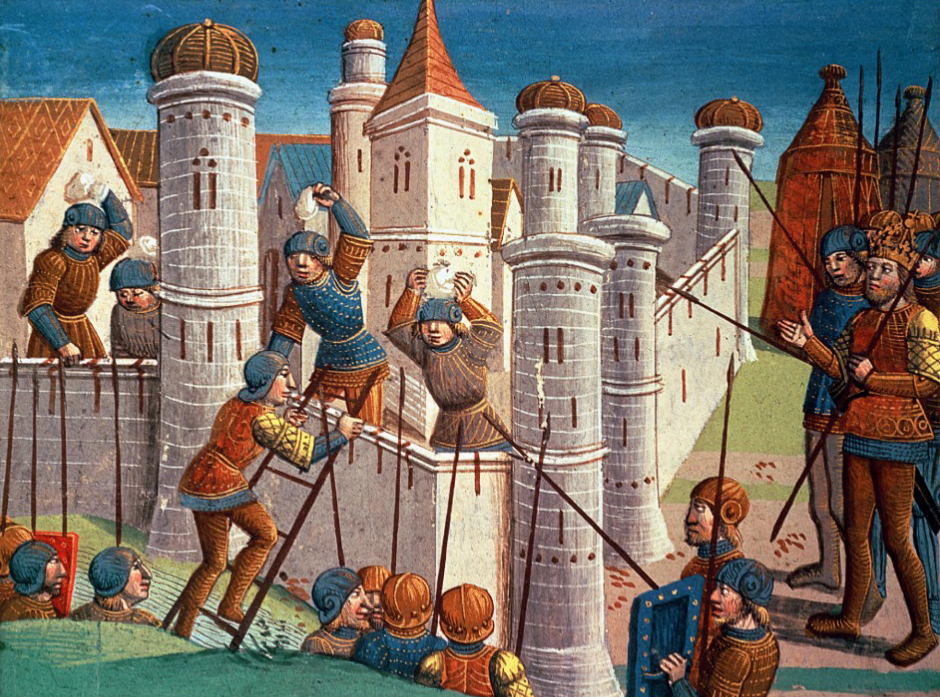
„Asediul Constantinopolului” (pictură, cca. 1499)

O primă reunificare se face prin Sfântul Imperiu Roman de Neam German, care apare în jurul anului 800 când Carol cel Mare, rege al francilor, își extinde domnia din Franța în partea occidentală a Germaniei și în partea nordică a Italiei. În partea centrală a Italiei prinde viață un stat ecleziastic sub conducere papală.

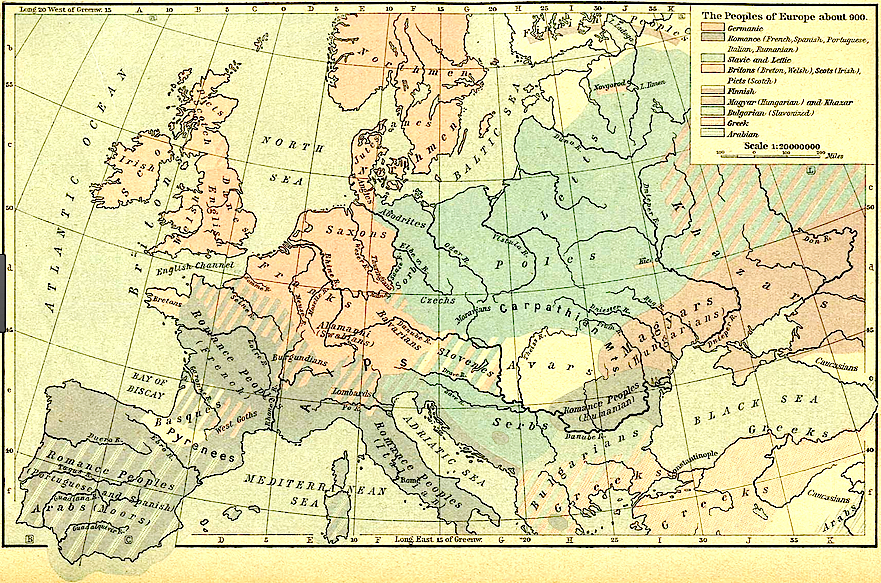
Europa în 900

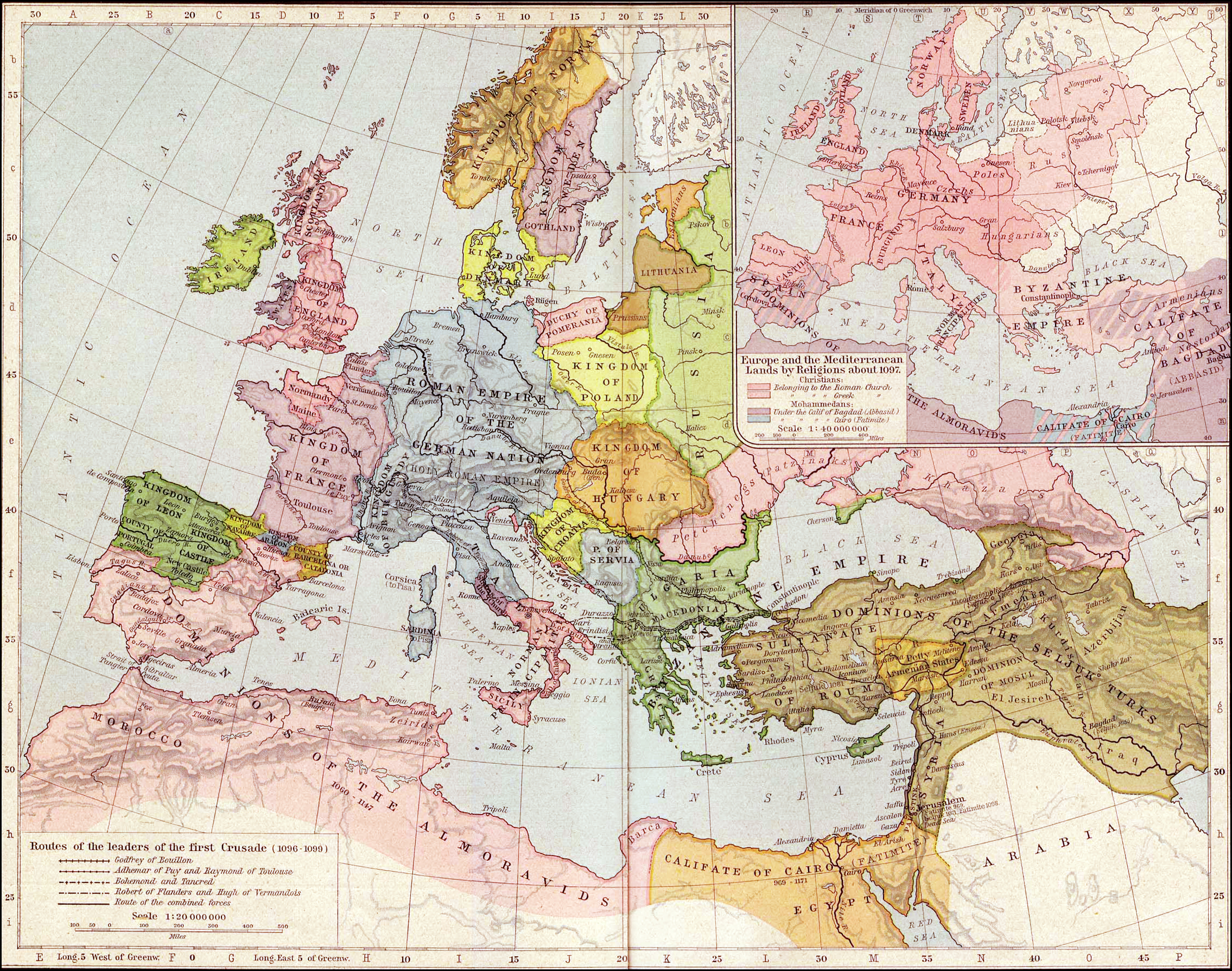
Europa în 1097

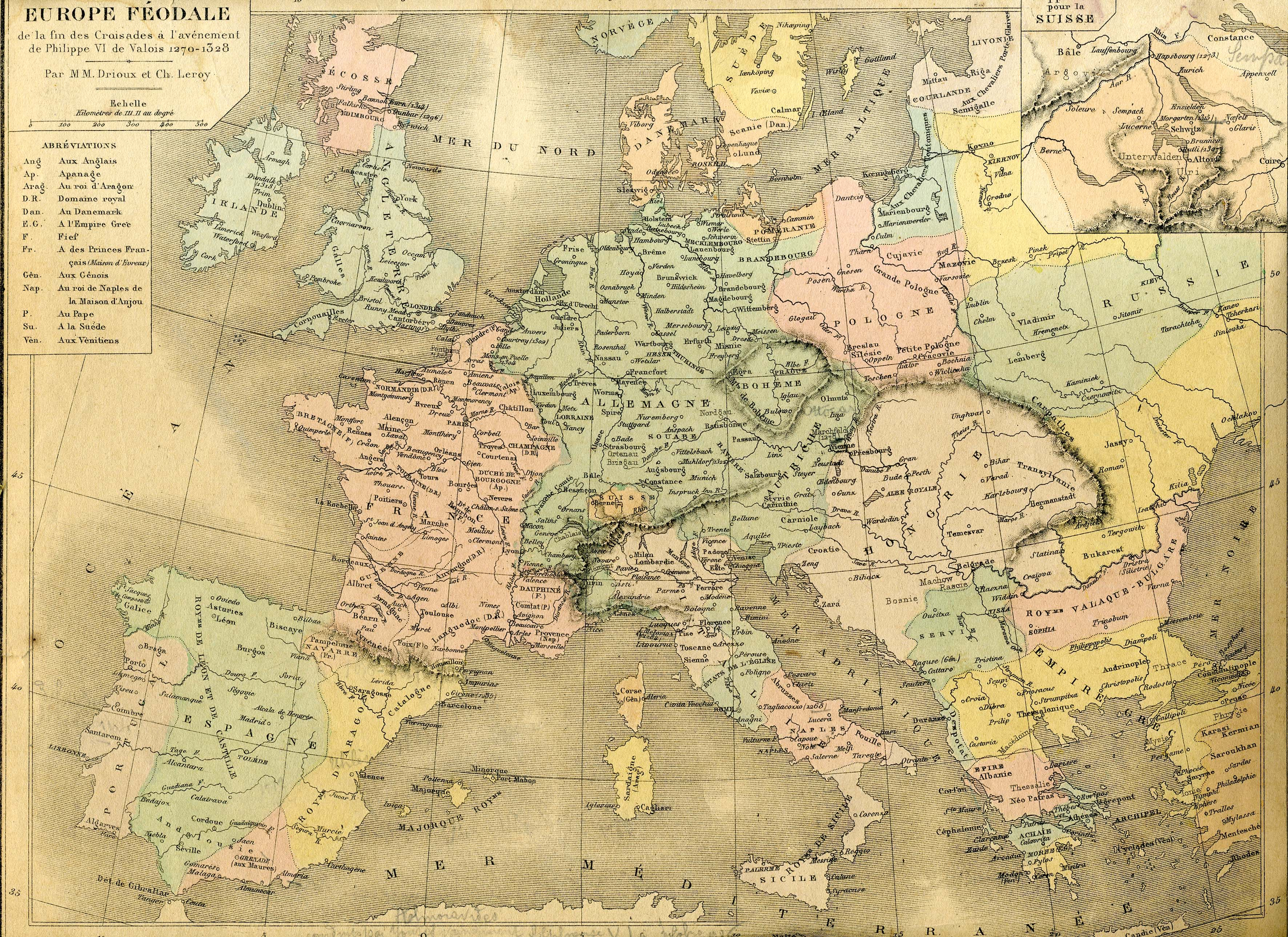
Europa în sec. XII-XIV

Papa își va arăta puterea sa politică impresionantă, prin declanșarea cruciadelor. Tot cu acordul papilor s-au înființat și ordinele militar-religioase (de exemplu, Cavalerii Ioaniți).
În Evul Mediu târziu apar semnalele unei renașteri culturale și comerciale în Europa occidentală, odată cu afirmarea unor importante orașe-stat (ca Veneția și Florența, în secolul XI). În același timp, încep să se formeze primele state naționale (dintre care Franța, Anglia,  Spania și Portugalia).
Pe de altă parte, Sfântul Imperiu Roman își continuă fragmentarea într-o serie de feude italiene și germane, sub autoritatea formală a împăratului.
Degradarea condițiilor de viață în Europa a făcut posibilă, în secolul XIV, epidemia de ciumă, ce a redus cu o treime populația din unele țări occidentale.
Unii istorici consideră sfârșitul Evului Mediu ca fiind căderea Constantinopolului și a Imperiului Bizantin, în 1453, sub stăpânirea turcilor otomani. Aceștia vor păstra orașul, redenumit Istanbul, capitală a Imperiului Otoman, ce va dura până în 1919 și care va cuprinde chiar și Egiptul, Siria și mare parte din Balcani.

## Renașterea în Europa

Sandro Botticelli, „Nașterea lui Venus”, Galleria degli Uffizi, Florența

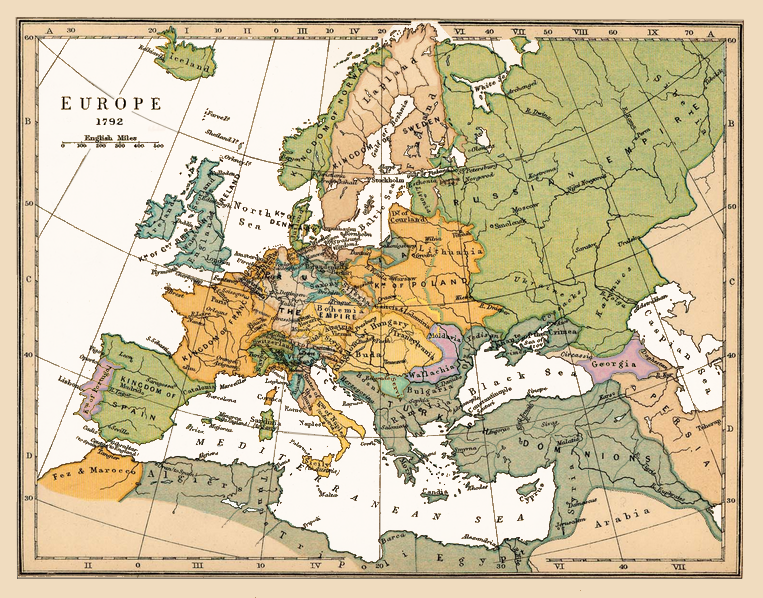
Europa în anul 1792

Statele care s-au format la finele secolului XV continuă să-și mărească puterea, în timp ce Biserica, din cauza corupției și a conflictelor interne, pierde din ce în ce mai multă putere. După Reforma protestantă a lui Martin Luther, din 1517, Europa a fost traversată de o serie de curente, prin care motivele religioase justificau deciziile politice.
În același timp, națiunile europene (Spania și Portugalia, urmate de Franța, Anglia și Țările de Jos), încep o expansiune colonială în Asia, Africa și America, aceasta din urmă după ce a fost descoperită de Cristofor Columb, în 1492.
Zona Mării Baltice este teatrul unor lupte între Suedia, Polonia și Rusia, ce reușește să-și anexeze Finlanda și partea orientală a Poloniei.

## Europa Industrială
Refuzul lui Ludovic al XVI-lea de a-și împărți puterile cu așa-numita stare a treia a dus, în 1789, la izbucnirea Revoluției Franceze, care va marca sfârșitul monarhiei absolute franceze și instaurarea republicii, în 1791.

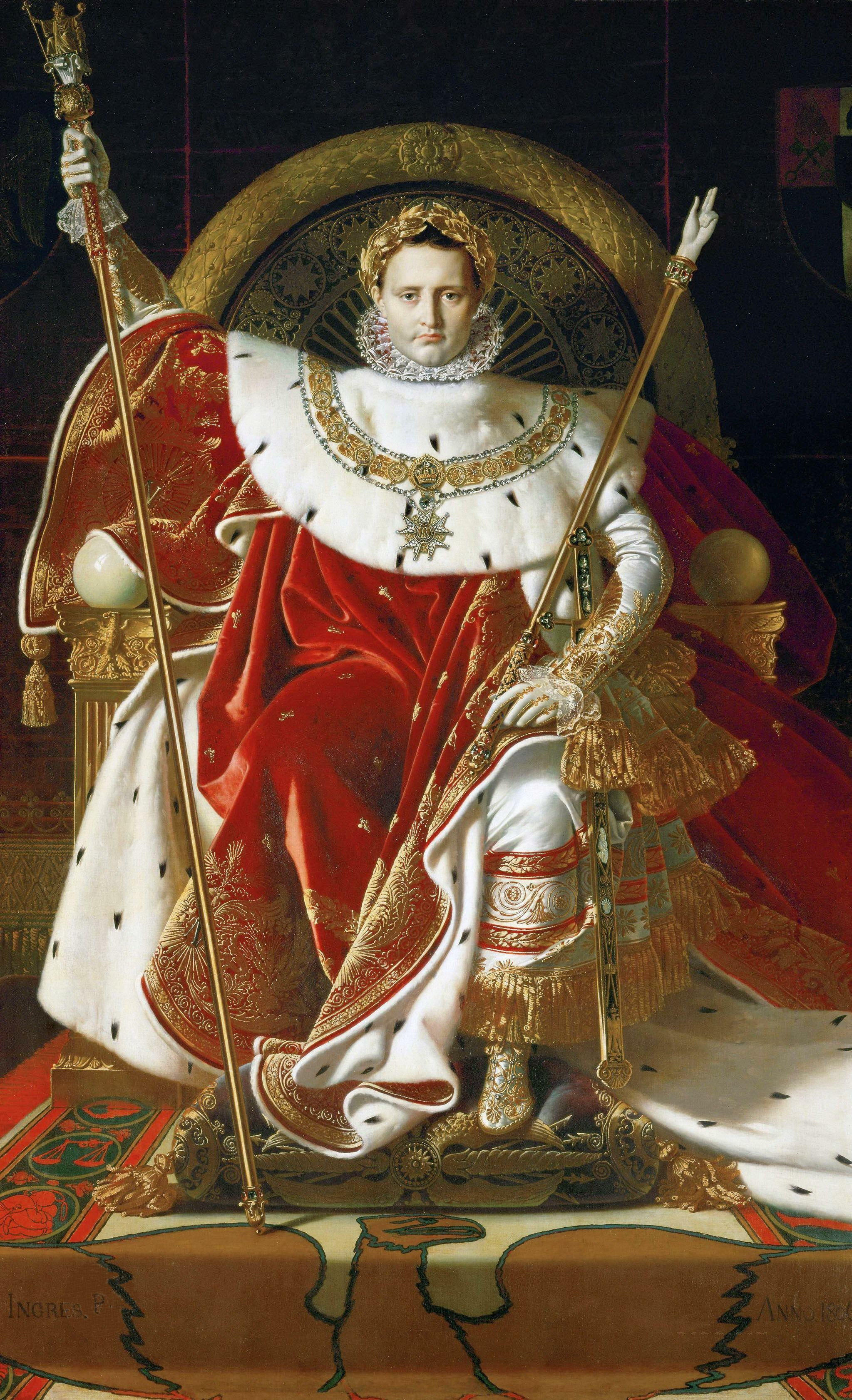
Napoleon ca împărat.

Afirmarea principiilor guvernării democratice și reacția puterilor europene la preluarea puterii de către generalul Napoleon Bonaparte, care a întreprins o serie de campanii militare victorioase împotriva marilor puteri europene ale timpului: Austria, Rusia, Prusia și Anglia. Primul imperiu francez este abolit în 1815 după înfrângerea lui Napoleon la Waterloo.
Între 1815 și 1849 Europa se află între absolutism și liberalism, perioadă în care Europa trece prin anumite schimbări, care duc la revoluția de la 1848-1849. Destrămarea Imperiului napoleonian a pus problema reorganizării politico-teritoriale a Europei. În acest scop, puterile învingătoare au convocat Congresul internațional de la Viena (septembrie 1814 - iunie 1815). Rezultatul negocierilor a fost așa numitul "Act final", adoptat la 9 iunie 1815 și semnat de reprezentanții Angliei, Rusiei, Prusiei, Austriei, Franței, Suediei și Portugaliei.
Prin prevederile politice și teritoriale ale „Actului final”, Congresul a urmărit izolarea Franței și împiedicarea răspândirii ideilor Revoluției franceze. În această direcție, documentul consacra principiul legitismului, prin care oamenii de rând aveau mai puține drepturi și progrese economice frânate.
Restaurația formelor puterii anterioare revoluției franceze nu a dispersat aspirațiile liberale ale popoarelor europene. La aceasta se adaugă fie transformările sociale legate de Revoluția industrială, fie renașterea mișcărilor naționale. Consecință a acestui fapt, perioada dintre 1815 și 1871 a fost marcată de o serie de acțiuni revoluționare și războaie de independență, care au dat naștere unor state naționale, ca Italia, Germania și România.

## Europa Modernă

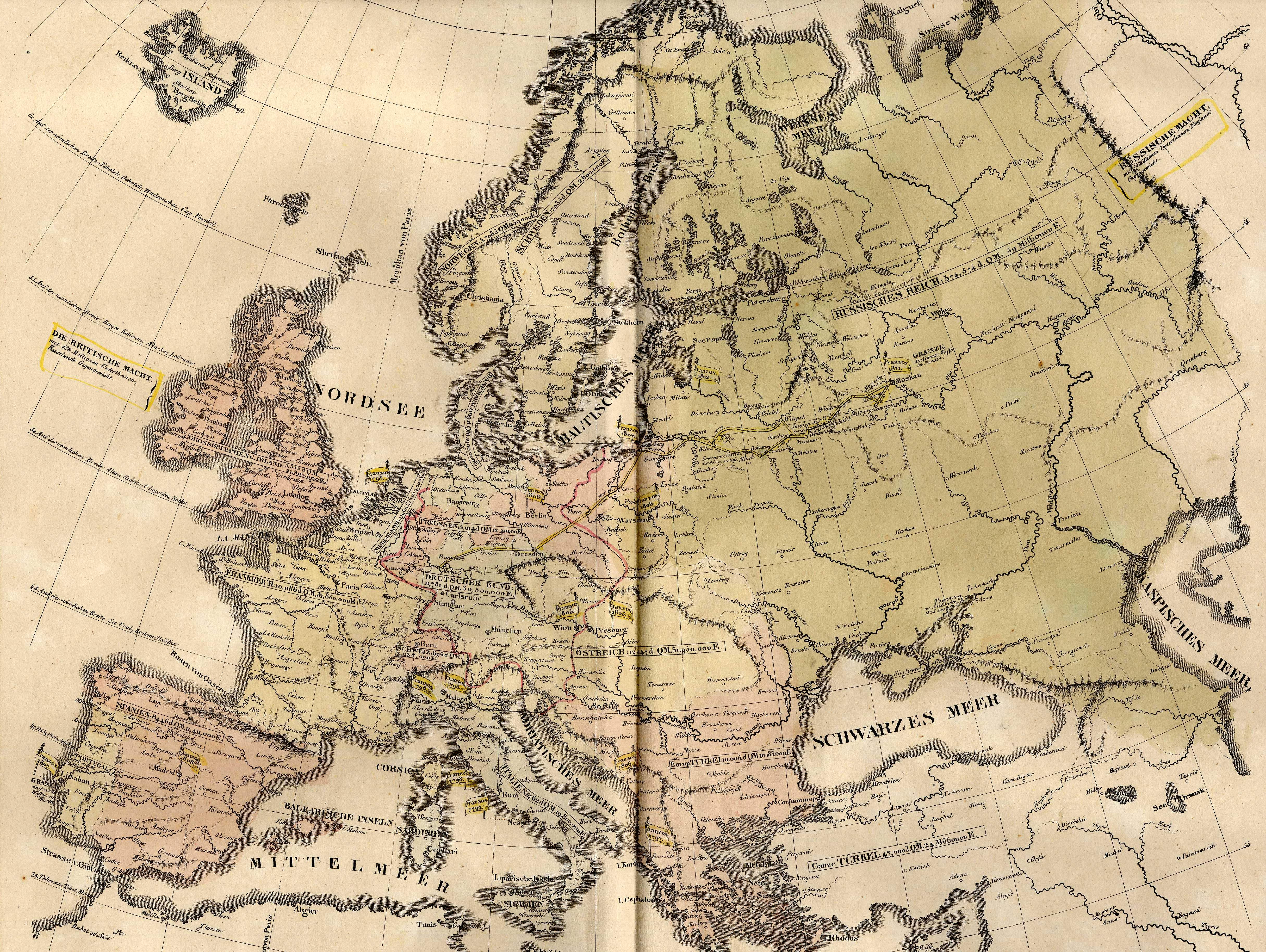
Europa în anul 1828

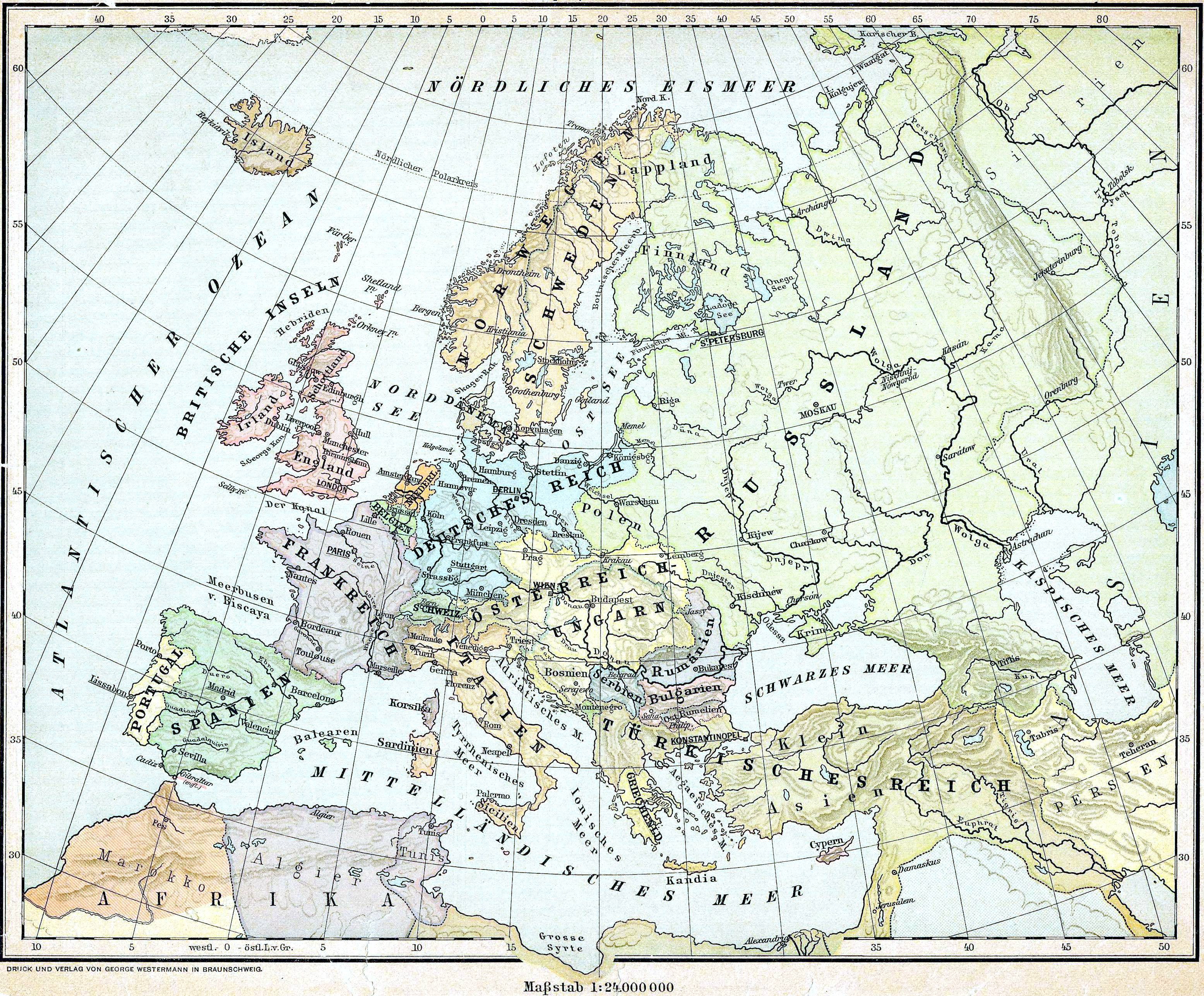
Europa în anul 1899

După perioada relativ pacifistă, tensiunile dintre puterile europene vor duce, în 1914, la izbucnirea Primului Război Mondial. Pe de-o parte, sunt Puterile Centrale: Germania și Austro-Ungaria, (aliate și cu Bulgaria și Imperiul Otoman), de partea cealaltă, Antanta: Franța, Regatul Unit și Rusia (aliate cu Serbia), la care s-au adăugat  Italia - în 1915, România - în 1916 și Statele Unite ale Americii (SUA) - în 1917. Rusia s-a retras din cauza Revoluției bolșevice din octombrie 1917. Antanta învinge în toamna lui 1918.
Tratatul de la Versailles din 1919 impunea condiții severe statelor învinse, cu deosebire Germaniei, acuzată că a provocat războiul. Prin dezmembrarea imperiilor german, austro-ungar și rus, s-au format noi state, precum Polonia, Cehoslovacia și Iugoslavia. Una dintre consecințele inevitabile ale primei conflagrații mondiale a fost agravarea problemelor economice, în deceniul III al secolului XX, care va culmina cu marea criză economică din anii 1929-1933. Tensiunile generate de această criză au adus la putere mișcări extremist-naționaliste, ca fascismul (în Italia - 1922) și nazismul (în Germania - 1933).
După semnarea Pactului de Oțel cu Italia și a unui pact de non-agresiune cu Uniunea Republicilor Socialiste Sovietice (URSS), Germania a dat startul, în septembrie 1939, celui de-Al Doilea Război Mondial prin invadarea și înfrângerea Poloniei, apoi, în 1940, a Iugoslaviei, Greciei, Belgiei, Țărilor de Jos, Luxemburgului și Franței. În acest context, România și Ungaria se alătură Germaniei și Italiei.
După aceste succese inițiale, Germania a atacat, în 1941, Uniunea Sovietică, invazie care este oprită lângă Moscova, în decembrie 1941. La 7 decembrie 1941, Japonia atacă SUA. Victoria Aliaților în Africa de Nord este urmată de invazia Italiei, în 1943, a Franței, în 1944, și a Germaniei, care capitulează în 8 mai 1945.

## Europa în Epoca Atomică a Războiului Rece
Terminarea războiului duce la separarea națiunilor europene în 2 blocuri: unul occidental, Organizația Tratatului Atlanticului de Nord (NATO), și unul de influență sovietică, care formează Pactul de la Varșovia.
Opoziția dintre cele 2 blocuri va conduce la Războiul Rece, terminat în 1991, prin dizolvarea Uniunii Sovietice. În același timp, un proces de integrare economică și politică a dus la dezvoltarea Pieței Europene Comune și a Uniunii Europene (UE).

## Europa în Era informațională

Drapelul Uniunii Europene, raport 2:3/

La începutul secolului al XXI-lea, Europa este zguduită de două mari fenomene sociale: Criza Economică Mondială și criza refugiaților.

## Legături externe
- Europa modernă[nefuncțională]
, history.uaic.ro
- Istoria Europei (video)